# 東北楽天ゴールデンイーグルス
東北楽天ゴールデンイーグルス（とうほくらくてんゴールデンイーグルス、英: Tohoku Rakuten Golden Eagles）は、日本のプロ野球球団。パシフィック・リーグに所属している。
宮城県を保護地域とし、仙台市宮城野区にある宮城球場（2023年からのネーミングライツに基づく名称は「楽天モバイルパーク宮城」）を専用球場（本拠地）としている。
イースタン・リーグ所属の二軍は、本拠地として同県の仙台市泉区にある森林どりスタジアム泉を使用している。
球団名が長いことから、通称は楽天イーグルス。球団略称は楽天または東北楽天、法人名は楽天グループ株式会社傘下の株式会社楽天野球団（らくてんやきゅうだん）である。本記事では球団創立からそれ以降の経歴についても述べる。

## 球団の歴史

### 球団創立
2004年
6月に明るみに出たオリックス・ブルーウェーブと大阪近鉄バファローズの合併に端を発するプロ野球再編問題の渦中、同年9月に日本プロフェッショナル野球組織の加盟料撤廃（代って預かり保証金制度を実施）の決定を受けて、楽天が本拠地を神戸市または大阪市とするプロ野球参入の意思を表明。この時点ではコミッショナーの根來泰周は「参入は時間的に難しい」と述べていた。9月24日に宮城県をフランチャイズ（地域保護権）とする新球団の加盟を申請した。
10月13日、初代監督に田尾安志が就任することが発表される。10月22日に新球団のチーム名を東北楽天ゴールデンイーグルス（通称：楽天イーグルス）と発表した。このときライブドアベースボール（呼称：仙台ライブドアフェニックス）も加盟申請を行っていたが、同年11月2日のプロ野球オーナー会議で楽天のみの参入が正式に承認された（プロ野球の新規参入球団は1954年の高橋ユニオンズ以来50年ぶり）。「ゴールデンイーグルス」の名称は、東北地方の世界遺産・白神山地に棲息する猛禽類・イヌワシに拠る。この時すでに「ゴールデンイーグルス」の商標をライブドアが取得していたことが発表後に判明し、すべての権利を買い取ることになった。新規参入決定後の11月8日、オリックスと近鉄の選手を後継球団「オリックス・バファローズ」と新球団「東北楽天ゴールデンイーグルス」に振り分ける「分配ドラフト」が行われ、40選手の楽天入団が決定。
11月17日、新規参入決定後初のドラフト会議に参加。明治大学の一場靖弘を自由枠で獲得したことに加えて、大学・社会人球界から「即戦力」になりうる6名の選手を指名した。さらに、他球団から無償トレードならびに自由契約となった選手を次々と獲得（山﨑武司、関川浩一、飯田哲也等）。また、分配ドラフトでオリックスに指名されたが、入団を拒否していた岩隈久志も金銭トレードで獲得している。ドラフト会議で指名した選手のうち、東北に唯一縁のあった5巡目指名の塩川達也（東北福祉大学）は、現役引退後の2018年に一軍のコーチとしてチームに復帰。いわゆる「松坂世代」に当たる6巡目指名の平石洋介（トヨタ自動車）は、現役引退後もチームに在籍したまま、一軍・育成コーチや二軍監督を経て一軍の監督代行を経験し、2019年には楽天の生え抜きとしては初の監督に就任。
チームの新本拠地となる宮城球場は老朽化が著しかったため、楽天側の出資によってプロ本拠地としての使用に耐え得るよう、2箇年計画で増改築されることが決まった。その一方で、球場を所有する宮城県は球場の命名権売却を決め、募集を開始した。その結果、人材派遣会社の「フルキャスト」に年間2億円の3年契約で命名権を売却することが決定し、2005年3月、「フルキャストスタジアム宮城（略称：フルスタ宮城）」に改称される。命名権は二軍のチーム名についても売却を予定していたが、こちらの方は契約先は存在していない。
また、チームの練習場・合宿所は宮城球場に程近い宮城野区内にあるJT硬式野球部（2004年休部）の施設（JT球場など）を活用することを検討していたが、交渉がまとまらず断念。仙台市内での育成施設整備は難航を極めた。一方、二軍本拠地については楽天・ライブドアの参入計画が浮上した段階で秋田県と山形県が誘致に名乗りを上げていたが、楽天側は仙台市に近い山形県を本拠地とすることを決め、山形市近郊の東村山郡中山町にある山形県野球場（現：荘内銀行・日新製薬スタジアムやまがた）を使用することになった。その後、練習場・合宿所などは天童市にある山形県総合運動公園内に整備する計画が立案された（整備までの当座の措置として、山形市内の公共宿泊施設を仮の合宿所として使用した）ものの、選手の大半が仙台市近郊に在住し、また当時は選手の一・二軍間の入れ替えが頻繁であったため、必要性に疑問が生じ計画は白紙化。仙台市内に育成施設を整備する計画に転換した（ただし二軍本拠地は変更しない）。
新規参入決定直後の秋季キャンプは白地に楽天のロゴが入ったジャージを着て藤井寺球場で行われた。

### 田尾監督時代
2005年（平成17年）
2月1日の沖縄県久米島での春季キャンプで本格的に始動。26日、新大分球場にて球団として初のオープン戦となる読売ジャイアンツ戦が行われ、4対3で勝利した。オープン戦は16試合で7勝8敗1分だった。
3月26日にパ・リーグ公式戦が開幕し、楽天は球団として初の一軍公式戦となる千葉マリンスタジアムで千葉ロッテマリーンズと対戦し、先発の岩隈が完投し3対1で勝利した。公式一軍戦としての球団創設初戦で一軍公式戦経験のある球団を対戦相手に勝利したのは、日本プロ野球史上初めてのことであった。
だが、翌27日の第2戦は、打線がロッテの先発・渡辺俊介の前に1安打に抑えられ、2リーグ制開始以降としては最大得点差の0対26で一軍公式戦初敗戦を喫した（当該試合記事を参照されたい）。その後4連敗し、4月1日、本拠地初戦となる西武ライオンズ戦では初回先頭打者の礒部公一が岡本篤志からバックスクリーン直撃の球団史上初の一軍公式戦本塁打を放つなど、16対5でチームは開幕戦以来のシーズン2勝目となった。しかし4月15日の北海道日本ハムファイターズ戦から29日の西武戦にかけて11連敗で、勝率が1割台に突入。 このため、30日にGMのマーティ・キーナートをチームアドバイザーに（代わりに編成部長の広野功がGM代行を兼任した）、またヘッドコーチの山下大輔と打撃コーチの駒田徳広を二軍にそれぞれ降格（替わって二軍監督の松井優典と同外野守備・走塁コーチ橋上秀樹が昇格）させるなど、コーチングスタッフを大幅に入れ替えた。
5月6日より、この年から始まったセ・パ交流戦の成績は11勝25敗で最下位に終わった。7月には10勝9敗1分けで球団史上初の月間勝ち越しを記録したものの、8月にはシーズン2度目の11連敗 を喫するなどして、8月29日の対日本ハム戦（フルスタ宮城）でシーズン最下位とパ・リーグ全球団への負け越しが決まった。8月中にシーズン最下位が決まったのは1952年における8月20日に決まった近鉄パールス以来53年ぶりであった。9月25日のホーム最終戦（ロッテ戦）終了後、田尾監督のシーズン終了をもっての解任が発表された。最終成績は38勝97敗1分・勝率.281で、1970年にヤクルトが記録して以来35年ぶりの最終勝率3割切りとなった。開幕前からささやかれていた「シーズン100敗」こそ辛くも免れたものの、5位の日本ハムとは25ゲーム差、レギュラーシーズン1位のソフトバンクとは51.5ゲーム差を付けられた。2リーグ制以降の新球団の初年度の成績としては最低の勝率となった。チーム最多勝は岩隈の9勝(敗戦数はこの年リーグ最多15敗)で、その次は主に抑えを務めた福盛和男の4勝など戦力的に他球団と格段の差があった。分配ドラフトの仕様など、最低限の戦力の保証が一切無かった事が大きく響いてしまった。編成部長の広野によれば「他のチームは補強費に40億近く用意しているのに、（楽天では）オーナーからもらった補強費は20億しかない」状態だったとのことで、三木谷浩史オーナーには「20億のチームが40億のチームに簡単に勝てたらおかしい」と説明していたが、それでもチームが試合に負けるたびに三木谷から米田純球団代表へ叱責の電話が止まなかったという。
田尾の後任には南海やヤクルト、阪神などの監督を歴任した野村克也が就任した。この時、広岡達朗のGM就任、巨人を退団した清原和博の獲得なども検討されていたが、結果的にどちらも実現しなかった。オフに日本人選手大量13人戦力外通告で退団となった（小倉恒のみ新任の野村からの要望で再契約となった）。

### 野村監督時代
2006年（平成18年）

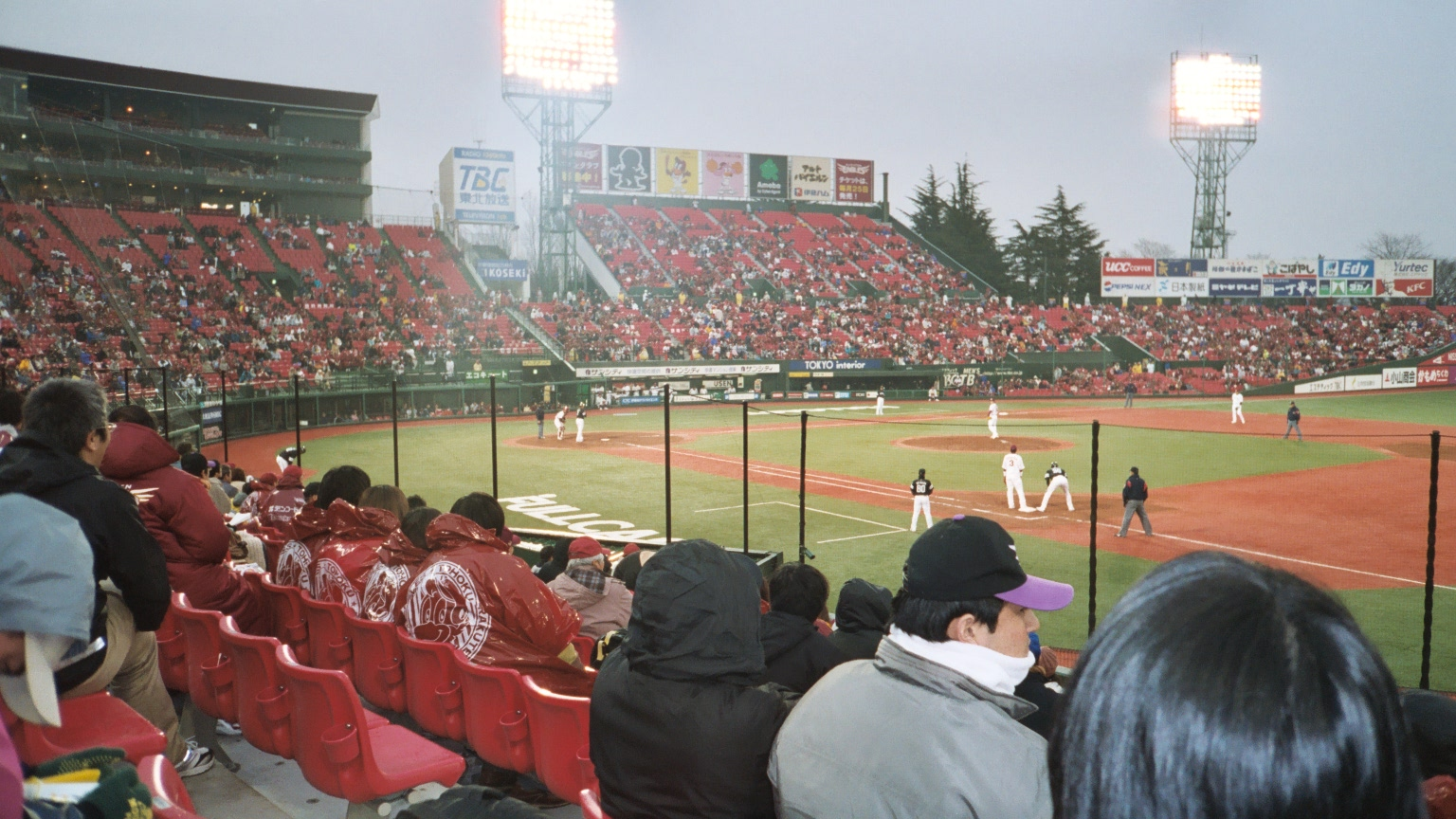
東北楽天ゴールデンイーグルスの本拠地・宮城球場（当時フルキャストスタジアム宮城 2006年4月=内野席増設時）

弱者の戦略として「無形の力を養おう！」をスローガンに掲げ、チーム力の育成を図った。この年は前年より補強を進め、西武を自由契約となったホセ・フェルナンデス、同じく横浜ベイスターズからセドリック・バワーズ、台湾から林英傑、元ロッテのリック・ショートを獲得。
オープン戦では初めて主催試合が組まれたが、本拠地フルスタ宮城での開催は前年同様に改修工事実施のため行われず、倉敷マスカットスタジアム、香川県営野球場、静岡県草薙総合運動場硬式野球場の3球場で計4試合が組まれた。
リーグ戦開幕直前には泉区に練習グラウンド・室内練習所・合宿所が完成。イースタン・リーグ公式戦では使用せず、練習専用施設として使用されるようになる。練習グラウンドと同敷地内に設けられた合宿所は「泉犬鷲寮」と命名された。
3月25日の開幕戦の日本ハム戦は岩隈が故障のため、前年2勝止まりだった一場が開幕投手を務めるが敗れ、開幕5連敗の後、31日の福岡ソフトバンクホークス戦でシーズン初勝利。交流戦では5月25日の明治神宮野球場でリック・ガトームソンからノーヒットノーランを喫した。最終成績は17勝19敗で7位。後半に入ると、8月20日のオリックス戦でリーグ戦初の同一カード3連勝。9月以降の成績を9勝10敗1分としたものの、9月23日の西武戦で開幕から5位以上となることなく 2年連続最下位が決定。最終成績は47勝85敗4分で、5位のオリックスとは4.5ゲーム差の最下位。ホセ・フェルナンデスが球団初のタイトルとなる、ベストナインを獲得。
9月25日に行われた高校生ドラフトでこの年の夏の高校野球準優勝校・駒大苫小牧の田中将大を1巡目で指名した。日本ハム、オリックス、横浜との競合の末、抽選で交渉権を獲得し、入団している。
2007年（平成19年）
3月24日の開幕戦のグッドウィルドームの西武戦で岩隈が2年ぶりの開幕投手を務めたが敗戦。翌25日の第2戦は2年目の青山浩二で勝利するが、その後4連敗。4月1日のオリックス戦では3回裏にフェルナンデスと山﨑がそれぞれ満塁本塁打を記録。同17日から19日のソフトバンク3連戦では初のホーム3連勝している。5月には、山﨑が球団初となる月間MVPを受賞。
7月2日にオールスター戦で8選手がファン投票で選出され、田中、松本輝、福盛和男、嶋基宏、高須洋介、鉄平、礒部、山﨑と楽天の選手が占めた。しかし、実力が伴っているか否かに関係なく選ばれたため、監督の野村克也は中間発表時点で「オールスターじゃなく、オールスターダストや」と苦言を呈し、この年の全パ監督を務めた日本ハムの監督のトレイ・ヒルマンも「ファンのマナー違反だ」と発言した。
8月は月間15勝。9月も好調を維持し、初の2か月連続勝ち越し。29日の対ソフトバンク戦で3年目にして球団史上初の最下位脱出を決め、最終的には67勝75敗2分で3位のソフトバンクにも7.5ゲーム差の4位。対ソフトバンク、オリックス戦では初の球団別シーズン対戦成績で勝ち越している。総得点575、総失点676と打撃陣がチームを牽引したシーズンだった。山﨑が球団初の打撃部門タイトル獲得となる43本塁打108打点の成績での本塁打、打点の二冠王となり、田中が球団初の新人王を獲得。
楽天のホーム最終戦翌日の10月5日、フルキャストとの命名権契約解消で本拠地の名称が元の「宮城球場」に戻り、日本製紙が本拠地・宮城球場の命名権を取得。1月1日に「日本製紙クリネックススタジアム宮城」と改称。
2008年（平成20年）
スローガンは「Smart & Spirit 2008 考えて野球せぃ！」。
3月20日の開幕戦のソフトバンク戦では9回裏に逆転サヨナラ3ラン本塁打を打たれて敗れ開幕から4連敗するが、その後7連勝で4月3日のロッテ戦で球団史上初の単独首位に浮上。交流戦では初の勝ち越し。6月までは好調を維持したが、7月は24試合で5勝17敗2分と大きく負け越し。シーズン途中で前日本ハムのフェルナンド・セギノールを獲得し、打線強化を図る。だが8月以降も岩隈が奮闘するものの負けが込む。シーズン最終戦となる10月7日のソフトバンク戦において延長12回にサヨナラ勝ちし、最下位を脱出。65勝76敗3分の5位に終わった。チームの総得失点差は+20で、球団初のプラスとなった。また、チーム防御率も初の3点台でパ・リーグ3位、チーム打率は12球団トップだった。岩隈が21勝を挙げ投手三冠王を獲得しパ・リーグMVP、沢村賞、ベストナインに選ばれている。セギノールも低迷するチームの中で大きく奮闘した。
シーズン終了後、3年契約が切れることになっていた野村の監督に於ける契約延長が決定。翌年も引き続き楽天を指揮することになった。また、オフには巨人から小坂誠を金銭トレード、中日からは中村紀洋をFAで獲得。小坂は球団初の宮城県出身選手、中村は球団初のFA加入選手となった。
2009年（平成21年）
スローガンは 「Smart & Spirit 2009 『氣』～越えろ！～」。このスローガンには、原点に立ち返り、気迫・気力・元気といった「氣」を高めることで、より高い次元への飛躍を目指すという意味が込められている。
1月にメジャーリーグベースボールのオークランド・アスレチックスとの業務提携を開始した。WBC開催に伴い公式戦開幕が4月3日に設定されたため、初めて本拠地でオープン戦を開催。
4月3日の開幕戦の日本ハム戦から4連勝 で4月15日まで首位に立ち、一端首位から落ちたものの 初めて4月を首位で終え 5月11日まで首位だったものの、交流戦では6連敗するなど最終的には9勝15敗の10位。打線の軸として期待された中村紀やセギノールも開幕から低迷し、二軍落ちするなどの誤算もあり7月も8連敗するなど低迷は続く。しかし、8月以降の3か月で38勝21敗と勝ち進み9月12日のソフトバンク戦では球団史上初となるクライマックスシリーズ進出のマジックナンバー19が点灯し、10月3日の対西武戦で球団史上初のCS進出かつ、初のAクラス入りを決めた。同9日の対オリックス戦で勝利し、リーグ2位が確定し、CS第1ステージ地元開催権を獲得。最終的には77勝66敗1分と初のシーズン勝ち越しを決めた。投手陣では3人の投手が2桁勝利を挙げた。
10月12日、野村は球団から監督退任を通告される。10月16日から行われたCSの第1ステージは日本製紙クリネックススタジアム宮城でソフトバンクと対戦し2連勝で第2ステージ進出 するものの、札幌ドームでの日本ハムとの第2ステージは第1戦では最終回に4点リードを守り切れず、逆転サヨナラ負け。第4戦に敗れ通算1勝4敗で敗退。CS終了後、野村は契約期間満了に伴い退任。
後任の監督に、この年まで広島東洋カープ監督を務めたマーティ・ブラウンが就任。野村は、翌年3月16日に就任要請を受けていた球団名誉監督に正式に就任している。

### ブラウン監督時代
2010年
スローガンは「Smart & Spirit 2010 Eagle Fire!」（鷲が強い情熱を持って突き進んでいく）。
3月20日、開幕戦のオリックス戦（京セラドーム）に1対0で敗れ、その後チームは4連敗。交流戦は12チーム中第5位（3位と同率も前年度順位が考慮された）となったが、この年の交流戦は上位6チームをパ・リーグが独占。そのためリーグでの順位が浮上することはなかった。交流戦終了後は負けが込むようになり、6月26日の対ソフトバンク戦で単独最下位になって以降は1度も順位を浮上させることができず、9月19日に4年ぶりのリーグ最下位が確定した。開幕から1度も勝率を5割に乗せることができず、最終戦績は62勝79敗3分で優勝したソフトバンクとは15ゲーム差、5位のオリックスとは7.5ゲーム差。ホームゲームの平均観客数も前年より1000人近く減少。こうした事情から球団は9月29日のシーズン最終戦終了後、ブラウンの監督解任を発表。
ブラウン監督の後任に、中日ドラゴンズ、阪神タイガース元監督で阪神のシニアディレクター・星野仙一が就任した。

### 星野監督時代
2011年
メジャーリーグ経験者の岩村明憲や松井稼頭央を獲得。また、ポスティングシステムを利用してのメジャーリーグ移籍を表明していた岩隈も入札で独占交渉権を獲得したオークランド・アスレチックスとの交渉が決裂し、球団に残留。キャプテン制度導入に伴い、鉄平が球団初代キャプテンに就任した。

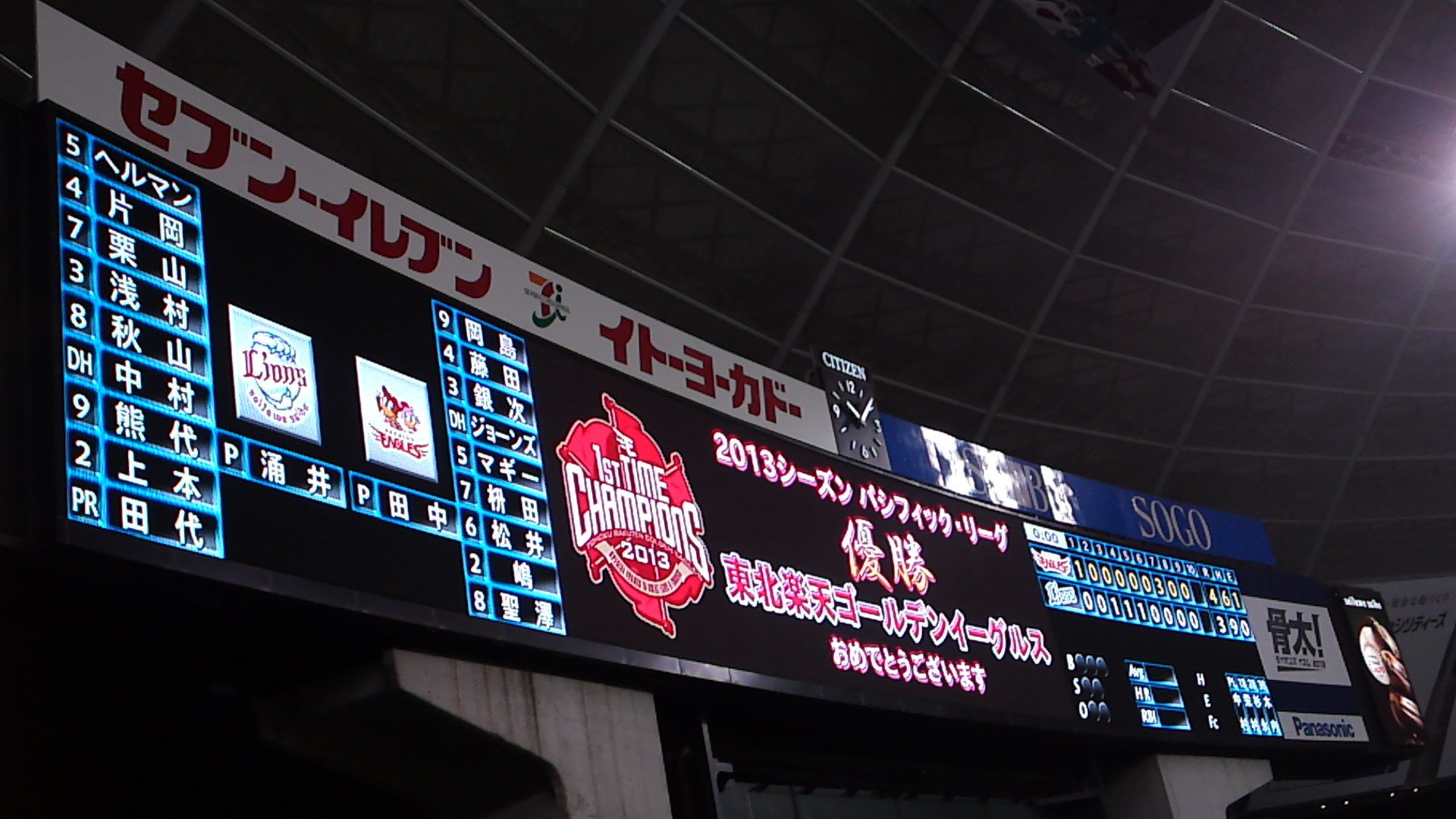
東北楽天ゴールデンイーグルス2013年パ・リーグ初優勝時の西武ドームスコアボード（9月26日）

チームスローガンは「Smart & Spirit 2011 真っすぐ」。
当初、3月25日のKスタ宮城でのロッテ戦で創設以来初の本拠地開幕戦を迎える予定であったが、3月11日に発生した東北地方太平洋沖地震（東日本大震災）で仙台市が大きな被害を受け試合が主催できる状態でもなく、地震の影響でKスタ宮城に照明塔など47箇所の損壊が認められ、修復工事が必要となったことから一時的に関西で主催試合を代替で行うことになった。この日、チームは兵庫県立明石公園第一野球場でロッテとのオープン戦の試合中で、選手は全員無事であった。13日に練習再開、17日までオープン戦を行わず、18日に震災発生以来初めて中日とオープン戦を行い、関西などを中心に開幕までの練習を行い、試合後などには球場や街頭などで募金活動を行っている。4月2日・3日には12球団によるチャリティー試合が行われ、楽天は札幌ドームで日本ハムと対戦している。このとき、嶋基宏が「見せましょう野球の底力を」とスピーチした。4月7日に震災以来チームとして初めて仙台に戻り、27日目の仙台入りに星野は「遅くなってすみませんでした。ごめんなさい。」と訪れた避難所で謝罪している（この真っ最中にも、強い余震が起きた）。11日には、フアン・モリーヨが震災で精神的な打撃を受けたとして球団に退団を申し入れ、了承された（後に、フィラデルフィア・フィリーズとマイナー契約）。

東日本大震災により、2011年のセ・パ両リーグ全体の開幕日は12日に延期となった。同日の開幕戦はQVCマリンフィールドでの対ロッテ戦、主催試合初15日からの阪神甲子園球場 での対オリックス戦。本拠地・Kスタ宮城での初戦は宮城県が「震災復興キックオフデー」とした29日のオリックス戦となり、いずれも勝利した。
4月を9勝6敗で2位で終えたが、5月は7勝14敗2分と負け越し、岩村や鉄平が打率1割台と低迷、エースの岩隈も18日離脱した事が原因とされ、18日には5位、翌6月4日には最下位となっている。交流戦も、9勝13敗2分の9位と低迷した。一方で田中が6、7月に連続して月間MVPを受賞するなどの活躍もあり、7月には永井怜が故障で離脱したものの、岩隈が復帰、ダレル・ラズナーが抑えに転向し5セーブ、新人の塩見貴洋が2勝を挙げるなどもあり、12勝10敗1分と勝ち越す。8月、前半に7連敗するも、後半に球団タイの7連勝もあり勝ち越す。しかし9月は8勝14敗と失速し、終盤までクライマックスシリーズ進出争いには加わったものの10月13日に進出の可能性がなくなり、最終的に66勝71敗7分、首位のソフトバンクと23.5ゲーム差、3位の西武と3ゲーム差の5位となった。統一球の影響もあり、本塁打は球団最少の53本で7月から8月にかけ、17試合連続で無本塁打の球団ワースト記録となった。ヤフードーム（11試合）と札幌ドーム（8試合）においては、それぞれ本拠地球場となってからはパ・リーグ球団初の本塁打0に終わっている。田中が最多勝、最優秀防御率、最多完封の三冠王とベストナイン及びゴールデングラブ賞の投手部門を獲得した。この年は山﨑武司が戦力外通告を受け、退団した（中日に復帰）。
2012年
1月、岩隈がMLB・シアトル・マリナーズにFA移籍した。
チームスローガンは「Smart & Spirit 2012 ともに、前へ。」。
3月30日、球団初の本拠地開幕戦となるロッテ戦が行われたが3対5で敗れている。交流戦は10勝14敗で9位。一方、6月24日にDeNAから内村賢介とのトレードで藤田一也を獲得。オールスター直前までの前半戦を40勝38敗3分の3位として、球団初のAクラス、勝率5割以上で折り返すが、後半戦に入り8連敗を記録するなど、順位を下げた。9月を勝ち越して終盤までソフトバンク、ロッテとクライマックスシリーズ進出争いを展開するが、10月4日の139試合目の対西武戦（Kスタ宮城）で引き分け、 楽天のBクラスが確定した。最終戦のロッテ戦（QVCマリン）に勝利 し、67勝67敗10分で首位の日本ハムと7.5ゲーム、3位のソフトバンクと1ゲーム差の4位に終わるが、3年ぶりにシーズン5割以上の成績を残した。
8月1日付で三木谷元球団会長が球団オーナーに復帰し、球団社長には証券会社勤務だった立花陽三が就任した。
オフにはMLB・ダイヤモンドバックスからFAとなった斎藤隆を獲得し、岩村が戦力外通告を受けた。また、現役メジャーリーガーのアンドリュー・ジョーンズとケーシー・マギーを獲得したことが発表された。野村名誉監督も、任期満了で同職を退任している。
2013年
チームスローガンは「Smart & Spirit 2013 HEAT!」。
開幕投手と見られた田中がWBCでの疲れから辞退したことで、開幕戦のソフトバンク戦（ヤフオクドーム）は則本昂大が新人投手としてはパ・リーグ史上55年ぶりの開幕投手となるが1対7で敗れている。4月27日の西武戦（西武ドーム）に9対2で勝利し、球団通算500勝を達成するが、序盤から5割前後の成績で4月を9勝13敗と負け越し、5月3日には借金が4になるが、その後は勝ち星を伸ばし、交流戦はソフトバンクと優勝を争ったものの、0.5ゲーム差の2位に終わった。7月4日に首位のロッテに勝利し、6月以降では球団初の同率首位に並ぶと 7月6日に単独首位に浮上、前半戦をそのまま首位で折り返し、以降は首位を明け渡すことなく。8月28日に球団史上初の優勝へのマジックナンバー28が点灯した。その後、9月1日にマジックが消滅するも、9月5日に再点灯し、22日の日本ハム戦（札幌ドーム）に15対1で勝利し、2009年以来4年ぶり2度目のクライマックスシリーズ出場が決定し、23日の同戦で球団新記録のシーズン78勝とした。優勝へのマジック2で迎えた26日、マジック対象チームのロッテが日本ハム戦（札幌ドーム）で敗れ、楽天が西武戦（西武ドーム）で4対3で勝利したことで、初のパ・リーグ優勝が決定した。球団創設9年目での優勝はNPB史上5番目のスピードでの達成。この日、田中は今季初セーブを記録した。
クライマックスシリーズファイナルステージ（Kスタ宮城）では3位のロッテと対戦し、4勝1敗で日本シリーズに初めて進出を決めた。これにより、2004年に消滅した近鉄を含むNPB全13球団が前身を含め、年間勝率1位によるリーグ優勝・日本シリーズ出場になった。
読売ジャイアンツとの日本シリーズでは3勝2敗で王手をかけた第6戦で2対4で敗れ、先発の田中がこの年シーズンから通じて初めての公式戦で敗戦投手となり、タイとされるが、11月3日の第7戦（Kスタ宮城）で3対0で勝利し、4勝3敗で初出場で初の日本一になった。この試合で来季からメジャー挑戦が既に決まっていて前日に160球を投げ、負け完投した田中がクローザーとして登板し、渡米前最後の試合で最高の置き土産を残した。この時の田中の登場曲『あとひとつ』の大合唱は球史に残るほどのものとなった。また、星野は中日時代に現役、コーチ・監督を合わせて4度、阪神の監督時代に1回と計5度、日本一を逃していたが、球界入り44年目にして初めておよび彼の生涯最初で最後の日本一を経験した。この時の日本一監督インタビューの「もう最高！ 東北の子どもたち、全国の子どもたちに、そして被災者のみなさんに、これだけ勇気を与えてくれた選手を褒めてやってください」は名言になっている。これにより、NPB全球団が前身を含め、年間勝率1位によるリーグ優勝・日本シリーズ出場・日本一になったと同時に「現在のチーム名になってから初代パ・リーグ日本一球団」となった。これは、パ・リーグの球団数が6球団制になった1958年から数えて55年目のことである。同月、台湾で開催されたアジアシリーズでは11月19日の準決勝の対統一セブンイレブン・ライオンズ戦（台湾・中華職業棒球大聯盟）に1対4で敗れたため、日本からの出場チームでは初めて決勝に進めなかった。
田中が8月に開幕からの公式戦連勝と、前年8月26日からの公式戦連勝の日本プロ野球新記録を樹立、シーズン後にはこれらの記録とポストシーズンの2勝を含めた30連勝がそれぞれギネス世界記録に認定された。24勝0敗1セーブで日本プロ野球史上初のシーズン無敗での最多勝を達成、最優秀防御率と勝率第1位も獲得し、沢村賞、MVPを獲得した。チームからはゴールデングラブ賞は3人、ベストナインには4人がそれぞれ選出、新人王に則本が選出された。11月24日、優勝パレードが仙台市内中心部で行われ、約21万4千人の観衆を動員した。
2014年

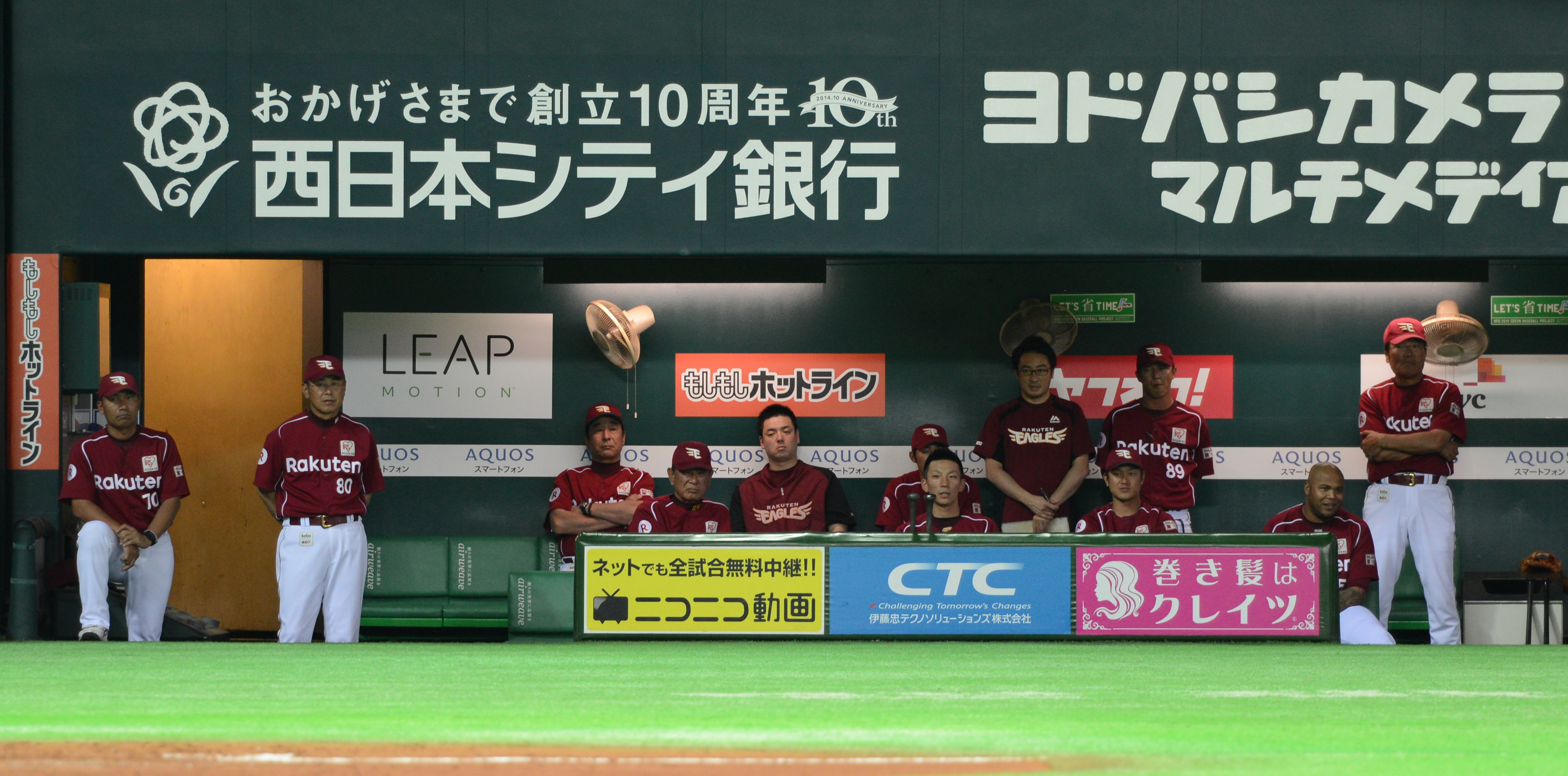
福岡ヤフオク!ドームにて（9月24日）

スローガンは、「Smart & Spirit 2014 HEAT UP!」。
1月23日、田中がポスティングシステムでMLBニューヨーク・ヤンキースに移籍。5月26日、星野監督が腰痛のため、対ヤクルト戦（神宮）で休養し、投手コーチの佐藤義則が指揮を執った。翌27日に腰椎椎間板ヘルニアおよび胸椎黄色靱帯骨化症と診断された星野監督の休養と、佐藤が監督代行をつとめることが発表された。7月2日、監督代行に二軍監督の大久保博元がつき、佐藤は一軍投手コーチに専念することになった。7月24日より星野が監督に復帰 するが、チームは低迷し、9月6日にはリーグ優勝の可能性が消滅し、18日に星野が退任を発表、29日にはBクラスが確定、10月7日のオリックス戦（コボスタ宮城）にも敗れ、楽天は最下位が確定した。前年優勝チームの最下位は、前年の日本ハムに次いで史上5度目となった。14日、次期監督に大久保の就任を発表した（星野は、シニアアドバイザーに就任した）。
8月、コボスタ宮城の全面増築が完成、先行完成（3月）した楽天山観覧席と、8月に完成した三塁側上段の増設席を合わせ28,907人収容となった効果もあり、30日の対ソフトバンク戦において、レギュラーシーズン・ポストシーズンを通して当球場歴代最多となる25,308人を集客 したのを皮切りとして、観客動員記録を次々更新。最終的には1,450,233人（1試合平均単位で20,142人）の球団新記録を達成した。このうちコボスタ宮城に限れば67試合で1,350,293人（1試合平均20,153人）を記録した。
ドラフト会議では、高校生ながら最速で157km/hを記録した右腕投手の安樂智大を1巡目指名で獲得した。

### 大久保監督時代
2015年
チームスローガンは、「Smart & Spirit 2015 一致団結」。
2013年から4番打者として君臨していたアンドリュー・ジョーンズが退団。ジョーンズに代わる現役メジャーリーガーとして、ヤンキースからゼラス・ウィーラー、ピッツバーグ・パイレーツからギャビー・サンチェスを獲得した。シーズン開幕直前には、前年にオリックスの主力として活躍したウィリー・モー・ペーニャも獲得することで打線に厚みを増させた。投手陣は、抑えの切り札として広島東洋カープからキャム・ミコライオを獲得したほか、2013年まで在籍していたケニー・レイとジム・ハウザーが復帰した。
開幕以来なかなか波に乗ることができなかったが、交流戦では全18試合のうち2点差以内は15試合、延長戦は5試合と粘り強く戦い、10勝8敗の4位で終え2年ぶりに勝ち越した。交流戦のチーム防御率2.47は12球団トップであった。交流戦以降はロッテと4位・5位を争い、前半戦を5位でターンした。後半戦に入り、7月22日の日本ハム戦で1試合の最多得点での球団新記録となる19得点を記録したが、30日に一軍打撃コーチの田代富雄が退任した。シーズンの途中でハウザーが再び退団し、トレードおよび新外国人選手獲得期限日の31日には、アガスティン・ムリーロを獲得している。しかし、8月25日のオリックス戦に敗れたことで最下位に転落した。その後は一時5位に浮上したものの、28日の西武戦に2-3で敗戦。この敗戦によって、楽天の自力でのクライマックスシリーズ進出の可能性が消滅した ことから、大久保監督が辞任の意向を示した。9月7日には、前監督の星野が取締役副会長に就任することが発表された。星野は「球団の編成・ドラフト戦略・経営にも関与できる現場の総責任者」という立場で、三木谷オーナー・立花社長に次ぐ権限を有するようになった。9月22日のロッテ戦に敗れてクライマックスシリーズ進出の可能性が完全に消滅し、2年連続のBクラスも確定したため、大久保が同日に成績不振の責任を取って監督を退任することを正式を発表した。終盤はオリックスと5位の座を争ったが、10月3日の対ロッテ戦に敗れたため2年連続での最下位が決定した。シーズン通算では57勝83敗3分（勝率.407）という成績でパ・リーグの全チームに負け越した。チーム打率、防御率、得点はいずれもリーグ最下位で失点もリーグ最多を記録した。しかしその一方で、主催試合のシーズン通算観客動員数は歴代最多の1,524,149人に達した。
シーズン終了後には投手陣で唯一の球団創設メンバー・小山伸一郎、地元・仙台出身でチーム最年長選手でもあった元メジャーリーガー・斎藤隆、2006年の大学・社会人ドラフト会議1巡目指名で入団した永井怜が現役を引退した。
8日、大久保の後任として近鉄・日本ハムの監督を歴任した梨田昌孝の監督就任を発表。
2015年シーズンは「チームとフロントの一体化」であるとしてオーナーである三木谷がスタメン、打順、さらには一・二軍の入れ替えなどを指示することが多かった。しかしシーズン後半には現場の意見も取り入れるようになってきてそれをオーナーが決裁を出す形となった。オーナーの現場介入は打撃コーチである田代がこれを許せないとしてシーズン途中で退団するなど批判の声があがっている。

### 梨田監督時代
2016年
チームスローガンは、「Smart & Spirit 2016 夢と感動」。
2年続けて最下位に陥るほどの低迷から脱却するために大型補強を敢行し、ここ2年固定できなかった三塁手を補強すべく、千葉ロッテマリーンズからFA権の行使を宣言していた今江敏晃と契約した。また、かつて広島東洋カープの主力打者だった山形県出身の栗原健太、千葉ロッテマリーンズから戦力外通告を受けていた川本良平、中日ドラゴンズから戦力外通告を受けていた山内壮馬、福岡ソフトバンクホークスから戦力外通告を受けていた金無英と入団テスト経由で契約。外国人投手では先発・リリーフ両方に対応できるラダメス・リズとジェイク・ブリガムを獲得したほか、WBSCプレミア12の台湾代表に選出された宋家豪と育成選手契約を結んだ。さらに、リーガ・メヒカーナ・デ・ベイスボル二冠王のジャフェット・アマダーとMLB通算162本塁打の実績を誇るジョニー・ゴームズを獲得した。
2月1日から、楽天Koboスタジアム宮城の短縮表記を「コボスタ宮城」から「Koboスタ宮城」に変更し、5月には社会人・大学・クラブチームと対外試合を年に30戦程度実施することを前提に、若手選手の実戦経験を増やす目的で球団内に「育成チーム」を編成した。
公式戦では、茂木栄五郎を開幕から内野のレギュラーに抜擢するなど新人選手を積極的に起用した。ドラフト1巡目入団のオコエ瑠偉も高卒新人野手では球団史上初の開幕一軍入りを果たすと、セ・パ交流戦期間中から正中堅手に定着した。序盤に一時首位に立つも、その後順位は急降下し4位に沈んだ。正捕手の嶋が故障で戦線を離れた5月下旬からはドラフト6巡目入団の足立祐一にスタメンマスクを託した。交流戦では11勝7敗の4位と健闘したが、リーグ戦の再開後はソフトバンク・日本ハム・ロッテの後塵を拝する状況が続いた。新外国人のゴームズは18試合で打率1割台・本塁打1本にとどまり4月22日に一軍登録を抹消され、帰国・退団、パ・リーグの最年長選手だったレイも成績不振を理由に退団した。オープン戦の序盤に負傷したアマダーは5月下旬に公式戦デビューを果たしたものの、以降も再三にわたって故障で戦列を離れた。さらに今江・銀次・松井稼頭央などの主力打者も故障や打撃不振などで一軍と二軍を往復した。7月にはシアトル・マリナーズ時代にイチローとチームメイトだったカルロス・ペゲーロ、球団史上初めてのキューバ出身選手としてフェリックス・ペレスを獲得した。終盤には順位で西武にも抜かれ、5位に転落した。9月29日のオリックス戦に勝利したことで、オリックスの最下位が確定したため、チームは3年ぶりに最下位を脱出し、5位でシーズンを終えた。西武に対しては球団史上初めてシーズンの勝ち越しを果たした。
シーズン終了後には野手陣で唯一の球団創設メンバー・牧田明久、栗原、川本、山内、金ら移籍組、2007年の大学・社会人ドラフト会議1巡目指名で入団した長谷部康平が現役を引退した。外国人選手ではウィーラー、アマダー、ペゲーロが残留する一方で、リズ、ブリガム、ペレスが退団し、前年の故障からセットアッパーとして復活したミコライオとの残留交渉が不調に終わった（後に退団）。
ドラフト会議では、1巡目の藤平尚真をはじめ、支配下登録選手としての指名を経て入団した10人中9人を投手が占めた。
2017年
チームスローガンは、「Smart & Spirit 2017 東北・夢・再び」。
前年10月31日付で楽天が宮城球場の命名権に関する3年契約を締結したことに伴って、1月1日付で本拠地の呼称を「Koboパーク宮城」に変更した。同月16日には、球団副会長の星野が監督時代の実績を買われて野球殿堂顕彰者（エキスパート部門）に選ばれた。
西武からFA権の行使を宣言していた仙台市出身の岸孝之やソフトバンクからのコーチ就任要請を固辞して退団した青森県出身の細川亨と契約。さらに、柿澤貴裕との交換トレードで、巨人から小山雄輝が移籍した。春季キャンプ中には、前年10月にDeNAから戦力外通告を受けていた久保裕也を入団テスト経由で獲得した。外国人選手については、フランク・ハーマンと契約を結んだ。
レギュラーシーズンの開始前に催された2017 ワールド・ベースボール・クラシック（WBC）には、則本と松井裕樹が日本代表、アマダーがメキシコ代表として出場し、当初は嶋も日本代表に選ばれていたが、春季キャンプから右ふくらはぎの張りで調整が遅れたため本大会の直前に出場を辞退した。則本は、WBC出場の影響で入団以来初めて開幕投手を外れた。
公式戦では、ウィーラー、アマダー、ペゲーロを同時にスタメン起用し、1番に茂木、2番にペゲーロ、5番に銀次を据えた攻撃型の打線でスタートした。開幕投手には、岸が内定していたが開幕直前にインフルエンザB型へ感染したため、対戦相手であるオリックスとの相性の良い美馬学が初めて起用された。また、新人投手の森原康平・高梨雄平・菅原秀が中継ぎ要員として揃って開幕一軍入りを果たした。開幕戦からの4連勝でスタートダッシュに成功してパ・リーグの首位に立つと、4月を16勝5敗の勝率.761、5月を16勝7敗の勝率.696で終えた。この間には3連敗が1度もなかった。さらに則本が4月19日の西武戦から8試合連続で2桁奪三振（NPB新記録および世界プロ野球タイ記録）を達成した。則本と共に先発陣を構成する美馬・岸や、クローザーの松井裕も好調で、ハーマンと共にセットアッパーを務める福山博之は、開幕戦から36登板試合連続で自責点を0に凌いだ。5月以降はソフトバンクとリーグ戦で首位争いを展開した。交流戦ではソフトバンクが優勝したものの、3連敗を2度経験しながら10勝8敗の5位で終了した。6月28日にははるか夢球場（弘前市運動公園野球場）でオリックス戦を開催。球団創設13年目にして球団の主催による青森県内での一軍公式戦が初めて実現し、辛島航が先発で白星を飾った。この試合によって日程上は東北全6県での開催が実現したが、4月13日に福島県のヨーク開成山スタジアムで予定されていた西武戦が降雨で中止になったため、実公式での全県開催は2018年以降に持ち越された。6月中には、BCリーグの富山サンダーバーズからジョシュ・コラレスを獲得した。7月には2日にソフトバンクに敗れたことでソフトバンクとのゲーム差が−0.5ゲーム差となり、前年のソフトバンクに続き2位とのゲーム差がマイナスでの首位となる事象が発生した。7月7日にシーズン初めてソフトバンクに首位を明け渡すが、2日後には首位に再浮上した。前半戦最後のカードであったソフトバンクとの首位攻防2連戦で2連勝したため、4年ぶりに前半戦を首位で折り返した。しかし、交流戦の終盤から主力選手に故障者が続出し、茂木・藤田一也・ペゲーロ・岡島豪郎・松井裕・今江が相次いで戦線を離脱した。NPBレギュラーシーズン中のトレード期限が迫っていた7月下旬には、巨人のルイス・クルーズを金銭トレードで獲得した。獲得当日（26日）のソフトバンク戦から、茂木が遊撃の守備、ペゲーロが一軍に復帰する8月上旬まで一軍の公式戦に出場した。さらにこの試合で則本が入団1年目から5年連続のシーズン2桁勝利を達成し、チームは4連勝と6連勝を1回ずつ経験した影響で、7月を13勝7敗の勝率.650で終えた。8月には2日に再び首位から陥落すると、投打の歯車が噛み合わないまま急失速した。前述した故障者のうち、今江以外の選手が相次いで一軍に復帰してもこの傾向に歯止めが掛からなくなった。一時はパ・リーグのレギュラーシーズンでは35年ぶりにマイナス1ゲーム差で首位に立った ものの、ソフトバンクや3位・西武との3連戦が組まれていた8月第3週から第5週までの通算15試合で、1勝13敗1分と大きく負け越した。首位・ソフトバンクとの差が10ゲームにまで広がり、31日の西武戦で敗れるとシーズンで初めて3位に転落した。結局、8月の通算成績は7勝18敗1分でシーズン初の月間負け越しを記録した。さらに8月23日のロッテ戦から9月3日のソフトバンク戦まで、球団初年度以来12年ぶりの公式戦10連敗を記録している。9月2日の対ソフトバンク戦で敗れたことによってチームの自力優勝の可能性が消滅し、本拠地での主催試合でも、8月18日のソフトバンク戦から9月9日のオリックス戦まで10連敗を喫した。この間には、前述した攻撃型打線の組み替えを繰り返す一方で春季キャンプ中の故障で出遅れていたオコエがスタメンに再び定着するほど好調を見せた。また、高卒新人の藤平もチームが6連敗中だった8月22日のロッテ戦で一軍初勝利を果たすと、チームの10連敗で迎えた9月5日の日本ハム戦でも先発勝利を記録した。さらにウィーラー、ペゲーロ、アマダーが9月中旬までに20本以上の本塁打を放ったため、「同一球団に在籍する3人の外国人選手が同一シーズンでいずれも20本以上の本塁打」というNPB一軍公式戦史上初の記録を樹立し、投手陣では則本と美馬が2桁勝利を達成した 一方で、岸は防御率2.76ながら7連敗（8勝10敗）でレギュラーシーズンを終えた。9月中旬以降は、16日にソフトバンクのリーグ優勝が決まったものの24日に楽天の3位以上が確定した。以降の試合で2位に返り咲けないまま10月4日の対ロッテ戦を延長12回引き分けで終了となった。チーム史上初めてレギュラーシーズンを3位で終えた。
ポストシーズンでは、西武とのクライマックスシリーズ (CS) ファーストステージ（メットライフドーム）第1戦においてレギュラーシーズン中の対戦で8戦全敗だった菊池雄星を相手に0 - 10の大差で完封負けを喫したが、第2戦からの2連勝によってパ・リーグの優勝チームとして臨んだ2013年以来4年ぶり（勝ち上がりは2009年以来）にCSファイナルステージへ進出した。パ・リーグが2007年から導入しているCS制度で、ファーストステージの第1戦に敗れたチームがファイナルステージへ進出できた事例はこの年の楽天が初めてである。迎えたソフトバンクとのファイナルステージでは、第1戦から2連勝しCS第2戦から4連勝と上り調子にあったが、則本・岸・美馬を先発に立てた第3戦以降の試合で3連敗を喫し、4年ぶりの日本シリーズ進出を逃した。この時点で日本シリーズの出場および制覇回数は1回であったが、過去2回出場したシリーズをいずれも制していた横浜DeNAベイスターズ（セ・リーグ3位からCSを突破）が、この年の日本シリーズでソフトバンクの前に敗退した。日本シリーズで敗退したことのないチームはNPBの12球団で楽天だけになった。
日本シリーズの終了後には、チーム最年長の現役選手だった松井稼頭央がコーチ就任の打診を固辞。他球団での現役続行を希望し、テクニカルコーチ兼任の外野手として、15年ぶりに西武へ復帰した。また、巨人から移籍した2013年以降サイドスローの左腕投手として中継ぎで活躍した金刃憲人などが現役を引退した。2009年以降もコーチとして楽天への在籍を続けてきた礒部が退団する一方で、ドラフト会議での1巡目指名を経て在籍していた片山博視（2006年入団）・武藤好貴（2012年入団）や、一軍のクリーンアップを一時担っていた内野手の中川大志に戦力外通告を実施した（中川はDeNA、片山はコーチ兼任でBCリーグの武蔵ヒートベアーズ、武藤は入団前に所属していたJR北海道硬式野球部の後継チーム・JR北海道硬式野球クラブで現役を続行）。外国人選手は前年に在籍していた7選手からクルーズ以外の6選手が残留した。
ドラフト会議では、東京六大学野球のリーグ戦で歴代3位の通算21本塁打を記録した慶応大学の岩見雅紀を2巡目で指名。5巡目では、NPBの球団では初めてBASEBALL FIRST LEAGUEに加盟する球団の選手として兵庫ブルーサンダーズ所属の田中耀飛を支配下登録選手として指名した（いずれも指名後に入団。田中は入団後に「耀飛」の名で登録。）。
2018年
楽天が宮城球場の命名権を保持したまま、1月1日付で球場の呼称を「楽天生命パーク宮城」に変更した。
1月4日には、チームの4代目監督でもあった星野仙一球団代表取締役副会長が膵臓癌のため70歳で永眠した。球団では同月6日にその事実を公表し翌7日から3日間は楽天生命パーク宮城、オープン戦の期間中には主催試合の開催球場に献花台を設置した。また、星野がかつて一軍監督やオーナー付シニアディレクターを務めた阪神球団との共同運営による「お別れ会」を東京と大阪で開催した。大阪での「お別れ会」開催直後の3月26日には三木谷オーナーの意向 に沿って、星野氏が監督時代に付けていた背番号77を永久欠番として扱うことが球団から正式に発表された。
外国人選手については、オコエ・ディクソンと新たに契約。また渡辺直人が8年ぶりに、2015年から3年間ソフトバンクの一軍投手コーチを務めていた佐藤義則が一軍投手コーチとして4年ぶりに復帰した。ソフトバンクからは、前年の細川に続いて捕手の山下斐紹を西田哲朗との交換トレードで獲得した。
チームスローガンは、「日本一の東北へ。」。一方、球団創設以来初めてユニフォームのデザインをホーム・ビジター用とも一新した。ただし、レギュラーシーズン中には星野副会長の監督時代の背番号 (77) をユニフォーム左胸部分の裏に付ける。4月3日に楽天生命パークで開かれた日本ハムとのホーム開幕戦では、星野副会長の監督時代の背番号77を入れた2014年仕様のユニフォームを、監督、コーチ、選手、スタッフ（総勢115名）が着用した（ユニフォームの変遷は「ホーム用」、「ビジター用」を参照）。
レギュラーシーズンでは、オープン戦を打率トップで終えた内田靖人を開幕一軍のメンバーに初めて抜擢。3月30日にZOZOマリンスタジアムで催されたロッテとの開幕戦を延長12回の末に3 - 2というスコアで勝利し、球団史上初めてシーズンのスタートを3年連続白星で切った。以降の試合では打線や救援陣がこぞって振るわず、球団史上12年ぶりに4月中に2桁の借金を喫した。5月1日には一軍と二軍の間で一部のコーチを入れ替え、一軍打撃コーチの高須洋介と内野守備走塁コーチの立石充男が二軍へ、二軍打撃コーチの栗原健太と育成コーチの真喜志康永が一軍に異動した。しかし、開幕から10カード連続でカード勝ち越しがなく、開幕から31試合目に当たる同月6日の西武戦（楽天生命パーク）に大敗し、自力によるリーグ優勝の可能性がいったん消滅した。NPB公式戦におけるシーズン31試合目での消滅は、この年のセ・リーグ球団を含めても最も速く、プレーオフ制度によるパ・リーグ優勝の可能性を残していた2005年のチーム（29試合）を除けば1955年の大映スターズ（27試合）に次ぐ速さである。5月9日には福島県内で一軍公式戦（郡山市開成山野球場の対ロッテ戦）の主催を予定していたが、グラウンド状態の不良によって前年（雨天）に続いての中止となった。5月29日からのセ・パ交流戦でもチームの調子は上向かず、クローザーの松井裕樹が開幕からの不調、本塁打数チームトップのペゲーロが交流戦中の不振、中心打者のウィーラーが試合中のヘッドスライディングによる左手指の骨折で相次いで戦線を離脱した。交流戦の開幕投手を任された高卒5年目の古川侑利が一軍公式戦初勝利を含む2勝を挙げたものの、チームは6月16日の対阪神戦に敗れ、リーグ戦からの借金が20に到達した。同日の試合終了後に梨田監督が球団へ辞意を申し入れたところ、球団から了承されたため、辞任が決定した。

### 平石監督時代
※2018年の監督代行時代も含める。
2018年
梨田監督の辞任を受けて、6月17日の阪神戦（楽天生命パーク）から一軍ヘッド兼打撃コーチの平石洋介が監督代行に就任した。38歳での一軍監督代行就任は、歴代の一軍監督および代行経験者を含めても球団最年少であった。また、楽天生え抜きの人物が一軍を指揮するのは、監督代行としての平石が初めてである。梨田監督の辞任と平石監督代行の就任に伴って、一軍コーチ陣の配置転換を実施。投手コーチでベンチ担当（佐藤義則）とブルペン担当（森山良二）の配置を入れ替えたほか、2018年5月の一軍復帰後から一塁ベースコーチを務めていた真喜志一軍内野守備走塁コーチが、ヘッドコーチ格で平石を支えた。さらに、この年から一軍戦略・内野コーチが務めていた塩川が一塁のベースコーチに回っている（平石監督代行以外の首脳陣は肩書を変更せず）。
一軍では平石の監督代行就任を受けて、セ・パ交流戦の残り2試合に全勝。交流戦開幕投手の古川も、6月19日の最終戦（横浜での横浜DeNA戦）で白星を挙げたことによって、交流戦を一軍公式戦初勝利からの3連勝で締めくくった。もっとも、チームは交流戦を最下位（6勝12敗）という成績で終了した。
リーグ戦の再開直後には、パ・リーグの球団で唯一勝率が5割を下回る事態に見舞われたものの、菊池が先発した6月29日の対西武戦（メットライフドーム）に15 - 1というスコアで大勝。レギュラーシーズンでは2016年5月25日から続いていた菊池の先発試合での連敗を13で食い止めた。7月10日には、山形市総合スポーツセンター野球場（きらやかスタジアム）で初めてのNPB一軍公式戦として、オリックス戦を主催。前年まで他球場で実施されていた山形県内での一軍主催公式戦8試合目にして、初勝利を挙げた。また、オールスターゲームでは、岸が選手間投票1位、平石の監督代行就任を機に4番打者へ定着した今江が監督推薦でパシフィック・リーグ選抜チームに参加。前年のレギュラーシーズン3位を受けて梨田が務める予定だった同チームのコーチを平石が引き継いだほか、14日の第2戦（リブワーク藤崎台球場（熊本））には岸が同チームの先発投手として登板した。
9月1日には、星野の逝去以降事実上空席だった編成部門のトップとして石井一久が球団取締役ゼネラルマネジャー (GM) に就任。10月5日のロッテ戦（楽天生命パーク）の前に、平石が2019年シーズンから一軍監督へ正式に就任することを発表した。しかし、チームは5位・ロッテとのゲーム差を1ゲームにまで縮めながらこの試合に敗れたため、3年ぶりの最下位が確定。レギュラーシーズン全体では、オリックスとロッテに勝ち越した一方で、西武戦（6勝19敗）と交流戦で大きく負け越した。
この年のチームは梨田の監督在任中からホームゲームにとりわけ弱く、シーズン通算で球団最多の50敗を記録。地方開催分を含むホームゲーム（72試合）の通算勝率は.306（22勝50敗）だが、本拠地・楽天生命パークの開催分では69試合で.290（20勝49敗）にとどまった。パ・リーグに加盟する球団で、本拠地開催分の一軍公式戦におけるレギュラーシーズンの通算勝率が3割を切った事例は、1961年の近鉄（日生で.267＝16勝44敗）以来57年振り。セ・リーグを含めても、1965年のサンケイスワローズ（神宮で.292）以来の低さであった。その一方で、ビジターゲーム（通算71試合）では36勝32敗3分と勝ち越している。
投手陣では、則本がリーグ最多奪三振を5年連続でマーク。さらに、チームのシーズン最終戦であった10月13日の対ロッテ戦（ZOZOマリン）に救援登板でシーズン10勝目を挙げたことによって、入団以来6年連続のシーズン2桁勝利（NPB史上4人目の記録）を達成した。また、岸がチーム最多の11勝を挙げたほか、防御率2.72でリーグ最優秀防御率のタイトルを初めて獲得した。松井は自身の不調やチーム事情からシーズン中にセットアッパーや先発への転向を経験しつつも、9月16日の対ロッテ戦（ZOZOマリン）で一軍公式戦通算100セーブを史上最年少（22歳10か月）で達成。さらに、入団2年目の高梨が球団歴代最多のシーズン70試合登板を記録した。野手陣では、高梨と同期入団（2年目）ながら、パ・リーグ新人王の選考資格を残していた田中和基がセ・パ交流戦の直前から正中堅手に定着。リーグの最終規定打席に到達したばかりか、チーム生え抜きの野手としては歴代最多の一軍公式戦シーズン18本塁打を記録したことによって、スイッチヒッターとしてはリーグ史上初（チームからは田中将・則本に次いで3人目）の新人王に選ばれた。また、後半戦に一軍へ定着した内田は、高卒の生え抜き野手および、生え抜きの右打者としては初めての2桁本塁打（12本塁打）をマーク。前年のチームの躍進を支えた外国人野手は総じて低調で、アマダーも7月だけで11本塁打を記録したが、NPBから禁止薬物摂取の嫌疑を掛けられた影響で8月中旬以降実戦から遠ざかった。新加入のディクソンも、その穴を埋めるまでの活躍には至らなかった。
シーズン終了後には、二軍を中心にコーチ陣の大幅な入れ替えを敢行した。シーズン中に二軍投手コーチを務めた与田が古巣・中日の一軍監督に転身したほか、二軍監督として田中のブレイクに寄与した池山、二軍ヘッドコーチの大石知宜などが契約の更新を見送られた。その一方で、この年に他球団で現役を引退した平石と同世代の小谷野栄一・後藤武敏が打撃コーチへ就任するとともに、石井GMが現役時代に所属していたヤクルト出身の指導者（伊藤智仁・三木肇・楽天のOBでもある野村克則）などを招聘。2016年1月の現役引退後に球団職員へ転じていた元・選手会長の鉄平が、二軍外野守備走塁コーチとして現場復帰を果たした。他球団との指名重複による抽選が相次いだドラフト会議の1巡目では、2回目に指名した辰己涼介（立命館大学）への独占交渉権を4球団競合の末に獲得。結局、辰己や則本の実弟（則本佳樹）など（育成選手契約者を含めて）10人もの新人選手が入団した。その一方で、聖澤諒・枡田慎太郎・伊志嶺忠が戦力外通告を受けたことを機に現役を引退。球団からコーチへの就任を打診されていた細川や、育成選手契約で戦力外通告を受けた宮川将も、いずれも他球団で現役生活を続けることになった（細川はロッテ、宮川は前年の片山に続いてコーチ兼任で埼玉武蔵ヒートベアーズへ入団）。外国人選手については、ウィーラー以外の外国人野手とコラレスが退団。さらに、この年限りでマリナーズを退団した岩隈に復帰を打診したが、巨人との争奪戦に敗れた。
この年は平成最後のペナントレースだったため、楽天は「平成最後のパ・リーグ最下位球団」となった。
2019年
チームスローガンは、「RESTART! 日本一の東北へ」。
本拠地の楽天生命パーク宮城では、一・二軍の主催公式戦開催日に、場内の売店・チケットカウンターでの決済をこのシーズンから現金以外の手段に統一している（プロ野球球団の本拠地球場では世界初の「完全キャッシュレス化」）。また、前年まで私設応援団が作曲していた応援歌に著作権上の問題が生じたことから、球団と私設応援団の間で応援歌の扱いを協議。上記の問題が解決された応援歌に限って、前年からの継続使用が認められた。
補強面では、シーズン終了後に西武から国内FA権の行使を表明していた浅村栄斗（前年のパ・リーグ打点王）、右投手のアラン・ブセニッツ、右の長距離打者ジャバリ・ブラッシュを相次いで獲得した。また、ヤクルトから戦力外通告を受けていた由規（仙台市・仙台育英高校出身）を育成選手として契約（7月28日付で支配下選手登録）。由規とは高校での1年後輩に当たる橋本到が巨人との金銭トレード、広島の福井優也が菊池保則との交換トレードで入団した。育成面では、三軍の創設を視野に、実戦経験を増やしながら若手選手の育成や故障者の復帰を促す環境を整備することをGMの石井が計画。シーズン中の6月には、この年に支配下登録選手から育成選手に移行させた下妻貴寛捕手と野元浩輝投手を、1か月限定ながらBCリーグの武蔵球団へ派遣した。
春季キャンプでは、ルイス・ヒメネスが入団テストに参加。テストへの合格後に育成選手契約を締結したうえで、3月のオープン戦期間中に支配下選手として登録した。キャンプ終了後の3月上旬には、チームが台湾でLamigoモンキーズ（中華職業棒球大聯盟に加盟するプロ野球球団）との2連戦に臨んだ。
その一方で、この年から正式に捕手へ復帰した岡島が春季キャンプ中に左肩、球団との間で7年契約を結んだ則本昂が3月中旬に右肘の手術を受けた。則本についてはレギュラーシーズン中の実戦復帰が難しい状況にあったため、DeNAから熊原健人（仙台大学出身）をシーズンの開幕直前に濱矢廣大との交換トレードで獲得した。開幕投手には岸が移籍後初めて起用されたが、後に故障で長期離脱を余儀なくされている。
一軍はレギュラーシーズンに入ってから、38歳の平石による指揮の下で開幕ダッシュに成功。開幕11試合目に当たる4月29日の西武戦（メットライフドーム）で、シーズン初の単独首位に立った。公式戦の開幕から10試合以上経過した時点での単独首位は、チームとしては2017年8月14日以来2シーズン振り、NPB球団の30代監督としては1981年の武上四郎（ヤクルト）以来38年振り、パ・リーグ球団の30代監督としては1976年の上田利治（阪急ブレーブス、いずれも当時39歳）以来43年振りであった。さらに、4月20日のオリックス戦（楽天生命パーク）で、一軍公式戦における球団通算900勝を達成した。5月には、8日のソフトバンク戦で球団史上初めて、最大7点差からの逆転勝利を記録。15日の対日本ハム戦（いずれも楽天生命パーク）でも、4回裏まで0 - 8のスコアで大差を付けられながら、延長11回の末に9 - 8のスコアで逆転サヨナラ勝利を収めた。パ・リーグの公式戦において、同じ月に同じ球団が7点以上のビハインドからの逆転勝利を2度以上記録した事例は、この月の楽天が初めてである。パ・リーグの首位で迎えたセ・パ交流戦では、6月14日の広島戦（楽天生命パーク）で1試合7本塁打のチーム新記録を達成。NPBの一軍公式戦では初めて、外野のスタメンを新人の3選手（辰己涼介・渡邊佳明・小郷裕哉）だけで賄う などの積極的な采配も背景に、前年から一転して勝ち越し（10勝8敗）で終えた。しかし、交流戦優勝のソフトバンクにリーグ首位の座を明け渡すと、交流戦の終盤からリーグ戦再開後の7月上旬まで10連敗を喫した。
リーグ戦の再開後は、右打ちの長距離打者をトレードで相次いで獲得。下水流昂が三好匠との交換トレードで広島から、和田恋が古川との交換トレードで巨人から入団した。7月9日の対オリックス戦（楽天生命パーク）では、則本昂大が先発投手としてシーズン初登板を果たすと、交流戦終盤からのチームの連敗を10で阻止した。さらに、一軍は8月に「月間4度の5時間試合」というNPBのチーム記録を達成するほど熱戦を続けた末に、ロッテとの3位争いを僅差で制して2年ぶりにクライマックスシリーズへ進出。二軍も、新監督の三木の下で、球団史上初めてのイースタン・リーグ優勝を果たした。8月31日の同リーグ・対西武戦では、当時二軍で調整中だったオコエが（一軍を含めて）球団史上初の公式戦サイクルヒットを達成している。
一軍のレギュラーシーズンでは、則本昂大が後半戦だけで5勝を挙げたものの、入団1年目から続けていたシーズン2桁勝利が6年でストップ。開幕投手の岸も故障が相次いだ影響で3勝にとどまったが、前年に一時育成契約を結んでいた入団4年目の石橋良太が先発陣へ定着すると、美馬と並んで8勝を記録した。もっとも、チーム内で最も多く白星を稼いだ投手は、シーズンの大半で先発陣の一角を担った辛島航（9勝）であった。救援陣では、クローザーへ返り咲いた松井裕がパ・リーグおよび自己最多の38セーブを記録。また、シーズン中に右肩の手術を受けた福山に代わって、ブセニッツと森原がセットアッパーとして好成績を残した。打撃陣では、ブラッシュがチームの外国人選手としては歴代最多のシーズン33本塁打を放ったほか、浅村も西武時代の前年に続いて本塁打を30本台（33本）に乗せた。
クライマックスシリーズ (CS) では、レギュラーシーズンを2位で終えていたソフトバンクとのファーストステージに先勝。第2戦からの2連敗でファイナルステージへの進出には至らなかったものの、この試合からポストシーズン10連勝で日本シリーズ3連覇を成し遂げたソフトバンクに、ポストシーズン唯一の黒星を付けた。もっとも、ソフトバンクに対しては、二軍もファーム日本選手権で後塵を拝している。
創設時より15シーズン連続で現場に携わっていた平石は、歴代の一軍監督で初めて正式就任1年目でレギュラーシーズンのチーム最終勝率を5割以上に乗せた。しかし、球団は一軍がCSファーストステージで敗退した直後に、二軍の三木監督が平石監督に代わって一軍監督へ就任することを発表した。平石監督の退任は契約期間（1年）の満了に伴う決定でもあったが、発表に際しては、「決定に至った経緯や、今後のチームに求められるビジョンをまとめた文書をGMの石井が公開する」という異例の対応も為された。また、小谷野・森山・佐藤・高須のコーチ契約を解除したほか、宮城県内の高校出身の選手（橋本・今野龍太・西巻賢二）などに自由契約を通告。福山、燿飛、前年に開幕ローテーションの一角を担っていた池田隆英などが育成契約へ移行した。
球団では「二軍のGM」に相当する役職（二軍統括）を新設したうえで、同職の就任を平石監督に要請することも計画していたが、平石監督は自身の意向で退団した 後に、ソフトバンクの一軍打撃兼野手総合コーチへ転身（2022年シーズンからは西武で一軍の打撃コーチを担当）。平石を支えたコーチや、球団生え抜きの選手がチームを離れる事態も相次いだ。現に、今江と同じく故障の影響で出場機会が減っていた嶋は、今野に続いてヤクルトへ移籍。コーチ陣からは、森山がソフトバンク、小谷野がオリックス、二軍打撃コーチの栗原が中日のコーチに転じている。
ドラフト会議では、1巡目で最初に指名した佐々木朗希（岩手県立大船渡高校）の独占交渉権を4球団競合の末に逃したものの、再指名で小深田大翔（大阪ガス）の交渉権を獲得。育成ドラフト会議での指名者を含めて、11人もの新人選手が入団した。その一方で、今江、橋本、球団生え抜きの戸村健次・西宮悠介が現役を引退。今江は育成コーチ、戸村と西宮は打撃投手として球団に残った。
チームがこの年のレギュラーシーズンを3位で終えたことによって、楽天野球団では最終順位が3位以上の球団へ自動的に与えられる4年後（2023年）のレギュラーシーズン開幕カードの主催権を保有していたが、2021年のシーズン終了後にこの権利を日本ハムへ譲渡した。日本ハムはこの年のレギュラーシーズンで5位だったものの、2018年の最終順位が3位だったことから、2022年シーズンの開幕カードを主催できる立場にあった。しかし、2023年シーズンに本拠地を札幌ドームから新球場（エスコンF）へ移すことが決まっていたため、新球場で開幕カードを主催すべく楽天野球団と交渉。1年にわたる交渉の末に「開幕戦では異例」とされる主催権の交換に至ったため、当球団では2022年の開幕をホームゲーム、翌2023年の開幕をビジターゲームとして臨んだ。

### 第1次三木監督時代
2020年
チームスローガンは「NOW or NEVER いまこそ 日本一の東北へ」。
前年に二軍で三木を支えたコーチ陣から、野村克則・鉄平・小山・塩川が一軍へ異動。与田の下で中日の一軍内野守備走塁コーチを務めていた奈良原浩を二軍監督、前年に現役を引退したばかりの館山昌平をヤクルトから二軍投手コーチ、地元・東北学院大学出身の星孝典を西武から二軍バッテリーコーチに招聘した。また、開幕前からの故障でシーズンの中盤以降を棒に振ったチーム最年長選手の渡辺直人を球団史上初の選手兼任コーチ（内野手兼一軍打撃コーチ）へ起用。永井と牧田が現役引退後初めて二軍のコーチとして現場に復帰したほか、前年までロッテ球団の特別職（スペシャルアシスタント）に就いていた同球団OBの大村三郎を二軍統括職に相当する役職（ファームディレクター）に迎えた。
補強面では、前年の11月中旬から1か月ほどの間にロッテから楽天へ3名、楽天からロッテへ4名の選手が交換トレードを介さずに移籍した。楽天からは、美馬が国内FA権の行使によって移籍したことを皮切りに球団から育成契約への移行を打診されていた西巻と、外国人枠などとの兼ね合いで自由契約になっていたハーマンもロッテへ移った。ロッテからは、FA権を行使することを表明していた鈴木大地を、金銭トレードで涌井秀章をそれぞれ獲得。鈴木の獲得に伴う人的補償（プロテクト枠から外れた保有選手1名の譲渡）措置で小野郁が移籍する一方で、美馬のロッテ入団に伴う同措置で酒居知史が加入した。楽天から人的補償措置で他球団へ移籍した選手は、小野が初めてである。また、前年までクローザーを務めた松井が先発に復帰するチーム事情から、2018年までサンディエゴ・パドレスに所属していた牧田和久や、前年までロサンゼルス・ドジャースに所属していたジョン・トーマス・シャギワを獲得した。
春季キャンプ中の2月11日には、チームの第2代監督および名誉監督を務めた野村克也氏が虚血性心不全によって84歳でその生涯を閉じた。球団では、翌12日から15日まで楽天生命パークに献花台を設けるなど、野村氏への弔意を示している。また、キャンプ中にはオリックスを自由契約となっていたステフェン・ロメロが入団。
この年は春季キャンプの直前（1月下旬）から新型コロナウイルスへの感染が拡大している影響で、3月20日に予定されていたレギュラーシーズンの開幕が6月19日にまで延期された。レギュラーシーズンに入ってからは、鈴木大地・ロメロ・小深田が加わった打線がチームの開幕ダッシュに大きく貢献。新人選手からは、小深田に加えて、慶應義塾大学から入団した津留﨑大成も、開幕から長らく一軍の救援陣に入っていた。その一方で、チーム事情などから開幕一軍入りを逃していたウィーラーが6月25日に池田駿とのトレード、高梨が7月14日に高田萌生とのトレードによって巨人に相次いで移籍している。
一軍はレギュラーシーズンの前半まで、ソフトバンク・ロッテとの三つ巴で首位争いを展開。7月21日の対オリックス戦では、8回表の途中から試合を中断した末に、濃霧によるコールドゲームが成立した（NPBの一軍公式戦では20年ぶり5回目）。さらに、9月10日の対ソフトバンク戦（18:00開始）は、雨天による2度の中断をはさんで23:38に終了。中断時間の合計は1時間32分（1回目37分・2回目55分）で、パ・リーグの公式戦では史上8番目の長さ（1970年以降の公式戦では最長）だった。先発陣では松井と岸、救援陣ではシャギワが不振。ブラッシュおよび、松井に代わるクローザーとして開幕から好投を続けていた森原は故障、開幕から涌井と共に先発陣を支えてきた則本昂大は試合中のアクシデント（転倒による右手の負傷）で戦線を離脱した（則本は9月から復帰）。最も、8月下旬に3位へ転落してからは失速。開幕からコーチ職に事実上専念していた渡辺直人が現役引退を表明した9月には、この年に広島へ入団したばかりのD.J.ジョンソン投手を金銭トレードで獲得したほか、福山を支配下登録選手に復帰させた。ジョンソンが移籍後、福山が支配下復帰後初めて登板した同月22日の対ロッテ戦で、一軍公式戦における球団通算1000勝を達成。シーズン特例による新規契約期限の前日（9月29日）には、巨人から金銭トレードで田中貴也を獲得した。シーズン終盤の10月以降は、松井を救援要員に戻す一方で、先発で6試合に登板した岸が5勝無敗という好成績で10・11月リーグ投手部門の月間MVPを受賞。しかし、一軍では逆転負けが12球団最多の32試合に達した結果、シーズンを4位で終えた。逆に、二軍は奈良原監督の下でイースタン・リーグ2連覇を達成。球団史上初めてのファーム日本選手権制覇も成し遂げている。
移籍組はおおむね好調で、鈴木大地が打率.295（パ・リーグの最終規定打席到達者としては5位）、ロメロが24本塁打、牧田和久が登板52試合（チーム最多およびリーグ3位の登板数）で防御率2.16を記録。涌井はとりわけ好調で、シーズン初登板からの先発8連勝（プロ入り後自身最長）、2桁勝利（最初に入団した西武・移籍元のロッテ時代に続いて3球団目、パ・リーグ3球団のみでの達成は史上初）、千賀滉大・石川柊太（いずれもソフトバンク）と同じ11勝でリーグ最多勝利（西武時代にも2回・ロッテ時代にも1回達成、3球団での達成はNPB史上初）を相次いで記録した。また、開幕から4番打者を任されてきた浅村が、32本塁打で本塁打王のタイトルを初めて獲得。シーズン中盤から茂木に代わって正遊撃手に定着した小深田は、渡辺直人が保持してきた複数安打試合の球団新人最多記録を33試合に更新したほか、シーズンの最終規定打席へ到達するとともにパ・リーグ6位の打率.288を記録した。
レギュラーシーズン終盤の10月26日に開かれたドラフト会議の1巡目では、早稲田大学の早川隆久に対する独占交渉権を、GMの石井が他の3球団との指名重複の末に抽選で獲得（後に入団）。最終盤の11月には、チーム最年長投手の久保裕也と楽天生え抜きの現役投手としては在籍年数が最も長かった青山が現役引退を表明した。由規、熊原、耀飛、近藤弘樹、山下斐紹などに戦力外通告（近藤は通告後にヤクルト・山下は中日に育成選手として入団、由規は埼玉武蔵・耀飛は福島レッドホープスへ入団、熊原は現役を引退）。一軍のコーチ陣から、伊藤智仁がヤクルトへ復帰、笘篠誠治が退団、野村克則が育成コーチへ異動した。
その一方で、球団ではGMの石井へ一軍監督との兼務を要請した末に、現場での指導歴のない石井との間で複数年契約を改めて締結。レギュラーシーズン終了直後の11月12日には、石井がGMを続けながら2021年シーズンから一軍監督を兼務することや、三木が二軍監督に復帰することを発表した。

### 石井監督時代

#### 取締役GM兼任時代
2021年
チームスローガンは、「一魂（いっこん） 日本一の東北へ」。
前年に一軍を指揮していた三木が二軍監督、真喜志育成コーチが一軍ヘッドコーチへ復帰。奈良原二軍監督が一軍内野守備走塁コーチへ異動した。また前年に現役を引退した渡辺直人が一軍打撃コーチに専念するほか、久保が二軍投手コーチへ就任。さらにロッテからの派遣扱いでBCリーグ・栃木ゴールデンブレーブスのコーチを務めていた岡田幸文を、笘篠コーチの後任扱いで一軍外野守備走塁コーチに招聘した。NPBの球団において石井監督のようにGMが一軍監督を兼任する事例は、ソフトバンクの王貞治会長（2005 - 2008年）に次いで2人目。常勤の取締役が一軍監督を兼任する事例は、福岡ダイエーホークス（ソフトバンクの前身球団）の根本陸夫（専務取締役時代の1993・1994年）に次いで2人目である。なお、球団OBによる監督就任は、平石以来2年ぶり二人目となった。その一方で、球団創設時から16年にわたって在籍してきた安部井寛チーム統括部長が1月31日付で退団。翌2月1日付で、NPBの野球運営本部本部長補佐に着任した。
外国人選手では、前年に在籍していたロメロがオリックスへ復帰（後に家庭の事情でレギュラーシーズン中の8月に退団）したほか、ブラッシュ、シャギワ、D.J.ジョンソンが退団した。ブラッシュは現役を引退したほか、シャギワはタンパベイ・レイズでMLBに復帰したが、MLBからルスネイ・カスティーヨ（元・野球キューバ代表）、ブランドン・ディクソンが入団した。またニューヨーク・ヤンキースとの7年契約が前年11月で満了してから、再契約やMLB他球団への移籍交渉が難航していた田中将に8年振りの復帰を打診。春季キャンプ開始の4日前（1月28日）には2年契約で合意に至ったことや、ヤンキースの在籍中に楽天野球団が「準永久欠番」として扱ってきた背番号18を再び着用することが発表された。
日本国内では年頭以降、新型コロナウイルスへの感染拡大に歯止めが掛かっていないことから球団では創設1年目から続けていた久米島での一軍春季キャンプ開催を断念した。久米島と同じ沖縄県内ながら一軍のキャンプ地を金武町（前年まで二軍の春季キャンプで使用）、二軍のキャンプ地をうるま市（いずれも沖縄本島内）に変更した。さらに、日本政府が感染拡大防止策の一環で外国人への入国制限を課しているため、新入団のディクソン、コンリー、カスティーヨの3人は春季キャンプに合流できなかった。このような事情から、球団ではキャンプの終了直後に打線のさらなる強化を図るべく、日本ハムから長距離打者の横尾俊建を池田隆英との交換トレードで獲得している。結局、コンリーも来日の目途が立たないままレギュラーシーズン開幕後の5月6日付で球団から契約を解除。コンリーは同月10日付で、MLBのタンパベイ・レイズとマイナー契約を結んだ。
レギュラーシーズンの開幕カードである3月26日からの対日本ハム3連戦（楽天生命パーク）では、前年のパ・リーグ最多勝投手である涌井を開幕戦、新人の早川を第3戦で先発させたほか、翌27日の第2戦（いずれも楽天生命パーク）で田中将大による復帰後初の公式戦登板を予定していた。実際には、田中が右足ヒラメ筋の損傷によって登板を回避したほか、ディクソンとカスティーヨの合流も4月中旬にまで持ち越された。それでも、早川が開幕第3戦で公式戦初勝利を挙げたことを皮切りにチームはパ・リーグの首位戦線を快走。田中は4月17日の対日本ハム戦（東京ドーム）に先発でNPB公式戦2748日振りの登板を果たしたものの、5回3失点という内容で黒星を喫したことによって、ヤンキース移籍前（2012年）からのNPBレギュラーシーズンにおける登板試合での連勝も28で止まった。その一方で、1週間後の24日には、8年振りの本拠地（楽天生命パーク宮城）登板で西武を相手にNPB一軍公式戦通算100勝を達成。達成までに要した登板数は177試合で、NPB（2リーグ分立後）の一軍公式戦では史上最速、1リーグ時代を含めた日本プロ野球の公式戦でも歴代2位に並ぶ速さであった。5月9日の対日本ハム戦（札幌ドーム）ではこの年からクローザーへ本格的に復帰した松井が、一軍公式戦における通算150セーブを歴代最年少の25歳6か月で達成している。
2019年以来2年振りに復活したセ・パ交流戦でも、チームは最終盤まで勝率1位（優勝）争いに加わるなど好調を維持していた。最終順位は6位ながら、パ・リーグ首位の座を維持したまま9勝8敗1分けという成績で終了したほか、球団の新人投手としては初めて早川が（リーグ戦からの通算で）一軍公式戦6連勝を交流戦中に達成した。もっとも、実際にはレギュラーシーズンの開幕当初から正捕手が定まらず、リーグ戦の再開後には首位の座をオリックスに明け渡した。このような事情から、7月4日には巨人の炭谷銀仁朗を金銭トレードで獲得することで合意に至った。NPBの球団同士がレギュラーシーズン中に成立させたトレードでは珍しく、同日の公式戦（明治神宮野球場でのDeNA対巨人ナイトゲーム）の最中に、楽天・巨人の両球団から正式に発表された。
NPBでは新型コロナウイルス感染拡大の影響で、前年から1年延期されていた2020東京オリンピックの開催を前提に開催期間の前後（7月中旬から約1ヶ月間）にわたってレギュラーシーズンを中断。チームはオリックスに次ぐ2位でシーズンを折り返したものの、東京大会限定で復活した野球競技の日本代表チームに田中将と浅村が入った。結局、日本代表はオリンピック正式競技としての野球で、初めて金メダルを獲得している。
東京オリンピック開幕直前の7月17日には、オールスターゲーム第2戦が楽天生命パークで開催された。チーム本拠地での開催は、日本製紙クリネックススタジアム宮城時代の2011年（第3戦）以来10年振りで、チームからはパ・リーグのファン投票1位で松井（抑え投手部門）と浅村（二塁手部門で選手間投票でも1位）、監督推薦で田中将・則本昂・宋家豪・小深田・島内の出場が決まっていた。田中将と浅村は（オリンピックへの準備の一環として接種された。）新型コロナウイルスワクチンの副反応が疑われる体調不良によって（16日にメットライフドームで開催された第1戦を含めて）出場を見合わせたが、第2戦には残りの5選手がパシフィック・リーグ選抜チーム（オール・パシフィック）、前年に巨人へ移籍したウィーラーと高梨がセントラル・リーグ選抜チームから出場。「3番・左翼手」としてスタメンに起用された島内が2度に渡って勝ち越し打を放つなど、4打数3安打3打点の活躍でMVPに選ばれた。さらにオール・パシフィックが6回表から則本→宋→松井の継投に切り替えた結果、8回表を投げた宋に白星、9回表を締めくくった松井にもセーブが付いている。
その一方で7月20・21日に楽天生命パークでチーム練習を実施したところ、銀次が新型コロナウイルスに感染していることが22日に判明した。練習へ一緒に参加していた監督、コーチ、選手、スタッフ（総勢89名）は、PCR検査で全員の陰性が確認された ものの、保健所から「銀次と濃厚接触の可能性が高い」と判断された鈴木大地には自主隔離措置が講じられた。鈴木はレギュラーシーズンの再開（8月13日）を機に実戦へ復帰している。
石井監督はレギュラーシーズンの再開後に、一軍から長らく遠ざかっていた選手（オコエ、石橋、渡辺佳明、山﨑剛など。）を勝負所で相次いで起用した。山﨑は、9月に浅村の打撃不振がきっかけで二塁手としてスタメンに起用され始めると、シーズンの終盤には小深田に代わって「1番・遊撃手」に定着した。またクローザーの松井が右の太腿を痛めて戦線を離脱した8月下旬からは、宋をクローザーに抜擢した。もっとも、楽天もロッテとの相性がとりわけ非常に悪く7月上旬からの対戦ではまさかの9連敗を喫した。結局、チームはシーズンを通じて5割以上の勝率を維持したにもかかわらず、シーズンの終盤にパ・リーグの優勝争いから脱落した。10月19日の対オリックス戦（京セラドーム大阪）に敗れたことで、シーズンを3位で終えることが確定した。その一方で、ソフトバンクには同月23日の対戦（楽天生命パーク）で大勝したことによって2012年以来、9年振りのシーズン勝ち越しを決めた。
オリックスのレギュラーシーズン最終戦であった10月25日の対戦では、田中将をシーズン最後の先発に立てながらも打線が数年来苦戦しているオリックスのエース・山本由伸の前に完封負けを喫した。その一方で、オリックスが首位で全日程を終えてからもリーグ優勝の可能性残していたロッテには、楽天のレギュラーシーズン最終戦に当たる27日の対戦（いずれも楽天生命パーク）で勝利している。迎えた同点の8回裏に代打へ起用された小深田の決勝打でロッテの逆転優勝の可能性を消滅させた。この結果、オリックスの25年振りパ・リーグ優勝が確定するとともにクライマックスシリーズ (CS) のファーストステージで楽天が2位のロッテとZOZOマリンスタジアムで対戦することも決まった。そのファーストステージでは、チームが全試合で9回表を同点で終えていたほか、8月下旬から実戦を離れていた松井が全試合に救援で登板。則本が先発で佐々木朗希と投げ合った第1戦では1点リードの8回裏に登板した松井がアデイニー・エチェバリアの本塁打で同点に追い付かれると、9回裏に登板したクローザーの宋が佐藤都志也にサヨナラ安打を喫した。第2戦では岸を先発に立てたものの、9回表の攻撃が終了するまでに勝ち越せなかったため、楽天のファーストステージ勝利の可能性が完全に消滅した。第1戦に勝利したロッテが第2戦に引き分けてもファーストステージを突破できる状況にあったため、「両チームの成績が1勝1敗1分で並んだ場合には、レギュラーシーズンでの上位チームが勝ち上がる」という同ステージの規定に沿ってコールドゲームを宣告された（公式記録上は「9回表終了後規定による引き分け」）。チームは第2戦で勝利した場合に第3戦で田中将の先発を予定していたが、この宣告によって楽天もファーストステージで敗退した。
その田中将は、先発で好投しながら打線の援護に恵まれない試合が続いた末にNPBでは自身初の負け越し（4勝9敗）でシーズンを終了した。ただし、チームのリーグ最終規定投球回（143イニング）到達者としてはトップの防御率3.01を記録した。他の投手陣では則本が3年振り、入団2年目の瀧中瞭太が初めてのシーズン2桁勝利（10勝）をそれぞれマーク。早川も9勝を挙げたものの、交流戦の直後から田中将と同様のパターンで白星に見放され続けたこともあり、2桁勝利にも最終規定投球回にもわずかに届かなかった。岸も現役最年長（36歳）での2桁勝利に1勝足りなかったばかりか、リーグ最多の10敗を記録した。涌井もシーズンを通じて振るわず、二軍調整や移籍後初の救援登板も経験した。左投手からは早川以外の先発要員が台頭せず、弓削隼人が先発で1勝、塩見が先発で1試合、春先に左肘の手術を受けた辛島が二軍（イースタン・リーグ公式戦）で1試合へ登板しただけにとどまった。その一方で、先発で数年来伸び悩んでいた安樂や一軍公式戦での登板が2018年の1試合だけだった西口直人が、中継ぎ要員として台頭した。2人を含む救援投手の防御率は、リーグトップの2.75だった。
打撃陣では島内が96打点でリーグ打点王のタイトルを獲得、捕手から外野手へ再び転向した岡島も開幕から3割以上の打率を長らく維持しながら正外野手の座を奪回した末、チーム内の最終規定打席到達者としては最も高い打率（.280）でレギュラーシーズンを久々に完走した。また入団3年目の辰巳が自身初の2桁本塁打を記録したほか、チームからただ一人ゴールデングラブ賞をパ・リーグの外野手部門で受賞している。その一方で、開幕から二軍生活を送っていたベテランの藤田がレギュラーシーズンの終盤に球団から現役引退を勧告された。勧告に際しては、引退後のポストが球団内に用意されていたが、藤田は10月1日の戦力外通告を経て選手専任のまま古巣のDeNAへ10シーズン振りに復帰した。
レギュラーシーズン中の10月11日に催されたドラフト会議では、育成選手扱いを含めて10選手を指名。1巡目に単独で指名した吉野創士をはじめ、右打ちで高校生の外野手が4人を占めたほか、4巡目では奄美大島（鹿児島県）出身の神村学園高等学校投手・泰勝利を指名。島内の出身者がNPBのドラフト会議で指名を受けたことは初めてで、指名後の入団交渉を経て、1987年の亀山努（阪神にドラフト外で入団した内野手）以来のプロ野球選手が誕生した。
レギュラーシーズンが終了してからは、藤田と同じベテラン勢の牧田・足立祐一、2017年入団の菅原、則本の実弟で育成選手の佳樹なども球団から戦力外通告を受けたほか、池田が現役引退を表明した。他の戦力外通告組からも、2019年のシーズン中に広島から移籍した下水流が現役を引退している。足立は球団スカウト部所属のアマスカウト、支配下再登録（2020年2月）を経てこの年に自身初の開幕一軍入りを果たしていた下妻がブルペン捕手へ転身した。下水流は広島に二軍マネージャー、則本佳樹は入団前に在籍してした山岸ロジスターズへ復帰。牧田は2022年5月からCPBL（2020年から楽天モンキーズが加盟している台湾のプロ野球リーグ）の中信兄弟で現役生活を再開したが、リーグ戦の終了後に現役を引退した。
2022年
チームスローガンは、「譲らない！」。
石井が前年に続いてGMと一軍監督を兼務。2012年から球団社長を務めてきた立花に代わり、楽天モバイルの執行役員などを経て前年10月に副社長として入団していた米田陽介が1月1日付で社長に就任した。「みんなが同じ目標に向かって同列で前のめりに臨んで欲しい」という石井の意向で、2010年以来12年振りにチームキャプテンを置かない方針が打ち出されている。
前年の首脳陣からは、鉄平・野村克則・館山・酒井忠晴が退団（野村は現役時代に在籍していた阪神の二軍バッテリーコーチ、館山もBCリーグ・福島の投手チーフコーチへ転身した。）。野村・酒井・永井・垣内哲也が指導していた育成部門から、投手担当の永井と打撃担当の垣内が二軍のコーチへ転出した。このような事情から育成部門の体制を一新。野村が担当していた育成捕手コーチに代わって、育成外野守備走塁コーチのポストを新設するとともに、一軍打撃コーチの金森栄治と二軍コーチの後藤・今江・牧田明久を育成部門のコーチに就かせた。また前年までソフトバンクで打撃コーチを務めていた立花義家を一軍打撃コーチ、石井監督のヤクルトの投手時代（MLBから復帰後の2006・2007年）のチームメイト（当時は左投手）で、東北高等学校（仙台市）OBの雄平（外野手への転向を経て2021年シーズン限りで現役を引退）を二軍打撃コーチに招聘。当球団のコーチ経験者で、前年までNPB他球団のコーチを務めていた佐竹学が一軍外野守備走塁コーチ・栗原がスカウト部のプロスカウトとして当球団に復帰したため、佐竹の前任者であった岡田は牧田の後任扱いで二軍外野守備走塁コーチへ異動している。
MLB復帰の余地を残していた田中将も、前年からの2年契約に沿って現状維持ながらNPBの日本人選手では歴代最高額とされる推定年俸9億円でチームに残留を表明。外国人選手で、は宋、ブセニッツ両投手との契約を更新した一方で野手のディクソンとカスティーヨを1シーズンで退団させたため、MLBのシアトル・マリナーズからホセ・マルモレホス、田中将の古巣に当たるヤンキースからクリス・ギッテンスを相次いで獲得した。また、ソフトバンクから前年に戦力外通告を受けていた川島慶三が支配下登録選手、釜元豪が育成選手として入団。日本ハムの外野手として前年にパ・リーグ盗塁王のタイトルを獲得していながら、シーズン終了後にノンテンダーFA扱いで退団を余儀なくされていた西川遥輝とも巨人との争奪戦の末に入団契約へ漕ぎ着けた。
2月1日からは前年に続いて、金武町で一軍・うるま市で二軍の春季キャンプを実施。いずれのキャンプ地でも条件付きながら観客の入場を認めた一方で、一部の選手（鈴木大地など）には新型コロナウイルスへの感染がキャンプ前の自主トレーニング期間中から相次いで確認された。また、同月26日に臨んだシーズン最初のオープン戦（浦添市民球場での対ヤクルト戦）ではヤクルト投手陣による継投の前に参考記録ながらノーヒットノーランを喫した。楽天打線がオープン戦でノーヒットノーランを達成させられた事例は球団史上初めて（公式戦を含めれば3回目）だが、ヤクルトはいわゆる「ブルペンデー」としてこの試合に7人の投手を登板させていて、NPBの1試合で同じチームからノーヒットノーランの達成に携わった投手の総数としては（公式戦を含めても）最も多かった。もっとも、その後のオープン戦ではおおむね順調で、球団史上初めて首位で全日程を終了。育成選手ながら一軍の春季キャンプに参加していた小峯新陸（2020年入団の右投手）は、オープン戦で好投を続けた結果、レギュラーシーズンの開幕直前に支配下選手登録を初めて勝ち取った。さらに、小峯・川島・西川に加えて、新人選手から安田悠馬（愛知大学からドラフト2巡目で入団した捕手）と西垣雅矢（早稲田大学からドラフト6巡目で入団した右投手）が開幕一軍入りを果たした。
3月25日の対ロッテ戦（楽天生命パーク）では、安田がチームの新人捕手では初めてパ・リーグ開幕戦でのスタメン出場 を則本（2年振り7度目の開幕投手）とのコンビで果たしたほか、途中から小峯や西垣とバッテリーを組んだ。翌26日に予定されていた第2戦は雨天で中止を余儀なくされたが開幕戦、「5番・三塁手」としてフル出場の茂木にも新型コロナウイルスの感染が確認されたため、楽天球団では27日の試合前に茂木の出場選手登録の抹消、楽天生命パーク内の消毒、一軍の首脳陣・選手・スタッフ全員へのPCR検査を相次いで実施を行い、検査を受診した全員に陰性が確認されたことから当初の予定に沿って対ロッテ戦を開催した。この試合は9回裏までに決着が付かなかったものの、NPBがレギュラーシーズンにおける12回までの延長戦を2シーズン振りに認めていることから、チームは11回裏に田中和基のサヨナラ安打でレギュラーシーズン初勝利を挙げた。
一軍は上記のレギュラーシーズン初勝利から、オリックスとの3連戦（京セラドーム大阪）にかけて4連勝をマーク。ところが、開幕3カード目に当たるソフトバンクとの初戦（楽天生命パーク）を控えた4月1日には、この試合での先発登板が予告されていた則本をはじめ、ベンチ入りを予定していた小深田、安田、ブセニッツ、小峯、川島、西口と小山一軍投手コーチが新型コロナウイルスに感染していることが新たに判明した。この事態を受けて、チームは試合前に総勢で8人の選手を急遽入れ替え。NPB生活18年目で開幕一軍入りを初めて逃していた涌井を急遽先発に立てた ほか、本来はブルペンを担当する石井貴コーチを小山に代わってベンチへ入れるなどの措置を講じた（試合は0対1で敗戦）。結局、4月2日・3日に予定されていたソフトバンクとの2連戦については、新型コロナウイルスへの感染の拡大を防ぐ目的で中止。後のPCR検査で、弓削も感染していることが判明した。一軍では、翌週（5日）に西武とのデーゲーム（楽天生命パーク）で公式戦を再開。12日からは同パークでオリックスとの3連戦を控えていたが、オリックスにも一軍の選手・関係者から10人以上の感染が確認されたため、3連戦の中止に踏み切った。
4月にはこのように異例の事態が相次いだものの、一軍は同月下旬からパ・リーグの首位を独走。同月26日の対ロッテ戦（ZOZOマリンスタジアム）から、田中将がNPB復帰後初めての完封勝利を達成した5月10日の同カード（楽天生命パーク）まで球団記録の11連勝を達成したほか、達成の時点（通算31試合目）でシーズンの通算勝率が.800（24勝6敗1分）にまで上っていた。ギッテンスは4月5日の対西武戦（前述）に、「5番・指名打者」としてスタメンで一軍公式戦へデビュー。しかし、3回裏の第2打席で空振りの際に左手首を痛めたため、前年のカスティーヨに続いて「新入団の外国人野手がレギュラーシーズンの一軍デビュー戦で打席中に故障したあげく、翌日に出場選手登録を抹消される」という事態に見舞われた。その一方で、前年の一軍公式戦で先発起用の機会が大幅に減っていた銀次が代打の切り札、弓削が中継ぎで新境地を開拓。銀次については、代打での打率が一時7割を超えるほどの勝負強さを発揮していた。
チームはリーグ戦での連勝が11で止まってから全体に調子が落ちていて、セ・パ交流戦の直前には涌井とブセニッツが登板中の負傷で戦線を離脱した。交流戦でも西川・瀧中・マルモレホスどが極度の不振で、期間中の6月上旬には、リーグ1位の座をソフトバンクに一時明け渡した。もっとも、5月25日の対阪神戦（甲子園）では、前年に左肘のクリーニング手術を受けていた辛島が先発で登板。一軍公式戦2年（573日）振りの勝利を記録したことによって、球団生え抜きの左投手としては初めて、一軍公式戦での通算勝利数が50勝に達した。岸は西武時代から苦手にしていた広島にも同月9日の交流戦（楽天生命パーク）で初めて勝利。この勝利によって、全球団勝利（NPB公式戦史上19人目の記録）を成し遂げている。結局、チームは交流戦を勝率5割（9勝9敗）で終えたものの、最終カード（楽天生命パークでの巨人との3連戦）でリーグ内の首位に返り咲き。6月12日の最終戦では辰己が2回裏の打席で「1イニング2打席連続本塁打」という球団の公式戦史上初めての記録を樹立したほか、先発投手の則本がNPB一軍公式戦での通算100勝（チーム生え抜きの投手では田中将大に次いで2人目の記録）と通算1500投球回を達成した。
交流戦終了後のリーグ戦では、銀次をマルモレホスに代わる指名打者、鈴木翔天（入団4年目の左投手）を中継ぎ投手として連日起用。その一方で、炭谷が新型コロナウイルス感染の影響で戦線を一時離脱した。また、田中将大は交流戦の直前（5月17日の対ロッテ戦）から7月16日の対オリックス戦（楽天生命パーク）までの登板試合で6連敗を喫するほどの不振で、6月17日の対ソフトバンク戦（福岡PayPayドーム）では1試合4被本塁打（いずれもNPB/MLB公式戦を通じての自己ワーストタイ記録）見舞われている。5月の11連勝中には最大で18にまで達していたチームの貯金も減る一方で、オールスターゲーム直前のリーグ戦では、ソフトバンクばかりか西武の後塵も拝する格好で3位に転落。楽天生命パークでの対オリックス戦に西川が「1番・中堅手」としてスタメンで出場することが発表されていた7月18日には、新型コロナウイルスの感染症に関するチーム関係者へのスクリーニング検査で西川から採取された検体の陽性反応が試合開始の直前に判明したため、スタメンを西川から辰己に急遽変更する事態に至った。その一方で、島内は同月23日の対西武戦（ベルーナドーム）において、一軍公式戦通算1,000安打（チームの生え抜き選手では銀次に続いて2人目の記録）をソロ本塁打で達成。パ・リーグ全体ではオールスターゲームの直前に「加盟6球団のうち5球団の勝率が5割以上」という2018年以来の混戦へ突入していたが、チームはソフトバンク・西武に次ぐ勝率.512（44勝42敗2分＝貯金2）の単独3位で前半戦を終えた。
7月26・27日に開催されたオールスターゲームでは、石井監督が前年リーグ3位チームの監督としてオール・パシフィックのコーチを初めて担当。松井と浅村がファン投票1位、岸と島内が監督推薦、小深田が出場辞退選手の補充措置で出場した。その一方で、同月28日にはシーズン初のトレードがDeNAとの間で成立。1月に右肘のクリーニング手術を受けた影響で出遅れていた森原に代わって、伊藤裕季也（右打ちの内野手）が入団している。
7月30日には、新人の育成選手ながらイースタン・リーグでのセーブ数が最も多い宮森智志を、支配下登録選手へ移行させたうえで一軍に合流。しかし、石井監督が当日の対日本ハム戦（楽天生命パーク）からベンチ入りを暫定的に見合わせたことに伴って、チームはこの試合から真喜志ヘッドコーチを監督代行に立てた。当初は「石井監督に新型コロナウイルスに感染していた球団職員との濃厚接触が確認されたことに伴う自主隔離措置」と発表されていたが、石井監督自身の感染も隔離後のPCR検査で判明された。石井監督は、8月6日の対ソフトバンク戦（福岡PayPayドーム）からベンチでの指揮を再開したものの、チームは8月11日の対オリックス戦（京セラドーム大阪）から13日の対西武戦（楽天生命パーク）まで3連敗を喫したことによって、「最大で18にまで到達していた貯金の消滅」という日本プロ野球公式戦史上初の事態に見舞われた。同月18日の対日本ハム戦（札幌ドーム）では、「6番・中堅手」としてスタメンに起用されていた辰己が体調不良を訴えて1回裏の守備から交代した。試合後、辰巳が翌19日のスクリーニング検査で新型コロナウイルスへの感染が確認されたため、オコエが辰己に代わって一軍へ急遽昇格した。オコエは前年のレギュラーシーズン終盤以来の一軍昇格で昇格前はイースタン・リーグ公式戦で好成績を残していたものの、前年と同様に短期間で二軍へ降格した。
9月に入ってからは、浅村が7日の対ソフトバンク戦（福岡PayPayドーム）で一軍公式戦1000試合連続出場（日本プロ野球史上9人目の記録）を達成。次カードに当たるロッテとの2連戦（楽天生命パーク）では、田中将が9日の試合で自身初のNPBシーズン2桁敗戦（10敗目）を記録した一方で、翌10日の試合では松井が「1人の投手による5度目のシーズン30セーブ」というパ・リーグ史上初の快挙を成し遂げた。8月2日の対ロッテ戦（楽天生命パーク）で一軍公式戦に初めて登板した宮森も、9月19日の対西武戦（ベルーナドーム）で「デビュー戦から登板22試合連続無失点」というNPBの新人投手タイ記録を樹立した。
その一方で、一軍は9月26日の対日本ハム戦（同チームの本拠地としての札幌ドームでは最後の対戦）で敗れたことによって、レギュラーシーズンを5試合残して優勝争いから脱落した。さらに、同月29日の対ソフトバンク戦（楽天生命パーク）に敗れたことで、クライマックスシリーズ進出の可能性が完全に消滅。10月2日にはオリックスとのシーズン最終戦（楽天生命パークでのナイトゲーム）で田中将大（この時点で9勝11敗）を先発に立てたものの、逆転負けによって田中がリーグ最多の12敗目を喫したばかりか、一時は最大で18もの貯金を擁していたチームも借金2（最終勝率.493）の4位でシーズンを終えた。さらに、この試合が終了してから2分後（21:27）には、優勝へのマジックナンバーを1にまで減らしていたソフトバンクがシーズン最終戦（ZOZOマリンスタジアムでの対ロッテ戦）で敗戦。この結果、オリックスはシーズン中にマジックナンバーを一度も点灯させないままリーグ2連覇を決めた。
投手陣からは、松井が自身2度目のリーグ最多セーブ（32セーブ）、野手陣からは島内がリーグ最多安打（161安打）のタイトルを獲得。辰己はCOVID-19への罹患を乗り越えた末に、2年連続の最終規定打席到達と2桁本塁打に漕ぎ着けた。もっとも一軍は金曜日開催の試合にとりわけ弱く、5月6日の対オリックス戦（京セラドーム大阪）での勝利を最後に19連敗でシーズンを終えた（連敗中は瀧中が6試合・岸が4試合・涌井と田中将大が3試合ずつ・則本と藤井聖と新人の松井友飛が1試合ずつ先発）。終盤には前述した最終戦までホームゲームで7連敗を喫していたほか、金曜日のホームゲームに至っては、この年に楽天生命パークのみで13試合が組まれたにもかかわらず全敗した。打線全体では左投手への対戦打率が.244（NPB全12球団中7位）で、オリックスの田嶋大樹に5勝、日本ハムの加藤貴之（いずれも左投手）に4勝を献上。また、浅村は前年を上回る27本塁打を記録したものの、他の右打者が総じて振るわなかった。
チーム全体では、投打ともに主力選手の高齢化が進行。パ・リーグ公式戦の全143試合に出場した野手は31歳の浅村だけで、先発投手陣（岸＝37歳、涌井＝36歳、田中将大＝33歳、則本＝31歳）、西川（30歳）、ギッテンス、マルモレホスの不振や戦線離脱が夏場以降のチームの失速に大きく影響していた。ギッテンスは8月から一軍に復帰したものの、ノーアーチでシーズンを終了。マルモレホスは一軍公式戦で7本の本塁打を放ったものの、シーズン中に3ヶ月もの二軍調整を余儀なくされた。もっとも、浅村は二塁手、32歳の島内は外野手としてパ・リーグのベストナインに選出。チーム2位の142試合に出場した島内は、1試合を除いてスタメンで4番打者に起用された末に3割をわずかに下回る打率（リーグ3位の.293）ながら通算161安打でリーグ最多安打のタイトルを獲得した。投手陣では辛島が先発陣の一角に返り咲いたほか、チーム最多の61試合に登板した西口が無敗のままチームトップ（リーグ4位）の34ホールドポイント（＝4救援勝利＋30ホールド）をマーク。その一方で、前年9勝の早川は5勝9敗でリーグ最多の19被本塁打、前年10勝の瀧中も（前述した金曜日開催試合での6連敗を含む。）2勝9敗を記録するなど伸び悩んだ。
二軍は三木監督の下で、2年振り3回目のイースタン・リーグ優勝を成し遂げたばかりか、阪神（ウエスタン・リーグ優勝チーム）とのファーム日本選手権にも勝利。高田孝一（入団2年目の右投手）がイースタン・リーグの最優秀防御率（2.25）、最多勝利（11勝）、勝率第1位（.846）、優秀投手賞、新人賞のタイトルを獲得したほか、宮森がリーグ最多の17セーブで優秀選手に名を連ねるなど、若手投手の活躍が目立った。
レギュラーシーズンの終了後には、ドラフト会議での上位指名を経て入団していた選手（釜田、内田、岩見、2012年のドラフト1位で2020年から育成契約へ移行していた森雄大、2016年のドラフト2位で2019年から育成契約へ移行していた吉持亮汰）や、他球団から加わっていたベテラン選手（川島、福山、福井、釜元）に戦力外を通告。川島・福山・釜田・岩見・森・釜元は、いずれも通告後に現役を引退した。川島は二軍打撃コーチ、福山と釜田はスコアラー、岩見はアマチュア選手担当のスカウトとしてチームに残留。釜元がソフトバンクへ球団職員として復帰する一方で、福井はBCリーグの福島レッドホープス、内田は社会人野球のエイジェックで現役生活を続けている。
日本シリーズの開幕2日前（10月20日）に催されたドラフト会議では、育成選手扱いを含めて前年と同じく10選手を指名（後に全員と入団契約を締結）。1巡目では、ロッテが指名を事前に公表していた荘司康誠（立教大学の右投手）への入札を敢行したばかりか、ロッテとの指名重複に伴う抽選で荘司への独占交渉権を獲得した。さらに、育成ドラフト会議では永田颯太郎（国立台湾体育運動大学の日本人留学生）を4巡目で指名した。永田は愛知県（菊華高等学校）出身の内野手で、7月の一時帰国中に同校で練習していた姿が山田潤（東海地区担当のスカウト）の目に留まったことをきっかけに、台湾での視察などを経て指名に漕ぎ着けた。
契約保留選手名簿（12月2日付でNPBから公示）に掲載されている日本人扱いの支配下登録選手を対象に条件付きで開催された第1回現役ドラフト会議（同月9日）では広島の正随優弥を指名（後に入団）。その一方で、正隨と同じ右打ちの外野手でもあるオコエが巨人からの指名を経て移籍している。

#### 監督専任時代
2023年
チームスローガンは「鷲が掴む！」。
「10年振りのパ・リーグ優勝に向けて、今までと違うアプローチで臨みたい」という石井監督がGM職を退任したうえで一軍の監督職に専念。球団では後任のGMを置かずに、チーム編成に関する業務を球団本部全体で担う体制を復活させた。また、前年の首脳陣から真喜志・立花・金森・垣内・星・光山英和（一軍バッテリー兼守備戦略コーチ）、チーム統括本部のスカウト部からスカウティングアドバイザーの大村とプロスカウトの栗原が退団。真喜志が楽天モンキーズのコーチ、大村が古巣・ロッテの二軍監督、光山と栗原がロッテのコーチに転じたほか、星が出身校（東北学院大学）の硬式野球部に監督として復帰している。
コーチ陣の編成では、真喜志が務めていた一軍ヘッドコーチの後任を置かない代わりに、一軍外野守備走塁コーチの佐竹が作戦に関する役割を兼務（肩書は「一軍野手総合兼外野守備走塁コーチ」）。打撃部門では、雄平と後藤武敏を一軍、今江と川島を二軍の担当に充てた。さらに、育成部門のコーチを前年の4人から2人へ減らしたうえで、一軍内野守備走塁コーチの奈良原を育成統括コーチへ異動させている（育成外野守備走塁コーチの牧田は留任）。その一方で、前年までロッテのコーチを務めていた的場直樹を光山の後任（一軍バッテリーコーチ）、福井ミラクルエレファンツ（2008年から2021年までベースボール・チャレンジ・リーグに加盟していた球団）の監督などを務めていた田中雅彦（ロッテ→ヤクルトの元・捕手）を星の後任（ニ軍バッテリーコーチ）に招聘。球団がドラフト会議で最初に指名した選手の1人で、2015年の現役引退後に楽天モンキーズなどでコーチを務めていた西村弥が、二軍の内野守備走塁コーチとしてチームへ12年振りに復帰した。
前年に在籍していた選手のうち、前年のレギュラーシーズン中に国内FA権を初めて取得した辛島・海外FA権を初めて取得した浅村・海外FA権を再び取得したうえで2年契約を終えていた田中将大は、いずれも権利を行使せずにチームへ残留。浅村は球団との間で新たに4年契約を結ぶとともに、石井の方針で前年に設けていなかったチームキャプテン（主将）制度の復活を受けて、石井から第6代の主将に任命された。田中は、2年契約中の年俸（NPBでの歴代最高額に当たる9億円）から半額近い減俸の提示を受け入れた末に、浅村（チームトップの5億円）をも下回る年俸（推定4億7,500万円）で1年契約を新たに締結している。
その一方で、中日の主力選手だった阿部寿樹内野手（岩手県一関市出身）を涌井との交換トレードで獲得。外国人選手では、前年に在籍していた選手から宋家豪とギッテンスが残留した一方で、MLBのワシントン・ナショナルズからマイケル・フランコ内野手（ドミニカ共和国出身の右打者）、ピッツバーグ・パイレーツからマニー・バニュエロス（東京2020オリンピックの野球競技にメキシコ代表で出場した左投手）が入団した。さらには前年、巨人の内野手としてイースタン・リーグ最多タイの57打点を挙げていながら、シーズン終了後に戦力外通告を受けていたエスタミー・ウレーニャと育成選手契約を結んでいる。
NPBオープン戦期間中の3月に開催の2023 ワールド・ベースボール・クラシック（WBC）には、松井裕樹が日本代表・宋家豪が台湾代表で出場。松井は1次ラウンド・プールB（東京ドームでの対韓国代表戦）のみの登板にとどまったが、日本代表チームによる3大会（14年振り）優勝の一翼を担った。
2009年と2013年のWBCで日本代表の先発投手陣の一角を担っていた田中将大は、日本代表チームでの「指名選手」（予備登録選手）でありながら自身3度目のWBC出場を逃したものの、3月30日の対日本ハム戦で開幕投手に起用。この試合は、前述した事情から「エスコンフィールド北海道のこけら落とし」を兼ねていた関係で、（セ・リーグを含めた）他の10球団の開幕戦より1日早く単独で組まれていた（NPBの公式戦では1952年以来71年振りの「先行開幕」）。実際には「7番・三塁手」としてスタメンに抜擢されていた伊藤裕希也が、2回表の第1打席でエスコンフィールドの公式戦初本塁打をマーク。「3番・指名打者」としてスタメンに名を連ねたフランコも来日初本塁打を放ったほか、田中が6回裏の途中まで1失点と好投した結果、チームは3対1で勝利した。駒澤大学附属苫小牧高等学校への在学中に北海道内（苫小牧市）で生活していた田中は、「エスコンフィールドでの公式戦に登板した投手としての初勝利」「NPBのレギュラーシーズンにおける一軍開幕戦での初勝利」および、日本人の投手としては史上3人目の「MLB/NPBレギュラーシーズン開幕戦での勝利」（MLBではヤンキース在籍中の2019年に記録）を同時に達成している。開幕カードは（3月31日の休養日をはさんで）3試合が組まれていたが4月1日、第2戦で延長10回の末にサヨナラ負けを喫した。
レギュラーシーズンの開幕4試合目に当たる4月5日の対西武戦（楽天モバイルパーク宮城でのデーゲーム）では、松井裕樹が開幕戦に続いてのセーブを記録したことによって、NPBの一軍公式戦における通算200セーブを史上最年少（27歳5ヶ月）で達成した。同球場では、田中将大を先発に立てた4月14日（金曜日）の対ソフトバンク戦で勝利したことによって、「楽天生命パーク宮城」時代の前年に金曜日開催の一軍公式戦で記録していたチームの連敗が19で止まっている。
打線は開幕の当初から総じて不調で、セ・パ交流戦開幕の前週（5月26日）からは、雄平と今江の担当を入れ替え。4月20日の対オリックス戦（京セラドーム大阪）では、4回表に太田がソロ本塁打を放ちながら、チームの安打がこの本塁打のみで「相手投手陣の継投によって本塁打のみの残塁0で敗戦」というNPB公式戦史上初の事態に至った。もっとも、パ・リーグの最下位で迎えたセ・パ交流戦では、第3カード（楽天モバイルパーク宮城での阪神との3連戦）から4カード続けて勝ち越すなど健闘。結局は交流戦を通算勝率5割（9勝9敗）の6位（パ・リーグの球団内では4位）で終えたものの、最終盤（雨天中止によって予備日に組み込まれた2試合を残した時点）では交流戦の全日程を先に消化していたDeNA（巨人・ソフトバンク・オリックスと同一の勝率による1位）とともに優勝の可能性が生じていた（実際には得失点差率に関する規定などとの兼ね合いでDeNAが交流戦初優勝）。また開幕一軍入りを初めて果たしていた内星龍（高卒3年目の右投手）と新人（九州産業大学からドラフト会議での3巡目指名を経て入団した右投手）の渡辺翔太が救援陣の一角、小郷が交流戦期間中の6月上旬から3番打者、村林一輝（高卒8年目の内野手）がリーグ戦再開後の7月上旬から1番打者に定着。前年までクリーンアップの一角を担ってきた島内も、レギュラーシーズンの開幕直後から打率が1割台に低迷したまま、7月上旬に出場選手登録を5シーズン振りに抹消された。
オールスターゲームには、田中将大と小深田が監督推薦選手として出場。チームはオールスターゲームの直前に8連勝を達成したことによって、リーグ4位でレギュラーシーズンを折り返した。この間には7月5日の対オリックス戦（楽天モバイルパーク宮城）で荘司が一軍公式戦での初勝利を果たしてから、同月11日の対日本ハム戦（エスコンフィールド北海道）で田中将大がNPB/MLB通算195勝目をNPB公式戦初の奪三振0で挙げるまで、「6試合続けて勝利投手が先発投手（荘司→岸→則本→辛島→藤井聖→田中）」という球団記録も樹立。ただし、リーグワーストのチーム防御率（3.55）で前半戦を終えたことから、投手コーチについてもオールスターゲームの期間中に小山と永井の担当を入れ替えている。楽天野球団でも、代表取締役社長とオーナー代行を兼務してきた米田陽介が7月31日付で両方の職務を退任した。翌8月1日からは、楽天野球団の執行役員、ヴィッセル神戸の取締役副社長、仙台89ERSの代表取締役会長などを務めていた森井誠之を米田の後任に迎えているが、米田自身も副社長として球団の経営に引き続き携わっている。
島内が1ヶ月振りに一軍へ復帰した8月以降は、打線の集中打によって勝利を収める試合が続出。9月20日にオリックスのリーグ3連覇が決まってからも、ソフトバンク・ロッテとの間でAクラス入りを争っていた。9月30日の対オリックス戦では、通算で10連敗中と苦手にしていた先発の田嶋に黒星を付けるとともに、シーズンの通算勝率を4月7日以来の5割へ乗せている。楽天・ソフトバンク・ロッテの間のゲーム差はごくわずかで、いずれの球団も最終順位が確定しないまま、10月9日にソフトバンクがオリックスとの最終戦（いずれも京セラドーム大阪）をもってレギュラーシーズンの全日程をいち早く終了。ソフトバンクはこの試合に敗れながらもクライマックスシリーズ（CS）ファーストシリーズへの進出を決めていたため、楽天とロッテによるAクラス（CSへの進出権）争いの決着は、NPB全体のレギュラーシーズン最終戦に当たる10月10日の直接対決（楽天モバイルパーク宮城）にまで持ち越された。しかし楽天がロッテの投手陣の前に完封負けを喫したため、ロッテの2位・ソフトバンクの3位・楽天の2年連続4位が一斉に確定した。敗れた楽天は先発の則本が好投していながら打線が拙攻を繰り返した結果、2年振りのCS進出どころか、最終勝率5割の達成まで逃してしまった。
投手陣では、松井裕樹がリーグ最多セーブのタイトルを獲得。松井の最多セーブは2年連続3度目で、10月7日の対ソフトバンク戦（楽天モバイルパーク）では、NPB一軍公式戦での通算500試合登板を27歳11ヶ月（NPBにドラフト会議が導入された1965年以降にNPBの球団へ入団した投手としての史上最年少）で達成している。田中将大の通算成績は7勝11敗で、日本プロ野球名球会への入会条件である「NPB/MLB公式戦通算200勝」に3勝足りないまま、5点近い防御率でシーズンを終了。10月下旬には、右肘のクリーニング手術を受けた。その一方で、6月に入ってから一軍へ昇格した渡辺翔太が51試合の登板でチーム2位（則本と同数）の8勝を挙げたほか、鈴木翔天がチームトップの61試合、内がチーム4位の53試合に登板。投手陣最年長（38歳）の岸がチームトップの9勝、荘司が夏場から先発陣の一角で5連勝を記録した一方で、バニュエロスの登板は結局1試合だけにとどまった。前年に一軍公式戦でチーム最多の61試合に登板していた西口は、レギュラーシーズン中の9月に右肘を手術。実戦へ復帰するまで1年を要することが見込まれることから、シーズンの終了後に支配下選手契約から育成選手契約へ移行している。
野手陣では、浅村が最多本塁打、小深田が最多盗塁のタイトルを獲得。浅村の本塁打数（26本塁打）は近藤健介（ソフトバンク）およびグレゴリー・ポランコ（ロッテ）、小深田の盗塁数（36盗塁）は周東佑京（ソフトバンク）と同数で、「リーグ最多本塁打のタイトルを3人で分け合う」という事態は2リーグ分立後（1950年以降）のNPB史上初めてであった。また、小郷が自身初の2桁（10）本塁打を記録したほか、前半戦に振るわなかった島内と阿部が夏場から徐々に復調。銀次・西川・茂木といったベテラン勢は、二軍のイースタン・リーグで揃って好調を維持していながら、一軍での出番を大幅に減らされた。外国人野手では、フランコが95試合の出場で浅村に次ぐ12本塁打を放ったことが目立つ程度で、ギッテンスの一軍復帰もウレーニャの支配下選手登録も成らなかった。
シーズン中には松井裕樹が海外FA権、茂木が国内FA権を相次いで取得。この年が4年契約の最終年であった松井は、海外FA権を行使した末に、MLBのサンディエゴ・パドレスへ移籍した。また、イースタン・リーグで最多の8勝を挙げながら一軍公式戦での登板が1試合に終わっていた塩見、他球団から移籍していた右打者の横尾・和田・正隨・ウレーニャ、西川などが球団から戦力外を通告。10月12日には、石井が監督職から編成部門の特別職（取締役シニアディレクター）へ異動することが発表された。コーチ陣からも佐竹がDeNAのアナリスト、奈良原がソフトバンクの一軍ヘッドコーチに転身。さらに、銀次と炭谷には事実上の引退勧告（球団のフロント職への異動を前提に置いた選手契約の解除通告）が為された。結局、西川はヤクルトへ移籍。炭谷が現役の捕手として西武へ6年振りに復帰したほか、ウレーニャが巨人との間で育成選手契約を再び結んだ。楽天への在籍期間が歴代の選手で最も長く、9月の一軍公式戦で在籍中における通算安打数の球団記録（1239安打）を達成していた銀次は、18年に及んだ楽天一筋の現役生活から引退。塩見も、現役を退いたうえで、「イーグルスアカデミー」のコーチとして球団に残った。
石井は監督職からの退任に際して、「契約期間の3年以内にチームのビジョンを明確に打ち出せないまま期間を満了したこと」を退任の理由に挙げるとともに、「GM時代の2019年に平石が一軍監督を退くきっかけになった」とされている「3位はBクラス（も同然）」という発言の真意を説明。「（リーグ優勝を逃した当時の）チームに足りないことを選手に説明する流れで出た話」と明言したうえで、「平石君にはそのようなことを直々に言っていないのに、（本人が退任を機に退団したことなどで世間から今なお）誤解されている」と述べている。もっとも、10月26日に開催のNPBドラフト会議には、球団幹部（シニアディレクター）の立場で監督時代に続いて出席。球団では1巡目で常廣羽也斗・前田悠伍両投手への独占交渉権を指名重複による抽選で逃しながらも、3度目の入札で古謝樹（桐蔭横浜大学の左投手）への単独指名に漕ぎ着けた。結局、全12球団で最も多い8名の選手を指名したところで選択を終了。その後は2013年以来10年振りに育成ドラフト会議への参加を見送ったが、古謝をはじめ、支配下登録を前提に指名した選手が全員入団している。
12月8日開催の第2回現役ドラフト会議では、この年に一軍へ昇格していなかった内間拓馬（大卒3年目の右投手）が、広島からの指名を経て移籍。逆に、楽天はこの会議を通じて櫻井周斗（DeNAの左投手）を獲得している。

##### 所属選手による「パワーハラスメント」の発覚から再発防止体制の構築へ
2023年シーズン終了後の契約更改交渉では、安樂が「パワーハラスメント」と疑われる言動や振る舞いをチーム内で数年来繰り返していたことを、複数の後輩（若手選手）が球団に告発した。安樂はこの年までの一軍公式戦に3年連続で50試合以上に登板するなど、中継ぎ投手としてチームに大きく貢献していたが、球団との契約更改交渉が予定されていた25日には告発の内容が複数のメディアで報じられた。この報道を受けて、球団では当日の交渉を見送る代わりに、コンプライアンス担当者が安樂への事情聴取（ヒアリング）を実施。そのうえで、ファンや関係者に対する謝罪の意と球団としての姿勢を記した声明文を、同日付でチームの公式サイトに公開した。また、「ハラスメントはどのようなことがあっても許されない」という前提 の下に事実関係を調査。安樂に対しては、契約更改交渉の無期限延期や自宅待機を通告した が、後にヒアリングを再び実施している。もっとも、上記の疑惑の影響は球団行事のスケジュールにも及んでいて、宮城県内で27日に予定されていた2019年以来4年振りの選手会納会、投手会納会、野手会納会も急遽中止された。
11月30日には、森井球団社長が球団顧問弁護士の稲垣勝之を伴った記者会見で安樂の処遇を発表。球団の関係者137名を対象に同月26日まで実施していたアンケート調査（回答率92%）で「『パワーハラスメント』に該当する安樂の言動や行為で直接の被害を受けた」との回答がおよそ10名から寄せられたことを踏まえて、複数の若手選手による球団への告発内容を「ほぼ事実」と認定したことや、NPBへの提出期限を30日に迎えていた翌2024年シーズンの契約保留者名簿から安樂を除外することを明らかにした。
安樂は、契約保留者名簿が公示された12月1日付で「自由契約選手」へ移行した。球団では、安樂への自宅謹慎処分を同日付で解除する一方で、パワーハラスメントに関する調査を継続。安樂に対して2024年シーズン中の再契約を見送る方針を示したほか、安樂や他の主力選手の写真を使用した2024年向けの球団公式カレンダーについても、10月下旬から始めていた販売を11月30日で急遽終了した。カレンダーの新規作製も見合わせている が、森井曰く「過去に所属していた選手の人生まで、完全に否定するものではない」という立場から、球団は安樂へのサポートを自由契約の公示後も継続。その一方で、ハラスメント相談窓口（11月29日付で球団内に設置）の周知活動にチーム関係者全員が対象の施策（「年に2回の面談」「年に1回のアンケート調査」「年に1回のハラスメント研修」）を組み合わせた「東北楽天ゴールデンイーグルス　ハラスメント再発防止策」を、12月4日付で制定している。
安樂の自由契約をめぐっては、NPBが毎年定めている戦力外通告期間の終了日（この年の楽天では11月10日）の後に決まったことから、日本プロ野球選手会（楽天選手会の上部団体）でも本人や関係者へのヒアリングを独自に実施。NPBとの事務折衝（12月1日）に際しては、球団の決定に異議を申し立てないことをNPB側に伝えた。その一方で、「（安樂によるパワーハラスメントは）楽天だけの問題ではない」として、他の加盟球団の関係者や第三者からの告発にも応じられる相談窓口の設置などを提案した。
一方のNPBでは、コミッショナーの榊原定征が「ハラスメント根絶」と題した談話を12月4日に発表。この談話の中で、安樂によるパワーハラスメントを「プロ野球選手である前に、社会人としても許される行為ではない」と厳しく指摘した。さらに、当日に開かれたNPBの実行委員会では、榊原が全12球団の代表者に対して「ハラスメント防止の徹底によるコンプライアンスの順守」を指示。この指示では、ハラスメントに関する相談・通報窓口を複数設置することを楽天以外の全球団にも求める一方で、「全球団の全選手が対象のハラスメント防止講習会を、翌2024年の春季キャンプ期間中に実施する」という方針が打ち出されていた。楽天野球団でも、同年の春季キャンプイン前日に、沖縄県内のチーム宿舎でハラスメント講習会を開催。講師は顧問弁護士の稲垣で、キャンプに途中から合流することがあらかじめ決まっていたフランコを除く所属選手全員が参加した。
安樂は、2024年2月にメキシコシティ・レッドデビルズ（メキシカンリーグ）の春季キャンプへ参加。参加の当初は「招待選手」との扱いを受けていたが、キャンプ終了後の3月5日付で入団契約を締結した。本人はレッドデビルズへの入団に際して、ファンや関係者への謝意を交えたコメントを代理人（弁護士）経由で発表。楽天野球団から「パワーハラスメント」と認定された行為については、「報じられた内容の一部が真実と異なる」と指摘しつつも、「自分は（球団に告発した選手を含めた）後輩が大好きで、『後輩をいじめよう』と思ったことは一度もない。ただ、『コミュニケーション』のつもりで（後輩選手に接して）いても、受け取る側（の後輩）の気持ちを考えることが十分にできていなかった。今となっては、そのような自分の行動が誤っていたことや、自分の認識が甘かったことを痛感している」と弁明している。

### 今江監督時代
2024年
チームスローガンは、「いただき！」。
楽天野球団の創設20周年に当たることから、東北地方の全6県を対象に、「2023年以前にも公式戦で使用したことのある球場で、一軍の公式戦を1県につき少なくとも1試合主催する」というスケジュールを編成。5月31日の対ヤクルト戦は、2019年6月11日の同カードでヨーク開成山スタジアム（福島県郡山市）を使用して以来5年振りに県内の球場（福島県営あづま球場）で開催された。この試合では、1点ビハインドで迎えた9回裏の1死1・2塁から「代打の代打」に起用されたフランコが、球団の公式戦史上初の代打サヨナラ本塁打を記録している。
また、前年（2023年）の打撃コーチで、シーズンの途中から一軍に帯同していた今江が一軍監督に昇格。今江の年齢は昇格発表の時点で40歳で、2024年シーズンの開始時点でNPB球団の一軍を指揮する監督としては最も若かった。また、球団OBの監督就任は平石以来、史上2人目である。その一方で、二軍では三木が監督を続投。前年限りで現役を引退した銀次は、「地元（岩手県）出身の功労者」として、球団職員への転身を機に「アンバサダー」（東北6県での地域振興活動が主体の特別職）を任された。
コーチ陣では、一軍内野守備走塁兼打撃コーチ補佐の渡辺直人が、前年に設けられていなかった一軍のヘッドコーチに異動。一軍の打撃コーチに川島を充てたほか、2008年に引退した鷹野史寿が育成コーチ、2020年に引退した青山が一軍投手コーチ、前年に楽天モンキーズへ転じていた真喜志が育成総合コーチとしてチームに復帰した。また、前年に戦力外通告を受けたばかりの横尾が二軍の打撃コーチに転身。日本大学山形高等学校の出身で、前年まで内野手として巨人とヤクルトで現役生活を送っていた奥村展征が、西村に代わって二軍の内野守備走塁コーチに就任した。奥村が楽天へ入団した時点の年齢は28歳で、2024年シーズンの開始時点でNPBの球団に常勤扱いで在籍するコーチとしては最年少に当たる。さらに、二軍外野守備走塁コーチの岡田が一軍、育成外野守備走塁コーチの牧田明久が二軍へ異動した。
他球団に所属していた日本人選手の補強は例年より少なく、現役ドラフト会議以外のルートでは、山田遥楓（前年のシーズン終盤に日本ハムから戦力外通告を受けていた内野手）が育成選手契約で入団するだけにとどまった。山田は、オープン戦期間中の3月12日に支配下登録選手へ復帰している。
外国人選手では、前年に在籍していた選手からフランコ、宋、王彦程（育成選手）が残留。その一方で、前年まで日本ハムに2年間在籍していたコディ・ポンセ（2022年に札幌ドームの対ソフトバンク戦でノーヒットノーランを達成した右投手）と、前年まで広島に2年間在籍していたニック・ターリー（前年のNPBオールスターゲームに出場していた左投手）を相次いで獲得した。
今江は一軍監督への就任を機に、投手・野手別の「2人キャプテン制」を導入。「勝つためには投打のバランスが大切」との考えに沿った導入で、則本を「投手キャプテン」、石井専任監督時代にチーム全体の「主将」を任されていた浅村を「野手キャプテン」に起用した。また、入団以来公式戦における登板の大半が先発だった則本をクローザー・藤平を中継ぎ、西武時代から主に二塁を守ってきた浅村を三塁手、前年に中継ぎで一軍に台頭したばかりの内を先発にコンバート。さらに、前年までパ・リーグのレギュラーシーズン開幕戦へ登板していなかった早川を、開幕投手へ早々に指名した。前年に開幕投手を務めながら10月に右肘のクリーニング手術を受けていた田中将大は、前年に続いてNPBの減額制限を超える減俸を球団から提示。この提示を受け入れたうえで、推定年俸2億6,000万円（前年から45％減）に出来高分を加えた1年契約を結んだ。
一軍は、3月29日から楽天モバイルパークで組まれていた西武との3連戦でレギュラーシーズンをスタート。新入団選手からはターリーと山田、新人からは右投手の松田啄磨（大阪産業大学からドラフト5巡目での指名を経て入団）が開幕一軍のメンバーに名を連ねた。開幕第3カード（楽天モバイルパークでのソフトバンクとの3連戦）の途中からは、2019年の入団以来育成選手だった清宮虎多朗（せいみや・こたろう：前年のイースタン・リーグ最多セーブ投手）も支配下登録選手に加えている。その一方で、田中将大は春季キャンプからオープン戦の途中まで一軍に帯同していたものの、レギュラーシーズンの大半を二軍での調整に充当。前年に手術を受けた右肘の回復が遅れていたことを受けての措置で、開幕直後の3月下旬からは、8月上旬まで4ヶ月半にわたって実戦を離れていた。
今江監督にとってのレギュラーシーズン初勝利は開幕第3戦（3月31日のデーゲーム）で、同点で迎えた延長11回の裏に小深田の犠飛でサヨナラ勝利。前年に一軍の公式戦へ出場しておらず、在籍7年間を通じても通算で27試合の出場にとどまっていた石原彪（高卒8年目の捕手）が、この試合から正捕手格で起用されている。石原は5月21日の対ソフトバンク戦（みずほPayPayドーム）でもスタメンマスクを任されていたものの、3人の投手（先発・ポンセ→2番手・櫻井→3番手・吉川雄大）が5回裏までに合計で20点を失ったあげく、チームは0対21というスコアで完封負けを喫した。一軍の公式戦における1試合21失点および、相手チームに21点差を付けられての敗戦は、今江がロッテの「8番・三塁手」としてスタメンで出場していた2005年開幕第2戦での0対26（いずれも球団ワースト記録）に次ぐものである。さらに、会場を京セラドーム大阪に移した翌22日の同カードにも、0対12というスコアで大敗。クローザーへ転向したばかりの則本は開幕から好救援を続けていたものの、浅村や島内の不振などで打線の得点力が低下したことが災いして、借金8のリーグ5位でセ・パ交流戦を迎えた。
セ・パ交流戦では、藤井と松井友飛を先発陣の一角へ新たに据える一方で、途中から太田光を正捕手・鈴木大地を4番打者に固定。浅村に対しては、4番打者やスタメンから外す代わりに、下位打線や代打での起用によって一軍公式戦への連続出場記録を途切れさせなかった。今江監督によるこのような方向転換が功を奏して、チームは前年にオリックスとの日本シリーズを制していた阪神との3連戦（甲子園）・巨人との3連戦（楽天モバイルパーク宮城）に全勝するなど、最終カード（楽天モバイルパークでの広島との3連戦）を除く全てのカードで勝ち越し。最終戦（6月16日のデーゲーム）が始まる前（17試合消化）の時点での交流戦順位は1位で、通算成績（12勝5敗）が同じソフトバンクと共に優勝の可能性を残していた。その最終戦も鈴木大地の「全球団本塁打」と小刻みな継投策で広島に2点差（5対3）で勝利したため、全日程（18試合）を13勝5敗（貯金8）で終了。さらに、最終戦（みずほPayPayドームでの対阪神戦）に勝利すれば得失点率差（交流戦における最終順位決定基準の1つ）で楽天を上回る可能性があったソフトバンクが阪神に敗れた結果、チームは球団創設20年目で初めての交流戦優勝を成し遂げた。パ・リーグの球団による交流戦の優勝は、2021年のオリックス以来3年振りで、今江は40歳にして交流戦史上最年少の優勝監督になった。この期間には、藤井が才木浩人（阪神）と並んで交流戦最多の3勝を挙げたほか、全12球団中2位（パ・リーグの球団内ではトップ）のチーム防御率（2.29）を記録。打線では浅村が徐々に復調したものの、チームの総得点（67）および、クリーンアップが記録した本塁打の総数（前述した鈴木の1本）は歴代の交流戦優勝チームで最も少なかった。3勝を挙げた藤井は規定投球回（18回）に到達しておらず、野手も突出した成績を挙げた選手がいなかったことから、優勝球団ながら表彰選手に楽天の選手は選出されなかった（交流戦史上初の事例）。
リーグ戦が再開してからは、7月10日の対ロッテ戦（ZOZOマリンスタジアム）でシーズン3度目の2桁失点を喫した。この試合では、先発投手の松井友飛が、1死も取れないまま8失点で降板。松井の後を継いだ櫻井が4点、3番手の津留崎が6点を失った末に5対18（13点差）で大敗している。それでも、チームはリーグ4位ながら、5割以上の勝率（.512）でペナントレースの前半を折り返した。
エスコンフィールド北海道を会場に初めて使用したオールスターゲームでは、則本・藤井・辰己が監督推薦選手、鈴木大地が補充選手として出場した。鈴木の補充は、ファン投票のパ・リーグ遊撃手部門で1位になっていた水野達稀（日本ハム内野手）の故障に伴って補充選手に選ばれていた太田椋（オリックス内野手）が、故障を理由に出場を急遽辞退したことによる。実際には第1戦（エスコンフィールド北海道）の前日（7月22日）に鈴木の補充が決まったものの、本人は第1戦・第2戦（明治神宮野球場）とも、途中からの出場ながら安打を放っている。また、初選出の辰己は第1戦でオールスターゲーム初安打、パ・リーグ選抜チームの「7番・中堅手」としてスタメンに初めて起用された第2戦の第1打席で初本塁打を記録した。
オールスターゲーム後のリーグ戦では、今江がベースコーチや4番打者を入れ替えながらも、チームが前年に続いてロッテとの間で3位争いを展開。関西圏の球場（阪神甲子園球場・ほっともっとフィールド神戸・京セラドーム大阪）を使用したビジターゲームでは、交流戦期間中の対阪神戦（甲子園）における3連勝（前述）を皮切りに、関西圏におけるレギュラーシーズン最終戦（8月15日に京セラドーム大阪で催された対オリックス戦）で敗れるまで8連勝を記録していた。また、9月14日の日本ハム戦（楽天モバイルパーク宮城）では、則本が松井裕樹に続いて球団史上2人目のシーズン30セーブポイントをマーク。則本は前年まで一軍の先発登板試合で通算112勝を記録していたが、NPB一軍公式戦への先発登板で100勝を挙げた後に、シーズン30セーブを記録した投手は江夏豊・上原浩治に次いで3人目である。もっとも、チームはレギュラーシーズンの133試合目に当たる9月26日の対日本ハム戦（エスコンフィールド北海道）から、ロッテとの直接対決（9月30日・10月1日の2連戦）を含めて8連敗と失速。結局、10月1日の対ロッテ戦（楽天モバイルパーク宮城）に敗れたことによって、3年連続のシーズン4位が確定した。
チームのレギュラーシーズン最終戦は10月9日の対西武戦（楽天モバイルパーク宮城）で、セ・リーグを含めても最も遅い時期に組み込まれたものの、延長12回まで持ち込みながらNPBの規定で2対2の引き分けに終わった。この時点で今江は翌2025年シーズンも一軍を指揮する意向を示していたが、球団は10月11日に、今江との監督契約を解除したうえで三木を今江の後任に据えることを発表した。球団社長の森井は、球団創設20年の節目にチームをセ・パ交流戦初優勝へ導いた今江の功績を評価しつつも、リーグ戦の全日程（125試合）を借金13で終えたことを問題視。今江がもたらしたチームの現状を否定するのではなく、「ファーム（二軍）を指揮した経験が豊富な三木の下で、現状より良いものを求めたい」との理由から、2020年に一軍監督を務めていた三木の復職を熟考の末に決めたことを明言している。楽天野球団が創設からの20年間に一軍監督としての契約を結んだ人物（シーズン途中からの代行者を除いて総勢10人）のうち、2020年の三木のように、一軍の監督職を就任から1年後に退いた人物は今江で6人目である。
投手陣では早川と藤井が、左投手としては球団初の一軍公式戦シーズン2桁勝利をマーク。則本は3点台の防御率ながら、リーグ最多の32セーブを挙げた。また、セットアッパーの鈴木翔天は7月に25登板試合連続無失点の球団記録、岸は39年9ヶ月で臨んだ9月23日の対ロッテ戦（ZOZOマリンスタジアム）で球団史上最年長の完封勝利を達成。シーズンの序盤を二軍で過ごした古謝も先発登板で5勝と健闘したが、チームの通算防御率は3.73で、（この年から二軍戦限定で新たに参入したくふうハヤテベンチャーズとオイシックス新潟アルビレックス・ベースボール・クラブを除く）NPBの12球団で最も高かった。また、田中将大による一軍公式戦への登板は9月28日の対オリックス戦（楽天モバイルパーク宮城）のみで、プロ入り後初めて公式戦未勝利でシーズンを終了。前年に5勝を挙げた入団2年目の荘司も1勝どまりで、シーズンの途中から戦線を離脱すると、前年の田中と同様に右肘のクリーニング手術を受けた。
一方の打撃陣では、辰己が公式戦で158安打を放った末に、リーグ最多安打のタイトルを獲得。小郷は、セ・リーグを含めたこの年のNPB選手でただ1人、公式戦全143試合のフルイニング出場に至った。さらに、シーズンの中盤からは、中島大輔（古謝と同期入団の外野手）が一軍に台頭。チーム全体の本塁打数は72本（リーグ5位）で、浅村が全試合出場とともにチーム唯一の2桁本塁打（14本）を記録したほか、シーズンの終盤には捕手登録の安田が指名打者中心の起用で長打力を発揮した。さらに、辰己は全143試合で外野手に起用されると、シーズン通算で392補殺をマーク。NPBの一軍公式戦で外野の守備に就いた選手としてのシーズン最多補殺記録（1948年に巨人の青田昇が140試合の起用で記録していた通算391補殺）を、76年振りに更新した。
レギュラーシーズンの終了後には、茂木が国内FA権の行使を経てヤクルト、田中将大が自由契約を申し出たうえで巨人へ移籍。コーチ陣からも、小山が中日、川島がオリックス、的場と横尾が日本ハムのコーチに転じた。さらに、櫻井・清宮・吉川・高田孝一といった投手が、球団からの戦力外通告を経てNPBの合同トライアウトに参加。清宮は後に、同姓異読の清宮幸太郎（きよみや・こうたろう）内野手が所属する日本ハムとの間で育成選手契約を結んだ。
その一方で、石井・森井・三木が揃って出席したドラフト会議（10月24日）では、育成選手扱いを含めて7選手を指名。1巡目では、宗山塁（明治大学内野手）に対する独占交渉権を5球団の指名重複による抽選で獲得した。宗山については、会議後の交渉で入団が決定。球団はこの決定を受けて、松井裕樹のパドレス移籍を機に空けていた背番号1を宗山に与えたほか、他の6選手も入団に至った。12月9日に開催の現役ドラフト会議では、入団2年目の伊藤茉央が中日から指名された一方で、ヤクルトから柴田大地（いずれも右投手）を獲得している。
なお、球団では創設20周年記念企画の一環として、5イニング制による「サンドウィッチマン軍団vs楽天イーグルスOB スペシャルマッチ」を11月17日に楽天モバイルパーク宮城で開催。球団のOBから、岩隈が始球式に登場したほか、銀次が「サンドウィッチマン軍団」に参加した。対する「楽天イーグルスOBチーム」には、球団の1期生から礒部・山﨑武司・吉田豊彦、歴代の一軍監督経験者から平石と今江、この年の途中まで西武の一軍監督を務めていた松井稼頭央、草野、聖澤、塩見、福山などが名を連ねている。

### 第2次三木監督時代
2025年
三木が2020年以来5年振りに一軍を指揮することに伴って、一軍のヘッドコーチ職を2年振りに廃止したうえで、「一軍の打撃部門と二軍の投手部門を、それぞれ3人のコーチで担う」という指導体制に移行。前年に二軍を指導していたコーチ陣から石井貴・久保・田中雅彦が一軍に異動する一方で、一軍のヘッドコーチだった渡辺直人が二軍の監督職を三木から引き継いだほか、一軍の投手コーチだった青山が二軍の投手部門に加わった。また、近鉄出身の球団1期生（元・投手）である有銘兼久スコアラーを二軍の投手コーチ、2021年の現役引退後もブルペン捕手として在籍していた下妻を二軍のバッテリーコーチに起用。前年までヤクルトで一軍の内野守備走塁コーチを務めていた森岡良介を一軍野手コーチ兼野手総合コーチ補佐、DeNAの二軍打撃コーチだった下園辰哉を同じポスト、日本ハムの球団職員（三木が一軍のコーチとして在籍していた時期の同僚）から渡辺浩司を一軍打撃コーチ・川名慎一を一軍外野守備走塁コーチに招聘した。
補強面では、ソフトバンクや阪神で中継ぎ投手として活躍していた加治屋蓮を、阪神からの戦力外通告後に獲得。2019年の戦力外通告を経て、2020年からヤクルトで救援陣の一角を担っていた今野も、金銭トレードによって6年振りに復帰させている。
外国人選手では、前年に在籍していた選手からポンセのみ退団（後にKBOのハンファ・イーグルスへ移籍）。その一方で、前年にヤクルトへ入団したばかりのミゲル・ヤフーレや、MLBのサンフランシスコ・ジャイアンツに所属していたスペンサー・ハワード（いずれも右投手）を相次いで獲得した。台湾出身選手の新規獲得も再開していて、197cmもの身長を擁する蕭齊（穀保高級家事商業職業学校の右投手）との間で、育成選手扱いながら複数年にわたる契約を結んでいる。

## チーム成績・記録

2005年以降の順位の変遷

- リーグ優勝 1回

（2013年）
- 日本一 1回

（2013年）
- クライマックスシリーズ優勝 1回

（2013年）
- Aクラス 5回

（2009年、2013年、2017年、2019年、2021年）
- Bクラス 15回

（2005年 - 2008年、2010年 - 2012年、2014年 - 2016年、2018年、2020年、2022年 - 2024年）
- 最下位 6回

（2005年 - 2006年、2010年、2014年 - 2015年、2018年）
- 連続Aクラス入り最長記録 1年（2009年、2013年、2017年、2019年、2021年）
- 連続Bクラス最長記録 4年（2005年 - 2008年）
- 最多勝利 82勝（2013年）
- 最多敗戦 97敗（2005年）
- 最多引分 15分（2021年）[注釈 16]
- 最高勝率 .582（2013年）
- 最低勝率 .281（2005年）
- 最大連勝 11（2022年4月26日・対ロッテ - 5月10日・対ロッテ　※1引き分けを挟む）
- 最大連敗 11（2005年4月15日・対日本ハム - 4月27日・対オリックス、2005年8月9日・対オリックス - 8月23日・対オリックス）
- 最多得点 628（2013年）
- 最少得点 432（2011年）
- 最多失点 812（2005年）
- 最少失点 464（2011年）
- 最多本塁打 141本（2019年）
- 最少本塁打 52本（2012年）
- 最多盗塁 130個（2011年）
- 最少盗塁 41個（2005年）
- 最多失策 106個（2007年）
- 最少失策 49個（2022年）
- 最高打率 .272（2008年）
- 最低打率 .241（2015年）
- 最高防御率 2.85（2011年）
- 最低防御率 5.67（2005年）
- 1シーズン最多併殺打 144個（2007年）※プロ野球記録
- 1試合最多得点 19（2015年7月22日・対日本ハム）
- 1試合最多失点 26（2005年3月27日・対ロッテ）
- 1試合最多安打 24（2014年4月12日・対ロッテ）
- 1イニング最多得点 10（2005年4月13日・対ソフトバンク・3回裏、2005年9月2日・対オリックス・6回裏、2020年6月27日・対日本ハム・5回裏）
- 1イニング最多失点 11（2005年3月27日・対ロッテ・2回裏、2008年7月22日・対西武・2回裏）
- 最多貯金 31（2017年7月26日・対ソフトバンク）
- 最多借金 59（2005年9月28日・対ソフトバンク）
- 1試合最多本塁打 7本（2019年6月14日・対広島・茂木栄五郎7号、ジャバリ・ブラッシュ18号、ゼラス・ウィーラー12号、太田光1号、浅村栄斗15、16号、辰己涼介2号）
- 1イニング二塁打 7本（2013年8月4日・対日本ハム・5回表）※プロ野球記録
- 初試合・初勝利：2005年3月26日・千葉マリンスタジアム（対ロッテに3-1）
- 初敗戦：2005年3月27日・千葉マリンスタジアム（2試合目、対ロッテに0-26、26点差での完封は日本プロ野球タイ記録）
- 初引分：2005年7月10日・フルキャストスタジアム宮城（83試合目、対ロッテに4-4）

## 永久欠番
- 10：ファン

サブメンバーの一人としてチームを盛り上げてほしいという思いを込めた、ファンのための背番号。スターティングメンバーの9人に次ぐ番号であることにちなむ。
当初、明治大学で主将を務めたことと「東京六大学野球での主将の背番号」という理由から、2004年ドラフト4巡目指名で入団した西谷尚徳の背番号に内定していたが、上述の理由から「6」に変更となった。
球団創設時からの永久欠番であるので、背番号「10」をつけていた選手・監督・コーチは過去にも誰一人存在しない。
この10の永久欠番化は、千葉ロッテマリーンズが、一軍登録25人に次ぐ26番目、支配下選手登録者の一人という意味を込めて26をファンのための準永久欠番としたのを参考にしたとのこと。
球団マスコットの「クラッチ」がイーグルス・ファンの1人として背番号10を着用している。
- 77：星野仙一

第4代監督。就任3年目の2013年、チームを初のリーグ優勝・日本一に導く。
監督退任後も球団に留まり、シニアアドバイザー、球団取締役副会長を歴任。
2018年1月4日、膵臓癌のため70歳で逝去。
監督として永久欠番に制定されたのは日本球界では史上初。

## 沢村栄治賞受賞者
イーグルスで沢村栄治賞を複数回受賞しているのは田中将大のみである。また、歴代のイーグルス選手の受賞者で生え抜き選手では無いのは岩隈久志のみである。
- 岩隈久志：1回（2008年）
- 田中将大：2回（2011年、2013年）

## 三冠王（投手・打者）

### 投手三冠王
2024年シーズン終了時点で達成者はいない。

### 打者三冠王
2024年シーズン終了時点で達成者はいない。

## 最優秀選手受賞者（複数回）

### 投手の複数回受賞者
2024年シーズン終了時点で複数回受賞の達成者はいない。

### 打者の複数回受賞者
2024年シーズン終了時点で複数回受賞の達成者はいない。

## 歴代監督
| 年度 | 監督        | 順位 | 試合 | 勝利 | 敗戦 | 引分 | 勝率 | ゲーム差 | 打率 | 防御率 | 本塁打 |
| ---- | ----------- | ---- | ---- | ---- | ---- | ---- | ---- | -------- | ---- | ------ | ------ |
| 2005 | 田尾安志    | 6    | 136  | 38   | 97   | 1    | .281 | ▲51.5    | .255 | 5.67   | 88     |
| 2006 | 野村克也    | 6    | 136  | 47   | 85   | 4    | .356 | ▲33.0    | .258 | 4.30   | 67     |
| 2007 | 野村克也    | 4    | 144  | 67   | 75   | 2    | .472 | ▲13.5    | .262 | 4.31   | 111    |
| 2008 | 野村克也    | 5    | 144  | 65   | 76   | 3    | .461 | ▲11.5    | .272 | 3.89   | 94     |
| 2009 | 野村克也    | 2    | 144  | 77   | 66   | 1    | .538 | ▲05.5    | .267 | 4.01   | 108    |
| 2010 | M.ブラウン  | 6    | 144  | 62   | 79   | 3    | .440 | ▲15.0    | .265 | 3.98   | 95     |
| 2011 | 星野仙一    | 5    | 144  | 66   | 71   | 7    | .482 | ▲23.5    | .245 | 2.85   | 53     |
| 2012 | 星野仙一    | 4    | 144  | 67   | 67   | 10   | .500 | ▲07.5    | .252 | 2.99   | 52     |
| 2013 | 星野仙一    | 1    | 144  | 82   | 59   | 3    | .582 | △07.5    | .267 | 3.51   | 97     |
| 2014 | 星野仙一    | 6    | 144  | 64   | 80   | 0    | .444 | ▲17.0    | .255 | 3.97   | 78     |
| 2015 | 大久保博元  | 6    | 143  | 57   | 83   | 3    | .407 | ▲33.5    | .241 | 3.82   | 85     |
| 2016 | 梨田昌孝    | 5    | 143  | 62   | 78   | 3    | .443 | ▲25.0    | .257 | 4.11   | 101    |
| 2017 | 梨田昌孝    | 3    | 143  | 77   | 63   | 3    | .550 | ▲15.5    | .254 | 3.33   | 135    |
| 2018 | 梨田昌孝    | 6    | 143  | 58   | 82   | 3    | .414 | ▲29.5    | .241 | 3.78   | 132    |
| 2019 | 平石洋介    | 3    | 143  | 71   | 68   | 4    | .511 | ▲07.5    | .251 | 3.74   | 141    |
| 2020 | 三木肇（1） | 4    | 120  | 55   | 57   | 8    | .491 | ▲16.5    | .258 | 4.19   | 112    |
| 2021 | 石井一久    | 3    | 143  | 66   | 62   | 15   | .516 | ▲05.5    | .243 | 3.40   | 108    |
| 2022 | 石井一久    | 4    | 143  | 69   | 71   | 3    | .493 | ▲03.0    | .243 | 3.47   | 101    |
| 2023 | 石井一久    | 4    | 143  | 70   | 71   | 2    | .496 | ▲17.0    | .244 | 3.52   | 104    |
| 2024 | 今江敏晃    | 4    | 143  | 67   | 72   | 4    | .482 | ▲23.5    | .242 | 3.73   | 72     |
| 2025 | 三木肇（2） |      |      |      |      |      |      |          |      |        |        |

※ ▲:2005・2006年はレギュラーシーズン首位球団、2007年以降はリーグ優勝球団とのゲーム差
※ △:リーグ2位球団とのゲーム差
※ 順位における太字の1は日本一
※ 2014年シーズンは開幕-5月25日までは星野監督、5月26日-7月2日は佐藤義則監督代行（24戦10勝14敗）、7月3日-7月24日は大久保博元監督代行（16戦7勝9敗）、7月25日-シーズン終了までは星野監督が指揮。
※ 2022年シーズンは7月30日より8月5日まで真喜志康永が監督を代行(6戦4勝2敗)。
※ Aクラス（3位以上）のシーズンは背景色をつける。
- 勝利
- 引分
- 敗戦

## 名誉監督
- 野村克也（2010年3月16日贈呈、2020年2月11日に84歳で逝去）

2012年まで在任。現在、プロ野球界で名誉監督の称号を贈られたのは全球団で野村克也と読売ジャイアンツ終身名誉監督の長嶋茂雄のみである。

## ユニフォームの変遷
親会社・楽天のイメージカラーであり、イーグルスのチームカラーでもあるクリムゾン・レッド（えんじ色）を基調としている。パンツに1本の細ラインが入っている。帽子は、えんじ色をベースに白文字の「E」。2011年からは株式会社デサントとオフィシャルプラチナスポンサー契約を締結し、ユニフォームなどのウェアを提供していた。胸に、スポンサー・アイリスオーヤマのワッペンが付く。2014年シーズンから2019年シーズンまでのサプライヤーはマジェスティック・アスレティック。2020年シーズンからはユニフォーム・アパレルはミズノ、キャップはNPB球団では初となる「'47」がオフィシャルサプライヤーとなった。
- 2009年の左袖に、球団創立5周年を記念して「5th Anniversary」のロゴマークをデザインしたワッペンが付いた。
- 2011年の右袖に、東北地方太平洋沖地震（東日本大震災）犠牲者追悼の意を込め、黒の1ライン（喪章）が入り、「がんばろう東北」ワッペンが付く（「がんばろう東北」ワッペンは2012年以降も継続、2023年からはワッペンが細くなっている）。
- 2012年シーズンのみ、ホーム、ビジターともにヘルメットがツヤありからツヤなしに変わった。
- 2020年シーズンはヘルメットデザインがリニューアルされ、クリムゾンレッドのカラーは、艶やかに照り返す発色と光沢が特徴の、宮城県の伝統的工芸品「玉虫塗」の技法で表現し、東北工芸製作所と産業技術総合研究所東北センターが共同開発した、漆工の擦過性、耐候性等を向上させるナノコンポジットの技術を用いたコーティングを採用した[178]。

### ホーム用
白地で、胸ロゴは鷲の翼章付き「EAGLES」。その上に小さく「RAKUTEN」の文字があり、胸ロゴ・背番号・胸番号・帽子マークにはえんじ色の文字に黄色の縁取りが施されている。
- 2005年 - 2010年：シャドー・ストライプが広めの等間隔に入っていた。
- 2011年 - 2017年：胸番号・背番号・背ネームの字体が前年からビジター用（後述）のユニフォームで採用されているものと同じとなった。さらに、東日本大震災の犠牲者に哀悼の意を込めて左袖に袖を一周するリング状の喪章、震災からの復興の願いを込めて左腕に「がんばろう東北」のワッペンを追加した（喪章は2011年のみ採用）。また、同年からはキャプテン制度導入に伴い、キャプテン選手[注釈 17] にはキャプテンマークとして、ユニフォームの右胸に「C（ホーム用は金色縁に赤、ビジター用は金色縁に白）」のワッペンが付いている。2014年、胸番号・背番号・背ネームの字体が再度変更された。
  - 2013年の「レジェンド・シリーズ2013」では、ビジターゲーム（8月30日 - 9月2日・福岡ソフトバンクホークス対東北楽天ゴールデンイーグルス （福岡 ヤフオク!ドーム））でもホーム用ユニホームを着用して試合を行った。
- 2018年 - 2019年 :ユニフォームの肩と脇腹のラグランラインがなくなり、袖口と襟にゴールドとクリムゾンレッドのラインが追加された。また胸番号、背番号、背ネームの字体が変更されたほか胸ロゴの「EAGLES」や帽子マークの縁取りも黄色からゴールドに変わった。
- 2020年 - 2023年 :ユニフォームの襟のラインがなくなり、袖のゴールドとクリムゾンレッドのラインが太くなった。また胸番号、背番号、背ネームの字体が変更されたほか胸ロゴの「EAGLES」や帽子、袖のラインのクリムゾンレッドの色味がより深いものになった。
- 2024年 - :新たにゴールドとクリムゾンレッドのラケットラインが追加され、帽子のつばにもゴールドラインが入った。また袖のラインの細さと位置が変更された。
  - 2024年 :この年のみユニフォームの裾に球団創設20周年記念ロゴが追加された。

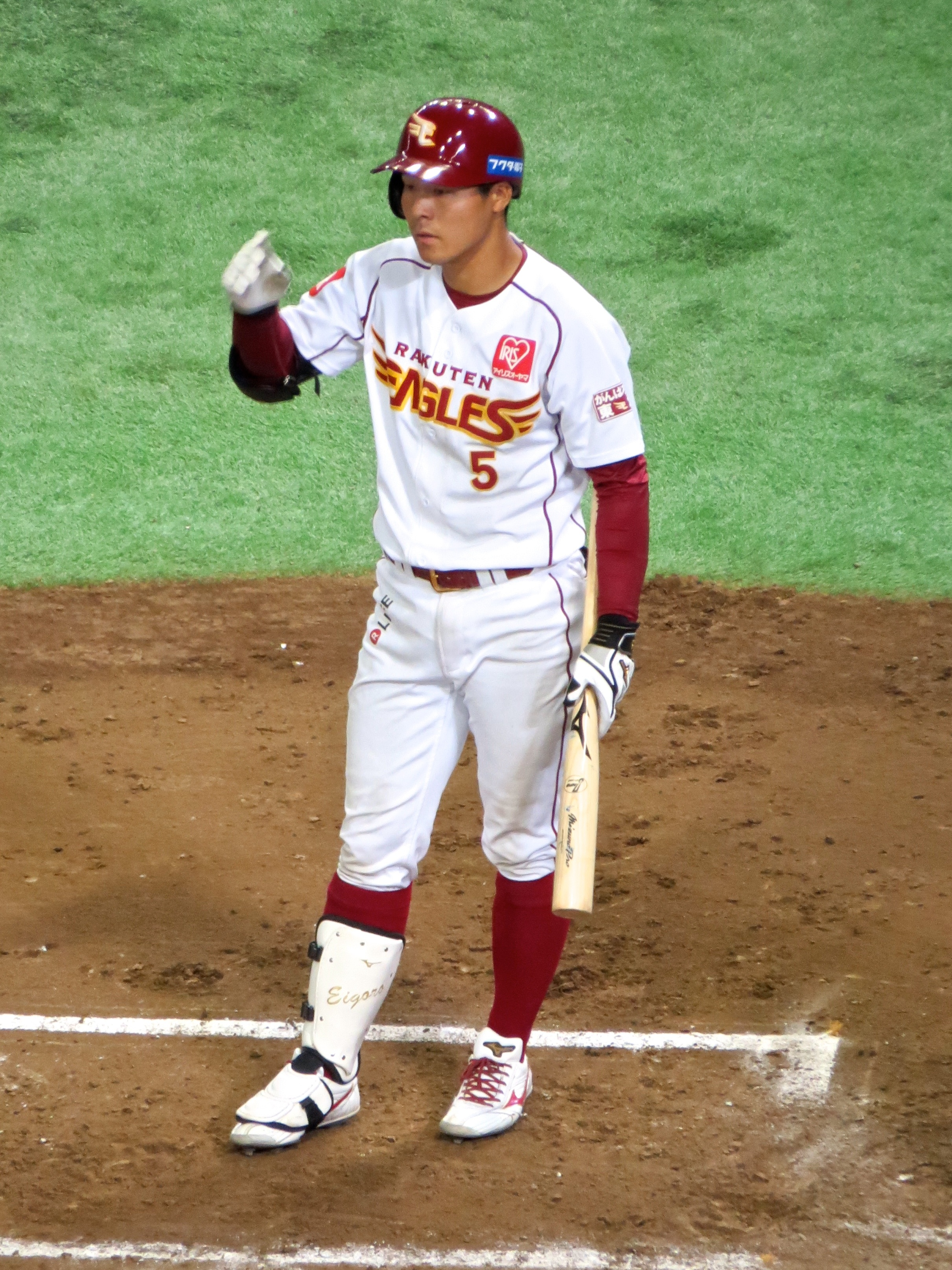
ホームユニフォーム（2016年）
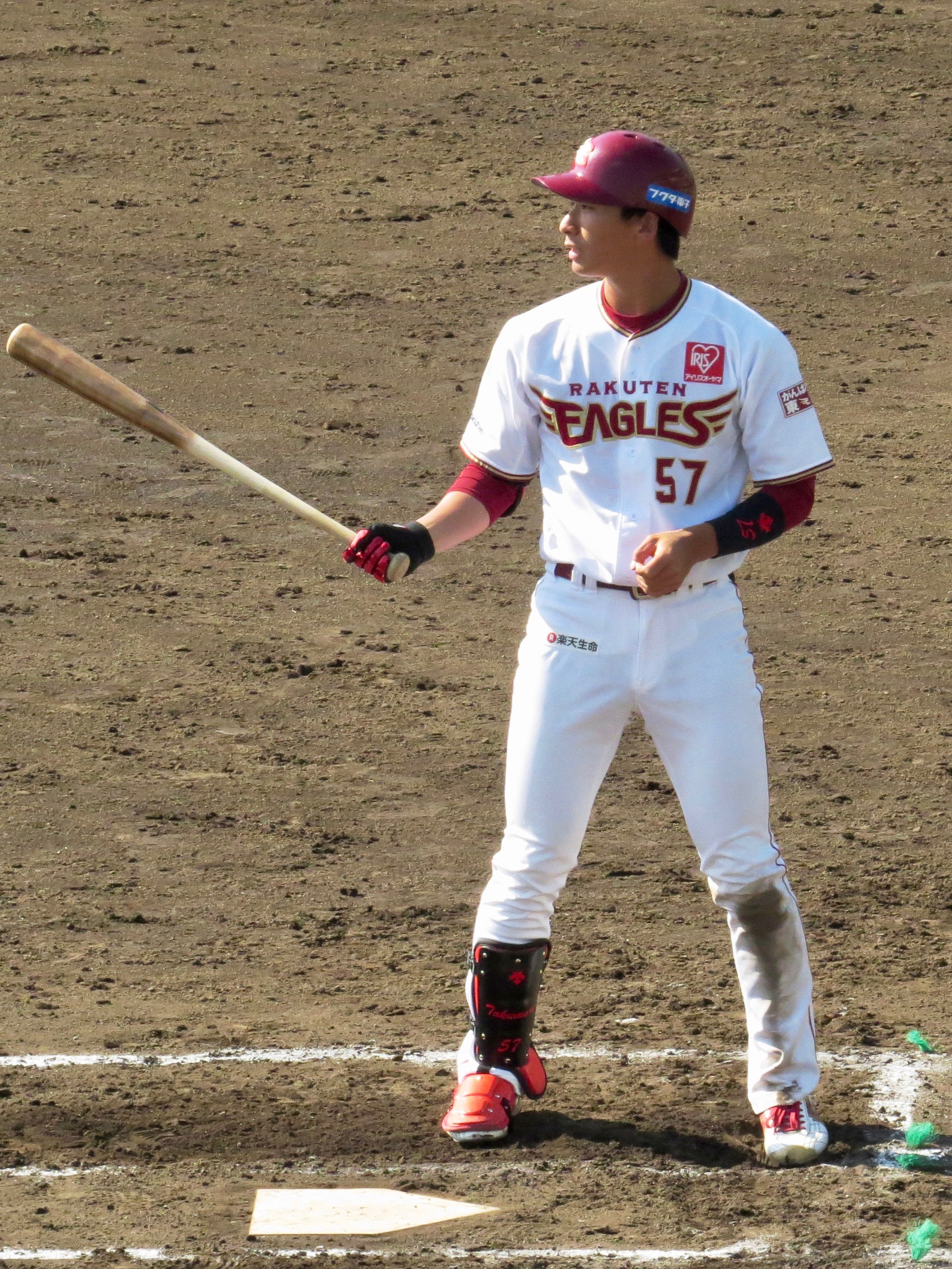
ホームユニフォーム（2018年）

### ビジター用
上着がクリムゾン・レッド、パンツが白（ホーム用と同タイプ）のツートンカラーを採用。
- 2005年 - 2009年：胸ロゴは「RAKUTEN」で、立体的に見えるように胸ロゴに黄色のシャドーが入っていた。
- 2010年 - ：胸ロゴのデザインが「Rakuten」に変更され、黄色のシャドーは廃止、胸番号・背番号・背ネームの字体も変更した。コンセプトは「シンプル＆スマート」さ[179]。2014年、胸番号・背番号・背ネームの字体を変更。
- 2018年 - 2019年 :胸ロゴ「Rakuten」の下に右に向かって細長いラインが入った。また胸番号、背番号、背ネームの字体が変更された[注釈 18]。さらにユニフォームの肩と脇腹のラグランラインがなくなり、袖口と襟にホワイトとクリムゾンレッドのラインが追加された。帽子マークの縁取りは黄色からゴールドに変更。
- 2020年 - 2023年 :ユニフォームの襟のラインがなくなり、袖にゴールドとホワイトのラインが入った。また背番号、背ネームの字体が変更され、ゴールドの縁取りとなった他、胸番号がなくなった。上着や帽子、袖のラインのクリムゾンレッドの色味がより深いものになった。
- 2024年 - :新たに白のラケットラインが追加され、帽子のつばにもゴールドラインが入った。また袖のラインの細さと位置が変更された。
  - 2024年 :この年のみユニフォームの裾に球団創設20周年記念ロゴが追加された。

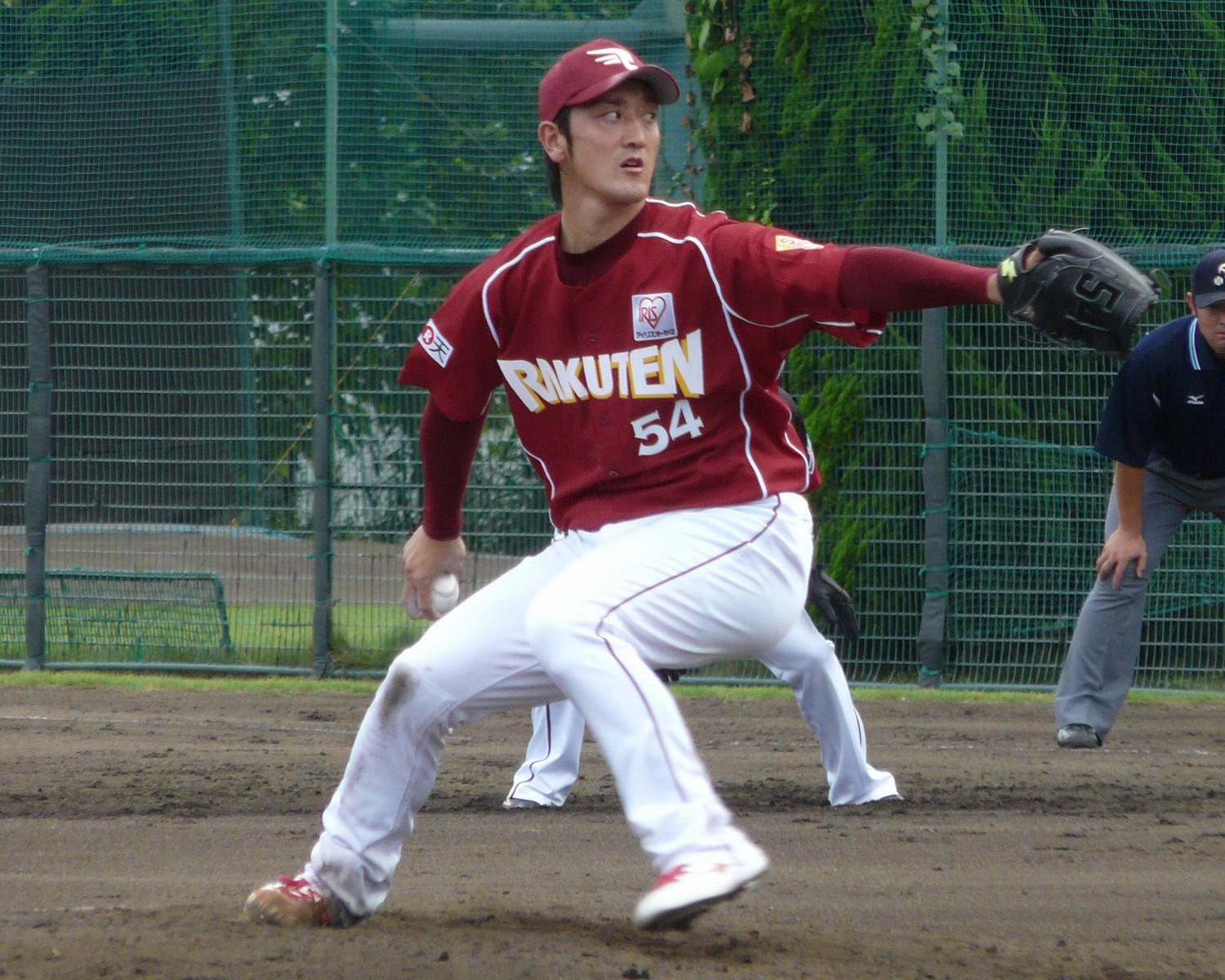
ビジターユニフォーム（2009年）
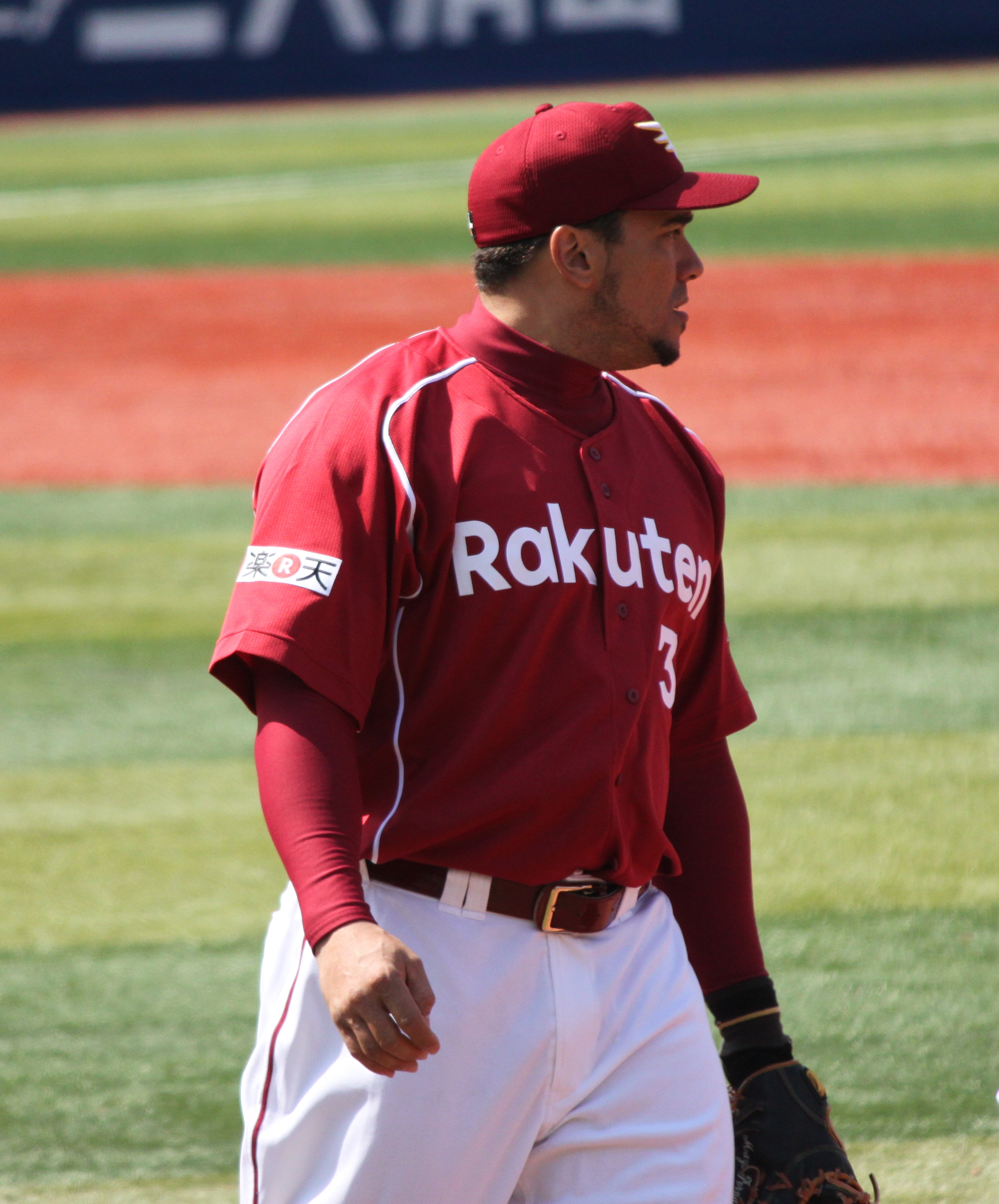
ビジターユニフォーム（2012年）
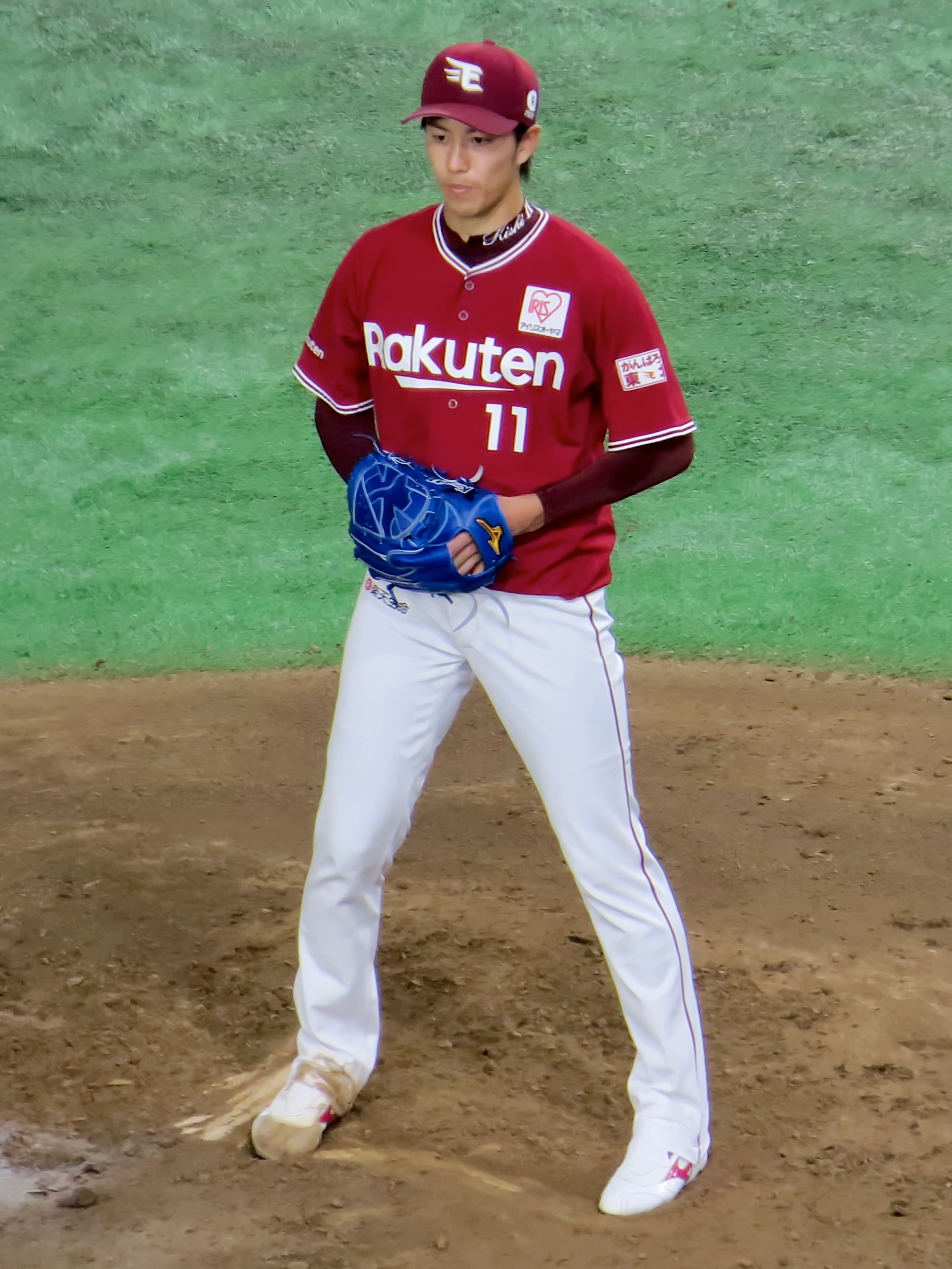
ビジターユニフォーム（2018年）

### 限定ユニフォーム
この他、期間限定での「3rd（または4th）ユニフォーム」が下記のとおり採用されている。
- 2006年 - 2009年：交流戦期間のホーム開催試合のみ着用するサードユニフォームが登場。胸ロゴは左胸に帽子と同じ「E」マーク、胸番号が右胸につく。肩、脇腹にクリムゾン・レッドのラグランスリーブラインが入る。背番号、胸番号の書体は、かつて西鉄ライオンズが採用していた角文字が使われている。
- 2007年：「ファンクラブデー」期間限定のファン投票によって選ばれたホーム用が初登場。交流戦用ユニフォームと同タイプであるが、胸に帽子と同じ「E」ロゴが大きく配置されている。胸番号は無し。背番号、選手名はカッパープレート・ゴシック体。肩、脇腹、背中にクリムゾン・レッドが施されている。
- 2008年7月11日 - 13日の対千葉ロッテマリーンズ3連戦で2008年度版「ファンクラブデー」ユニフォームを着用。胸ロゴは左胸に「RAKUTEN EAGLES」のロゴが縦置きに配置、右胸の胸番号、背番号、選手名はカッパープレート・ゴシック体。肩、脇腹、背中にクリムゾン・レッドが施されている。
- 2010年 - 2011年：夏休み期間限定のサードユニフォームが登場。フロント部分は白、脇（肩から両袖・わき腹にかけて）にはえんじ色のラグランデザインが使用され、胸に大きく「TOHOKU」の文字、その下に小さく「RAKUTEN」とある。右袖には帽子と同じ「E」マーク、左袖に「楽天」ロゴが入り、パンツは普段のホーム用をそのまま使用。東京ドーム以外での地方主催試合開催（いわゆる「東北シリーズ」で、郡山・秋田、岩手）、及び夏休み期間中のKスタ宮城での12試合を合わせた15試合で着用した[180]。2011年も同様に、地方2試合（秋田・岩手）・8月のKスタ宮城での12試合、計14試合にて着用。
- 2011年：「球団創設7年目特別企画ユニフォーム」としてイーグル・レインボーを採用。「虹（夢の架け橋）」をコンセプトに胸下・両袖をクリムゾンレッドを含む7色の帯で構成しており、胸部は通常デザインとは異なる紺色の「Eagles」ロゴに加え左胸下に鷲のイラストが入る。パンツはクリムゾンレッド（後側のみ紺の縁取り）のラインが入り、腰部に背番号が入る。アンダーシャツは紺色。キャップも通常デザインではなく白抜きの紺色・ゴシック体の「E」となる。5月28・29日の対阪神2連戦ならびに6月11・12日の対中日2連戦（いずれもKスタ宮城）の交流戦計4試合で着用した[181]。
  - 2011年7月1日からの対千葉ロッテマリーンズ3連戦では2011年度版「ファンクラブデー」ユニフォームを着用。胸には「E」の一文字ロゴ、肩と脇下には4色のラインが入る。また左袖には東北地方の地図が入ったファンクラブオリジナルエンブレムが入る（「がんばろう東北」ワッペン及び喪章は右肩に移動）。
- 2012年6月29日からの対福岡ソフトバンクホークス3連戦で2012年度版「ファンクラブデー」ユニフォームを着用。普段はビジター用で使われるクリムゾンレッド生地に左胸に「E」の一文字ロゴマーク。右袖に「がんばろう東北」ワッペン、左袖には2012年ファンクラブの証である「ファンクラブワッペン（東北地方の地図が入ったファンクラブオリジナルエンブレム）」が付く。袖には犬鷲の羽ばたく翼と、「足」を生かした野球からイメージする「疾走感」も表現した白のラインが4本ずつ、両袖合わせて8本のラインをあしらい球団創設8年目であることを表現、同じく脇に4本のラインをあしらったキャップもオリジナルのものを使用。
- 2012年7月27日 - 8月26日に行われた26試合（ホーム17試合・ビジター9試合）で、「イーグル・スター」ユニフォームを着用する。「イーグル・スター」は「星に願いを(WHEN YOU WISH UPON A STAR)」をテーマに作られた。アイボリー地にクリムゾンレッドのストライプ（楽天のユニホームにストライプが使われるのは、球団創立以来初）をあしらったデザインで、左袖には星を象ったロゴのワッペンが貼られていて、勝ち星を重ね優勝すること、東北の早期復興への願いがひとつの「星」に込められている。
- 2013年7月26日 - 8月25日の期間中に福島県・岩手県・秋田県・山形県の地方球場で開催する一軍公式戦とKスタ宮城で開催する一軍公式戦、青森県などで開催する二軍公式戦の合計29試合で着用する企画ユニフォーム企画「TOHOKU GREEN（トーホク・グリーン）」を発表。「東北の緑が変わることなく、美しくあり続けることへの願い」をテーマに、ベースの色に「つね（常）に変わらない」という「常磐」の意味を持つ色「常盤色」を使ったデザインのユニフォームで東北の早期復興、美しき東北の自然の保全、東北楽天ゴールデンイーグルスが常勝チームになることへの願いをテーマに作られた。ユニホームは常盤色をベースに胸には「TOHOKU」、また、キャップも常盤色をベースにした。胸ロゴ・帽子ロゴ・背番号は赤縁に白。ユニホーム下とアンダーシャツは通常のものを使用[182]。
- 2017年シーズンから黒を基調とした「BLACK EAGLES」を使用[183]。
- 2018シーズンからは「TOHOKU GREEN」のデザインをもとにした新たな「BLACK EAGLES」と、ほぼ同デザインの、赤が基調で脇腹から脇にかけて黒が入った「FAN'Sユニフォーム2018」を使用[184]。
- 2019シーズンは、スペシャルユニフォーム「TOHOKU BLUE」、「FANS'ユニフォーム2019」を使用[185]。
- 2020シーズンは、スペシャルユニフォーム「TOHOKU BLUE ユニフォーム 2020」、「FANS' ユニフォーム 2020」を採用[186]。
- 2021シーズンは、2020シーズンに引き続き同デザインを使用することを発表[187]。
- 2022シーズン SUMMERユニフォームとして、「EAGLES EARTH GREENユニフォーム」を発表。緑色は「TOHOKU GREEN」と同じ「常盤色」を使い、シャツは下に向かって白くなるグラデーションとなっている。

着用期間は「夏スタ！ろっけんまつり」中の9試合。

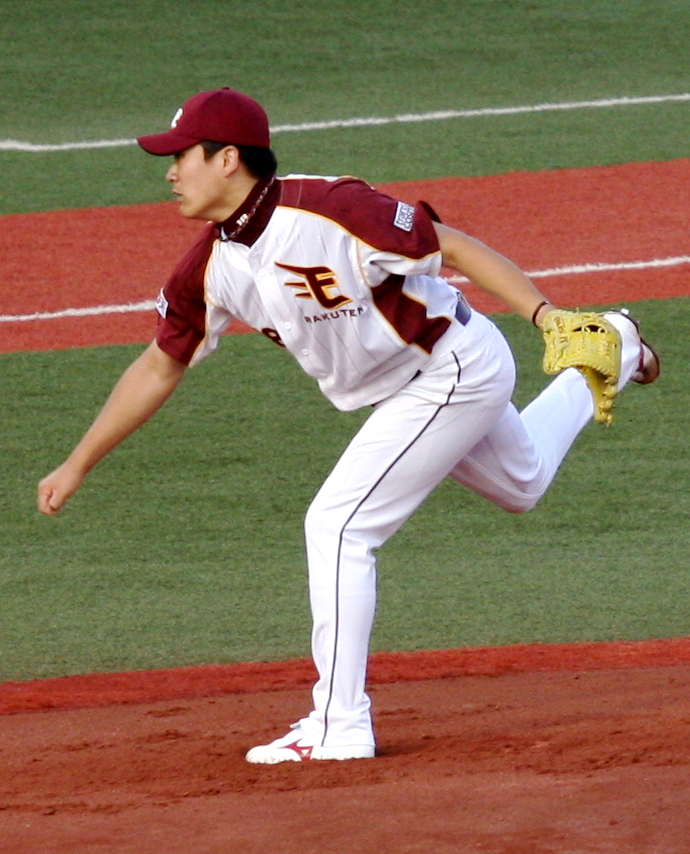
サードユニフォーム（2007年）
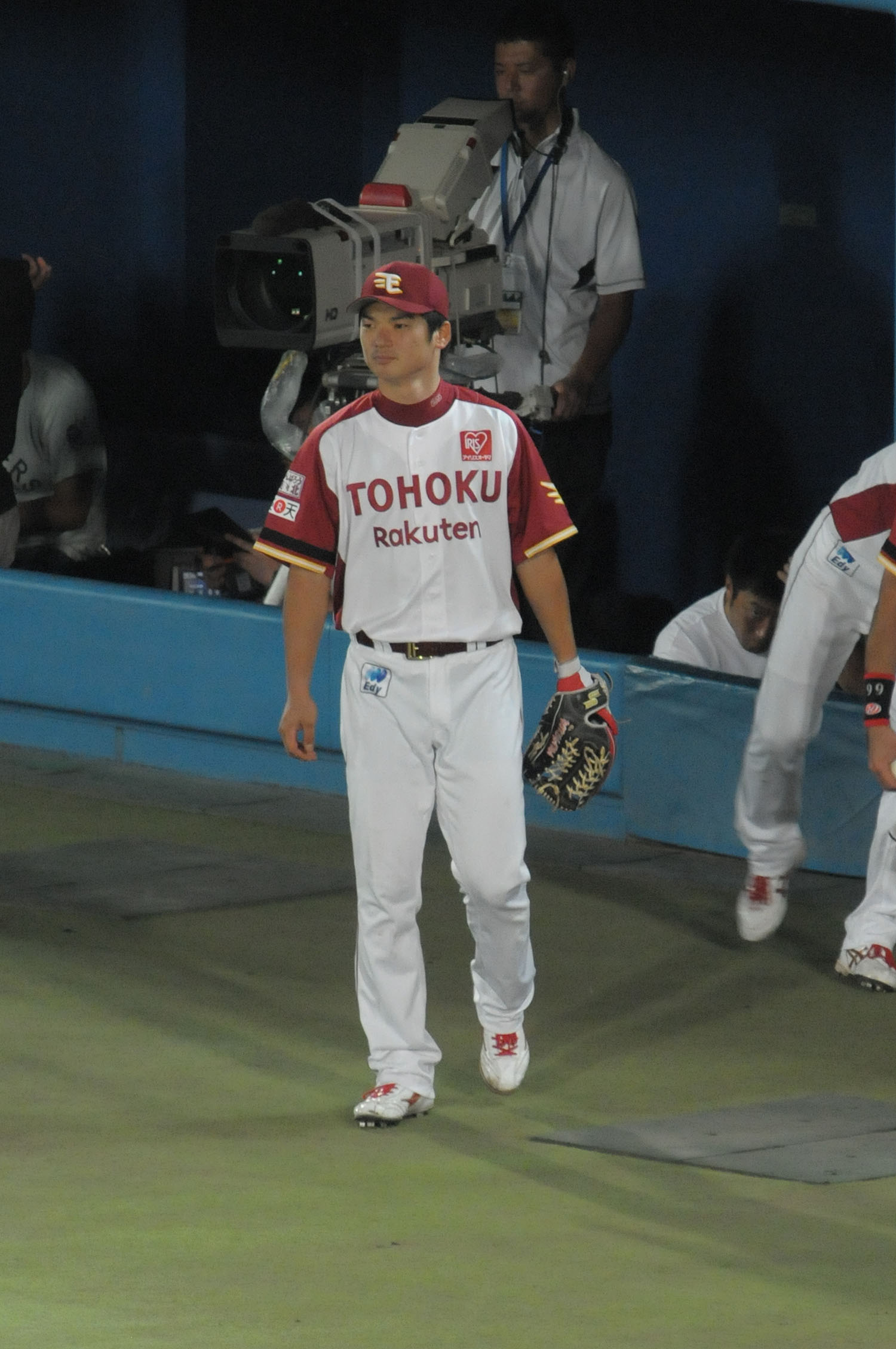
サードユニフォーム（2011年）
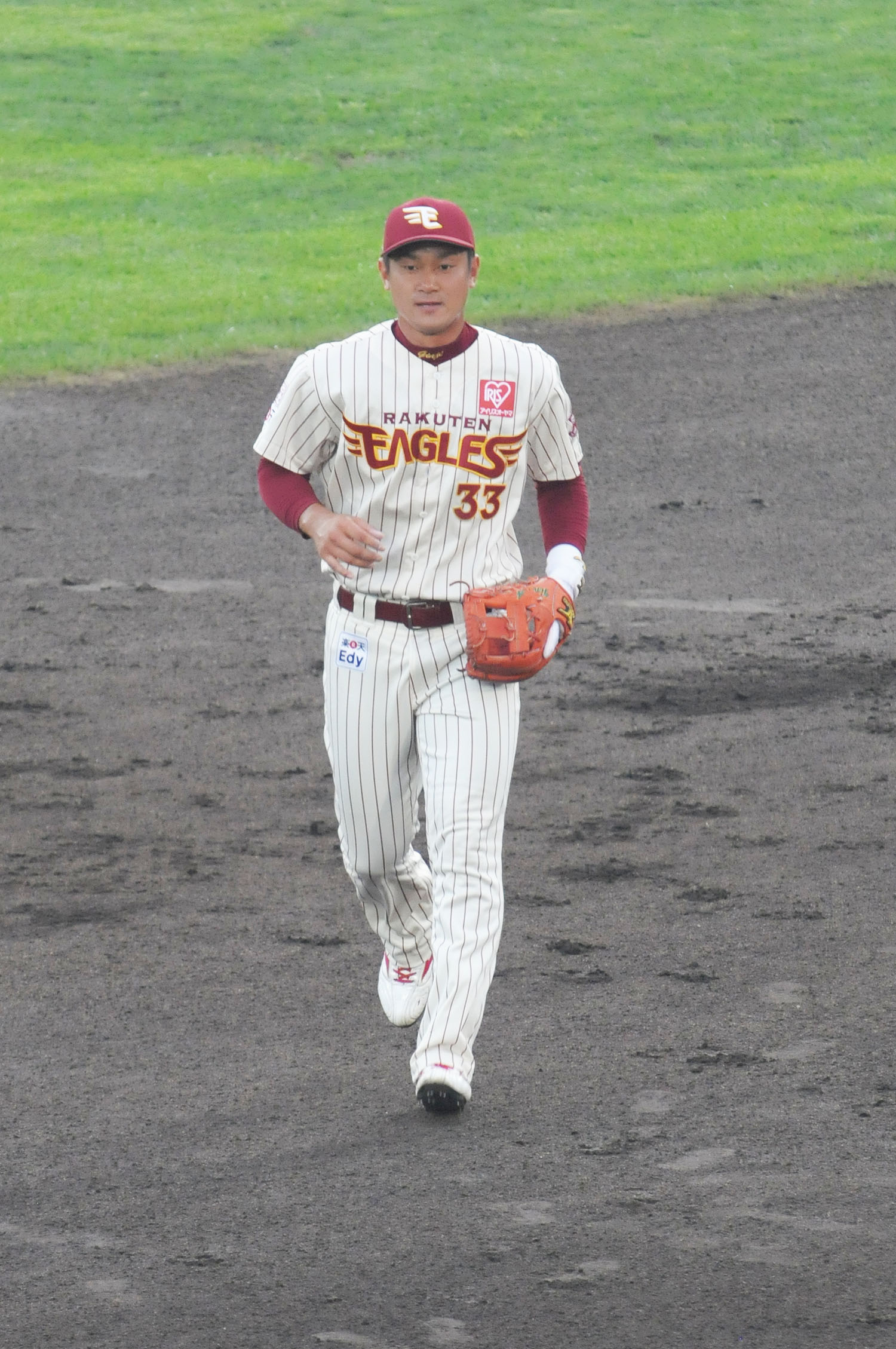
「イーグル・スター」ユニフォーム（2012年）
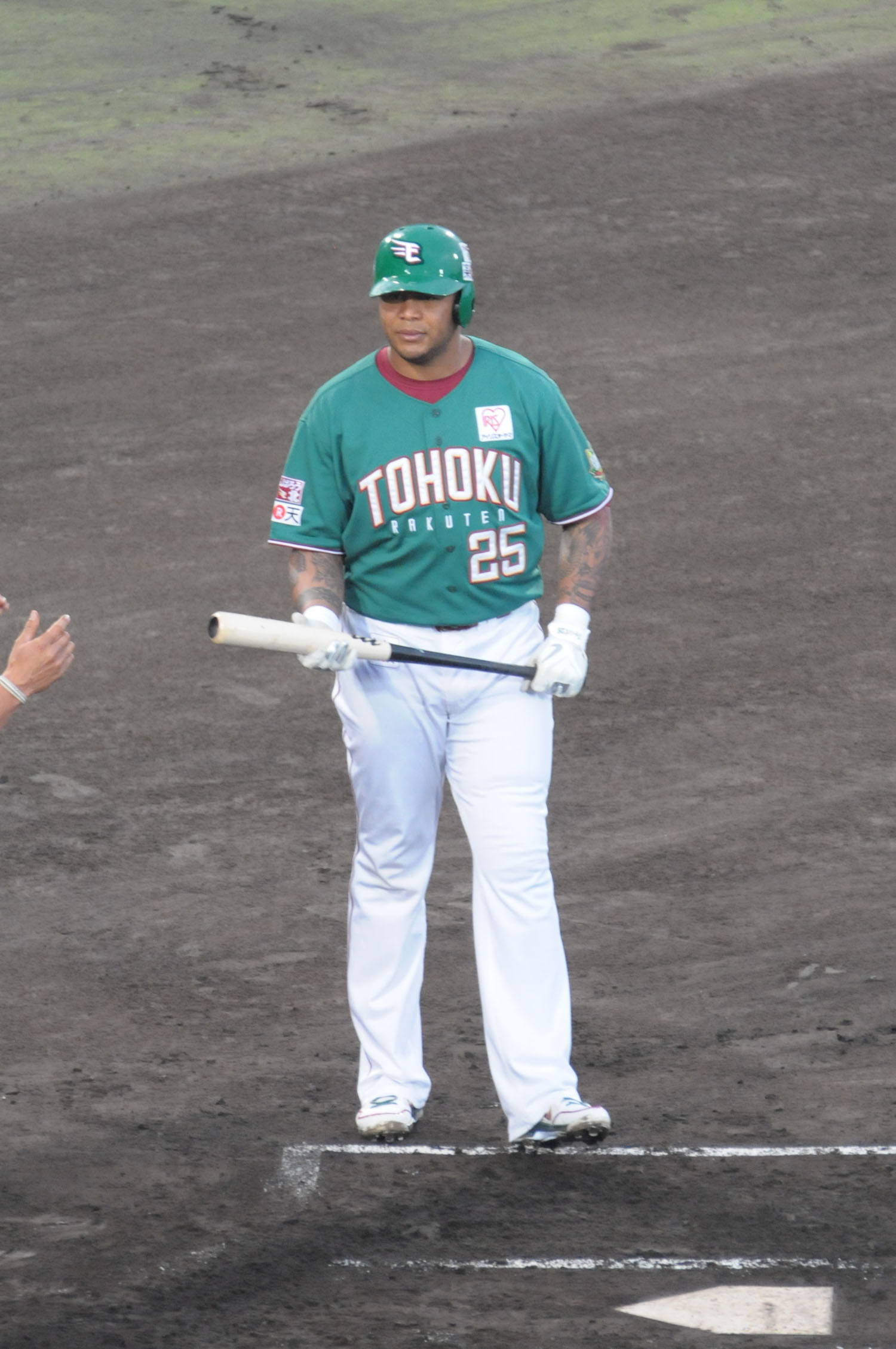
「TOHOKU GREEN」ユニフォーム（2013年）
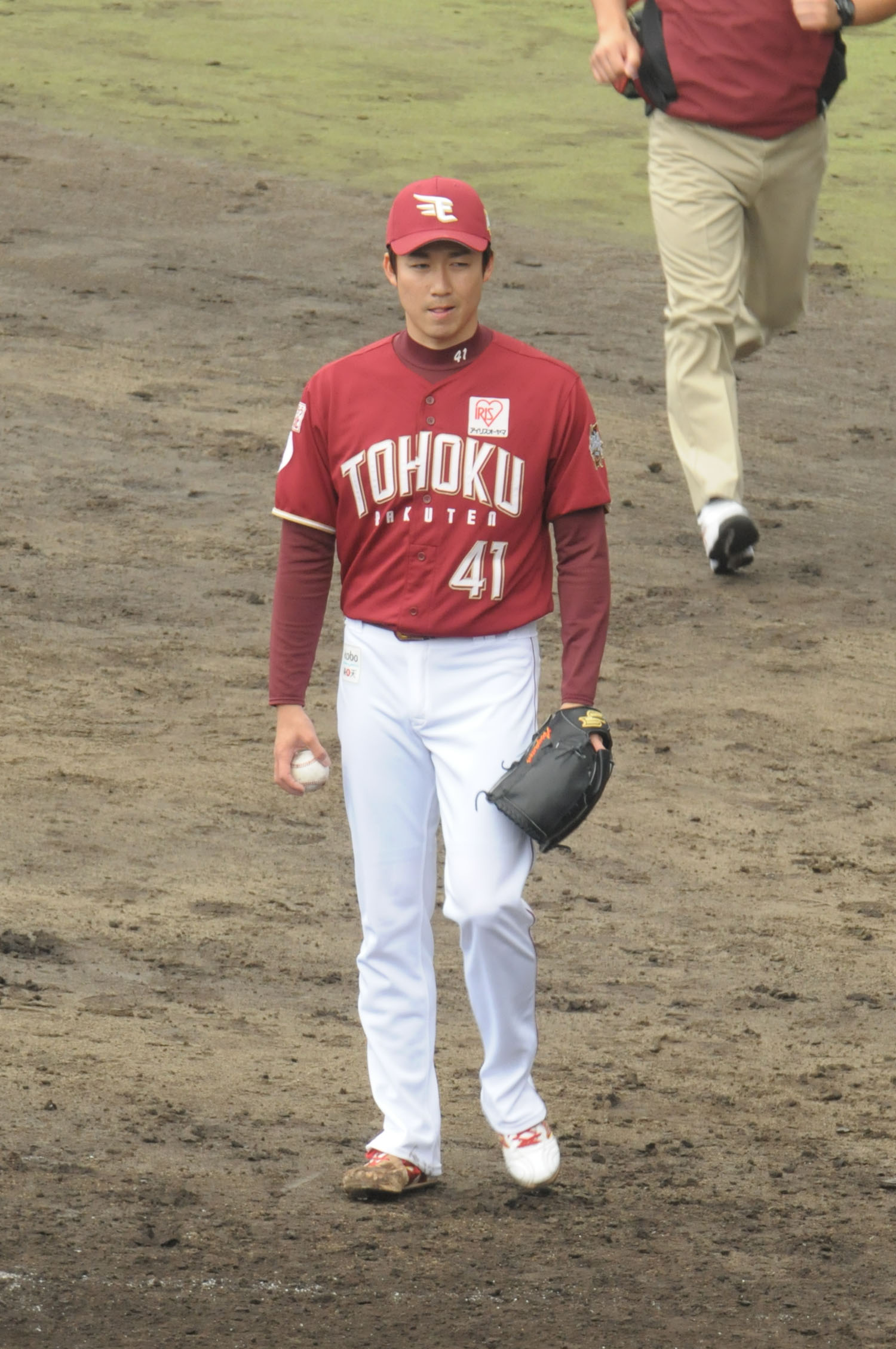
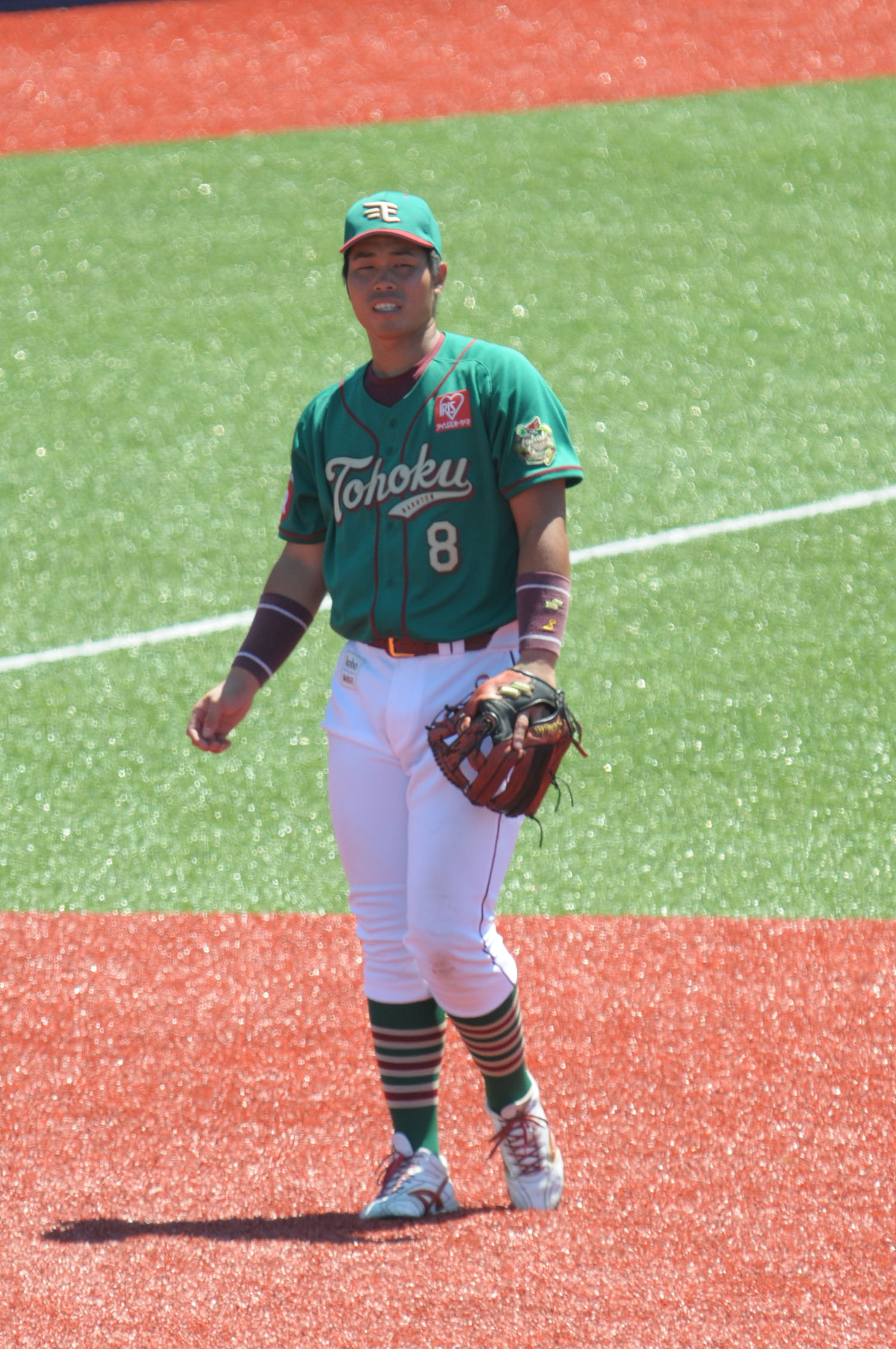

## 球団旗の変遷
- 2005年 - ：親会社（楽天グループ株式会社）のイメージカラーであり、球団のチームカラーでもあるクリムゾン・レッド（えんじ色）を地色に、中央に白文字のチームロゴ（左右両端の文字は鷲の翼をイメージした「EAGLES」、その上に小さく「RAKUTEN」）。

## マスコット
- クラッチ
  - イヌワシをモチーフとしている。名前は一般公募され、英語のclutchに「ぎゅっとつかむ」「わしづかみ」という意味があり、また「勝負強い打者」を英語でクラッチヒッター（clutch hitter）と言うことから、「勝負強いチームになって、みんなの心をわしづかみにしてほしい」という願いを込めて決定された。また、イーグルス・ファンのための永久欠番である背番号10をイーグルス・ファンの1人として着用している。着ぐるみ登場当初は、帽子をかぶっていなかった。
  - 『マジカパーティ』第33話にゲスト出演しており、後述するクラッチーナ、スイッチと共にゲスト出演することになっている。
- クラッチーナ
  - 「クラッチを元に女の子らしい名前を」ということで球団側が名づけた。ピンク色の羽毛が特徴。埼玉西武ライオンズのマスコット、レオに想いを寄せる素振りを見せている[189]。
  - 『マジカパーティ』第33話にゲスト出演しており、前述したクラッチ、後述するスイッチと共にゲスト出演することになっている。
- スイッチ
  - 2016年4月1日に契約という形で登場した。オウギワシをモチーフとしている。アメリカ・カリフォルニア州出身。観覧車のあるボールパーク（Koboパーク宮城）が日本に存在すると聞き付けて仙台にやって来た。陽気で明るい性格だが、スイッチが入ると別人格になるうわさがある[190]。
  - 『マジカパーティ』第33話にゲスト出演しており、前述したクラッチ、クラッチーナと共にゲスト出演することになっている。
- Mr.カラスコ
  - 非公認マスコット。当該項目を参照。
- 超特大ゴーヤ
  - 2009年の久米島キャンプの際に現地スポーツ団体（FC琉球や沖縄プロレス）から贈呈されたマスコット。後にオリックスに移籍。詳しくは、当該項目を参照。
- Baby-brown
  - 2010年、マーティ・ブラウンの監督就任を受け登場。どう見ても超特大ゴーヤの顔部分にブラウン監督の顔を模したお面（ただし造形はかなりリアルで、頭部ごと新造された可能性が高い）を貼りつけただけのようにしか見えないデザインのマスコット。ただし球団は「超特大ゴーヤとは何の関係もない」とコメントしている。公式サイトの記事[191] によると、久米島の海岸に打ち上げられていたところをたまたま居合わせた田中将大に助けられてそのまま球場までついてきたそうで、その様子が写真入りで紹介されている。このキャラを見たブラウン監督が気に入って「Baby-brown」と名づけ、自身の公認マスコットにしたとのこと。
- ピーマン ボン ジョルノ .カンパニー
  - 未公認マスコット。当該項目を参照。
- クロワシさん
  - 2017年、「BLACK EAGLES DAY」の創設に合わせて誕生した。「BLACK EAGLES DAY」実施日のみに登場する。鷲の被り物を被ったおじさんで、2017年6月11日（関東広域圏での放送日）に日本テレビ系列で放送された『ニノさん』の1コーナー「第二のふなっしーを探せ！しゃべるご当地キャラオーディション」に出演した[192]。背番号は「クロワシ」の語呂合わせで「9604」。

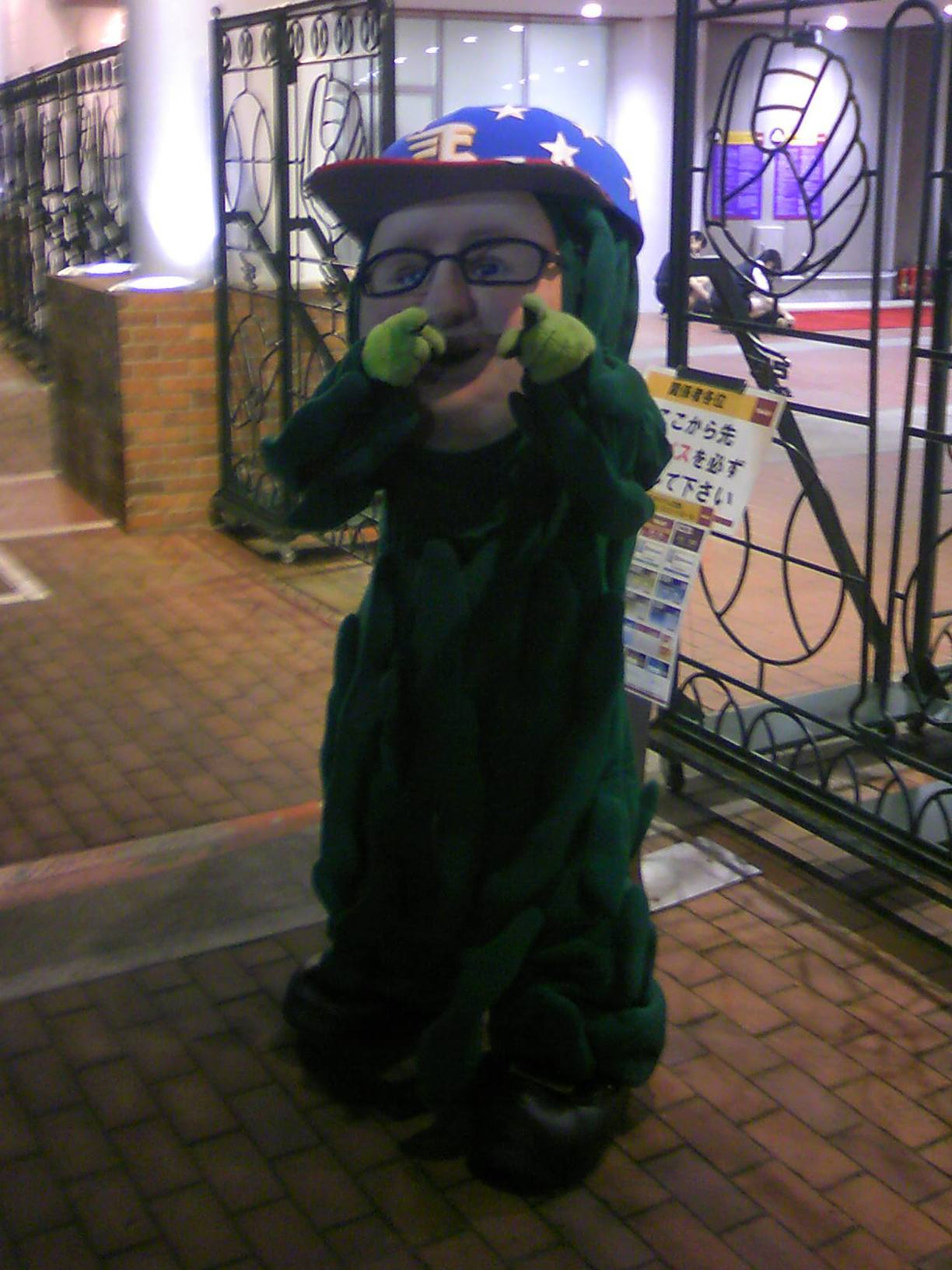
Baby-brown

## 主な歴代の球団歌・応援歌

### 公式球団歌
- 羽ばたけ楽天イーグルス（作詞：藤巻浩・勝山聡・井岡美里、作曲：藤巻浩、歌：狗鷲合唱団）
軍歌調であるが、サンバMIXバージョンも存在する。7回攻撃前に流れている。
- Dangerous Fight!（作詞・作曲：藤巻浩、歌：TOMMY）
合体ロボットアニメの主題歌系ロック調。

### 公式応援歌
- THE マンパワー!!!（作詞・作曲：つんく♂（シャ乱Q）、歌：モーニング娘。）
2005年4月1日に行われた主催ゲームかつ本拠地の開幕戦である対西武戦と同年5月8日に行われた対巨人戦ではフルキャストスタジアム宮城で披露され、スカイ・A『サテライトスタジアム』の中継のエンディングや、東北ANN各局ネット『黄金鷲団』（東日本放送）のオープニング・エンディングでも使用されている。
イーグルスのオーナーである三木谷の個人資産管理会社が所有する（楽天グループではない）ヴィッセル神戸（Jリーグ）が2004年の本拠地開幕戦に松浦亜弥をゲストに呼んだことがハロー!プロジェクトとのつながり、さらにこの曲の誕生につながった。
- LET'S GO 楽天イーグルス（作詞・作曲：つんく♂、歌：DEF.DIVAと楽天イーグルス応援隊）
ハロー!プロジェクトによる公式応援歌第2弾。コーラスでつんく・カントリー娘。・メロン記念日が参加。前作「THE マンパワー!!!」に球団関連の歌詞がなかったためにファンの間で定着しなかった反省から、「楽天」「楽天イーグルス」「東北楽天ゴールデンイーグルス」といった球団名が曲の中に合計30回登場する。CDは2006年3月25日にWEB販売の楽天イーグルスオフィシャルショップ限定で発売され、3月28日のホーム開幕戦（対オリックス戦）で披露された。また前作に引き続きスカイ・A「sky・A STADIUM LIVE RAKUTEN わしづかみ」（「サテライトスタジアム」から番組名変更）のエンディングテーマソングとして使用されている。
前作から引き続き参加しているのは前作でモーニング娘。のメンバー、今作でDEF.DIVAのメンバーとして参加している石川梨華のみである。
- ダイスキ楽天イーグルス（作詞・作曲：つんく♂、歌：GAM）
ハロー!プロジェクトによる公式応援歌第3弾。CDは2007年3月24日にWEB販売の楽天イーグルスオフィシャルショップ限定で発売され、4月1日のホーム開幕戦（対オリックス・バファローズ戦）で披露された。この曲もスカイ・A sports+「sky・A STADIUM LIVE RAKUTEN わしづかみ」のエンディングテーマソングとして使われている。
GAMは松浦亜弥と藤本美貴のユニットだが、松浦は2年連続、また藤本は2年ぶりで、ともに2回目の応援歌担当となる。
- 越えろ!楽天イーグルス（作詞・作曲：つんく♂、歌：℃-ute）
ハロー!プロジェクトによる公式応援歌第4弾。2008年3月20日発売。仙台駅構内・楽天イーグルスオフィシャルストア、Hello!Projectオフィシャルショップのみで発売。PVに、岩隈・山﨑ら楽天所属選手（当時）が出演。
PVは前述の選手登場のバージョンのほか、℃-uteメンバーのみ出演のバージョンのものも存在する。
球場での披露に関しては3月29日のホーム開幕戦のみ。
- 紅の翼（歌:堀内孝雄）
つんく♂と同じアップフロントグループの堀内孝雄が歌う公式応援歌第5弾。
- 情熱ヴィクトリー（歌：杉田二郎、ばんばひろふみ）
コーラスは矢口真里、辻希美、里田まいの3人が担当。
- 紅の翼 2011 〜さあ行こう戦いの舞台へ〜（作詞：庄司哲洋、作曲・歌：堀内孝雄）
「紅の翼」が制作された2009年は球団創設5年目の節目の年でクライマックスシリーズ進出を果たした記念すべきシーズンであった。このシーズンを越えるべく制作された公式応援歌である。

### 公認応援歌
- 荒鷲のうた（作詞・作曲：石橋凌、歌：ARB）
- 東北楽天! おらほの! イーグルス（作詞：さくま詩穂里、作曲：斉藤常雄、歌：鴻巣巧一）
- 黄金のつばさ（作詞：白津守康、作曲：餅雅彦、歌：板橋修）
地元・仙台市の歓楽街・国分町にある代表的な2つの飲食店街の合同組織「虎屋横丁・稲荷小路親交会（通称：稲虎応援団）」が制作した。
- Dream of EAGLES〜夢をかなえて（作詞・本間秋彦、作曲・坂本サトル、歌：サトル&アッキー）
「サトル&アッキー」はDate fmの番組「AIRJAM」から誕生した、坂本サトルと本間秋彦のユニット。
- 楽天イーグルスGO! GO! GO! GO! （作詞・作曲：佐々木朋義、歌：奥山えいじ、DJ：ワッキー貝山）
毎年、みちのくYOSAKOIまつりで踊られる。

### 公認イメージソング
- 夢のつばさ（作詞：松井五郎、作曲：木村真也、歌：さとう宗幸）
田尾監督解任に対して抗議する意味も込め、さとう自らが歌唱を封印したが、2010年2月24日に自身が司会を務めるミヤギテレビ『OH!バンデス』にて封印を解き、毎月1回番組内で歌っている。

### その他
- 楽天サンバ
東北放送のラジオ番組で制作された「マツケンサンバII」の替え歌。
- 大空へ（作詞・作曲・歌：清貴）
エフエム東京の番組企画で製作された。

## 主催ゲーム開催球場

### 本拠地
新規参入時から現在まで、宮城県が所有する宮城球場（仙台市宮城野区宮城野原公園総合運動場内）を本拠地球場とし、楽天野球団が都市公園法第5条第1項の許可（管理許可）を受けて運営している。ただし、3年毎に命名権の公募がなされ、権利を取得した企業が命名する愛称が「宮城球場」より優先して用いられている。
| シーズン        | 取得企業     | 契約料（税抜） | 愛称                               | 主な略記                            |
| --------------- | ------------ | -------------- | ---------------------------------- | ----------------------------------- |
| 2005年 - 2007年 | フルキャスト | 2億0000万円/年 | フルキャストスタジアム宮城         | フルスタ宮城                        |
| 2008年 - 2010年 | 日本製紙     | 2億5000万円/年 | クリネックススタジアム宮城         | Kスタ宮城                           |
| 2011年 - 2013年 | 日本製紙     | 2億0000万円/年 | 日本製紙クリネックススタジアム宮城 | Kスタ宮城                           |
| 2014年 - 2016年 | 楽天         | 2億0100万円/年 | 楽天Koboスタジアム宮城             | コボスタ宮城 Koboスタ宮城（2016年） |
| 2017年          | 楽天         | 2億0100万円/年 | Koboパーク宮城                     | Koboパーク                          |
| 2018年 - 2022年 | 楽天         | 2億0100万円/年 | 楽天生命パーク宮城                 | 楽天生命パーク                      |
| 2023年 -        | 楽天         | 2億0100万円/年 | 楽天モバイルパーク宮城             | 楽天モバイルパーク                  |

2020年1月21日、本拠地への入場を日本初の全面2次元バーコード化すると発表した。
30日、同年からSuicaを導入すると発表した。

### 収容人員と観客動員数
本拠地球場である宮城球場の収容人員、および、レギュラーシーズンの主催試合の宮城球場以外も含んだ観客動員数と1試合平均観客数は以下の通り。パ・リーグでのレギュラーシーズンの順位も付記。この統計では観客数に加えられないポストシーズンがあった年は特記。
| 年     | 試合数 | 観客動員    | 1試合平均 | 宮城球場の収容人員 | 順位 | PS     |
| ------ | ------ | ----------- | --------- | --- | ---- | ------ |
| 2005年 | 68試合 | 977,104人   | 14,369人  | 20,000人 | 6位  | －     |
| 2006年 | 68試合 | 951,723人   | 13,996人  | 23,000人 | 6位  | －     |
| 2007年 | 72試合 | 1,117,369人 | 15,519人  | 23,000人 | 4位  | －     |
| 2008年 | 72試合 | 1,149,061人 | 15,959人  | 22,187人 | 5位  | －     |
| 2009年 | 72試合 | 1,203,169人 | 16,711人  | 22,098人 | 2位  | CS     |
| 2010年 | 72試合 | 1,141,640人 | 15,856人  | 23,026人 | 6位  | －     |
| 2011年 | 72試合 | 1,168,188人 | 16,225人  | 23,026人 | 5位  | －     |
| 2012年 | 72試合 | 1,177,793人 | 16,358人  | 23,026人 | 4位  | －     |
| 2013年 | 72試合 | 1,281,087人 | 17,793人  | 【01月0 ～】 23,451人 【04月0 ～】 23,466人 【09月0 ～】 25,651人 【10月03日～】 25,868人 【10月17日～】 26,695人 【10月26日～】 28,120人 | 1位  | CS＋JS |
| 2014年 | 72試合 | 1,450,233人 | 20,142人  | 【04月01日～】 25,717人 【08月30日～】 28,736人                                                                                           | 6位  | －     |
| 2015年 | 71試合 | 1,524,149人 | 21,467人  | 28,451人 | 6位  | －     |
| 2016年 | 72試合 | 1,620,961人 | 22,513人  | 30,508人 | 5位  | －     |
| 2017年 | 71試合 | 1,770,108人 | 24,931人  | 30,508人 | 3位  | CS     |
| 2018年 | 72試合 | 1,726,004人 | 23,972人  | 30,508人 | 6位  | ─      |
| 2019年 | 71試合 | 1,821,785人 | 25,659人  | 30,508人 | 3位  | CS     |
| 2020年 | 60試合 | 236,084人   | 3,935人   | 【06月23日〜】 無観客 【07月15日〜】 5,000人 【10月09日〜】 15,600人                                                                      | 4位  | ─      |

収容人員と観客動員数の変化

## 場内アナウンス
- 楽天生命パーク宮城開催のホームゲームで選手を紹介する場内アナウンス（「スタジアムDJ」と呼ばれる）は球団創設1年目の2005年から取り入れている。
  - 男女混声形式を採用しており、基本的にホーム側は男性、ビジター側は女性が担当している。
    - 男声アナウンスは過去に古田優児（フリーアナウンサー）が担当した。現在は千葉マサト（フリーアナウンサー）が担当している。
    - 女声アナウンスは過去に岩手佳代子（フリーアナウンサー）、高野志津（フリーアナウンサー）、山口祐佳（中日ドラゴンズのチアリーダーチーム「チアドラゴンズ」の元メンバー）らが担当した。2012年からは紺野陽子（フリーアナウンサー）が担当したが2013年シーズンをもって退任した[202]。2013年は馬場美幸との二人体制となり、担当は試合ごとに変わる体制をとった。2014以降は馬場が単独で担当している。

  - 2010年に男女混成形式の場内アナウンスが一旦は廃止。この年は男声アナウンスの古田がホーム、ビジター双方を務めた。また、非公式であるがオリックス戦では堀江良信が1回から3回のみ担当していた。
- 男性の場内アナウンスは京セラドーム大阪やほっともっとフィールド神戸で開催されるオリックス主催ゲームが先駆けであるが、大阪D・神戸はメジャーリーグを手本としてポジションや打順を英語でアナウンスするのに対し、こちらでは日本語のままでアナウンスする。
- 2013年からの楽天イーグルスの選手コールでは、「打順、ポジション、背番号、選手名」の順であり、メジャーリーグにおけるコールと同じ順である。

### 楽天生命パーク宮城 歴代場内アナウンス
| 期間            | 男声     | 女声                 |
| --------------- | -------- | -------------------- |
| 2005年 - 2007年 | 古田優児 | 岩手佳代子・高野志津 |
| 2008年          | 古田優児 | 岩手佳代子           |
| 2009年 - 2011年 | 古田優児 | 山口祐佳             |
| 2012年          | 古田優児 | 紺野陽子             |
| 2013年          | 千葉正人 | 紺野陽子             |
| 2014年 -        | 千葉正人 | 馬場美幸             |

## 応援スタイル
- 本拠地・楽天モバイルパーク宮城ではトランペットや笛の使用は禁止されており、NPBから許可を受けた私設応援団のみ太鼓の使用が可能（但し、使用できる太鼓の大きさも制限されており、各団体1個のみしか使用できない。楽天のみならず、他球団の応援団に対しても同様）。コボスタ宮城以外の球場ではトランペットや笛を使用した応援を行っている。
- 楽天攻撃時の選手の打席では他球団で行っている「かっとばせ」コールの代わりに「ドドドド○○！ドドドド○○！ォォォォオオオオ○○！」（○は選手名。ォォォォオオオオはせり上がるように語尾上がり調で）とコールする「4・4・8拍子」（東北楽天ゴールデンイーグルスの応援団である「全国荒鷲連合会（総本部・北海道荒鷲会・東北荒鷲会・関東荒鷲会・関西荒鷲会・九州荒鷲会）」が発案した独自の応援方法）という応援スタイルが確立されていた。しかし、2018年シーズンより応援をシンプルにするという目的で、「○○!○○!ォォォォオオオオ○○!」（○○は選手名、ォォォォオオオオは上記同様）という「3・3・4拍子」に変更された。ただしチャンステーマ1のみ「4・4・8拍子」である。
- 一部の選手については「4・4・8拍子」とは別の応援スタイルを取っている者も存在する（聖澤諒、外国人選手など）。
- 初回攻撃開始時は2017年まで"オープニングテーマ"（原曲：さとう宗幸の「青葉城恋唄」）が、2018年には「初回先頭打者テーマ」が歌われていた。2019年からは「ウイニングイーグル」を初回攻撃開始時のテーマとして使用している。
- 選手別応援歌は基本的に私設応援団「全国荒鷲連合会（北海道荒鷲会・東北荒鷲会・関東荒鷲会・関西荒鷲会・九州荒鷲会）」（以下「全鷲連」）で作った個別応援歌を使用しているが、個別応援歌が作られていない選手も少なくなく、その選手には共通の汎用テーマを使用している。汎用テーマは4種類（30歳未満選手用、30歳以上選手用、外国人選手用、投手用）用意されていた。
- 得点のチャンス時に歌われる"チャンステーマ"は仙台市内にある遊園地「八木山ベニーランド」のテーマ曲が使われている。このテーマは元々、地元の仙台二高の野球応援のチャンステーマとして使われていた。その後、"チャンステーマ2"（原曲：山形のローカルヒーロー「大鍋宣隊イモニレンジャー」のテーマ）と称する新しいチャンステーマも用意され、先のチャンステーマと並行して使用されていた。この他、九州地区、北海道地区、関東地区、関西地区、ならびに東北地区専用のチャンステーマも存在したが、2019年の応援歌再編に伴いチャンステーマは全国共通となった。
- 7回の攻撃開始前には球団歌「羽ばたけ楽天イーグルス」の演奏終了に合わせ赤のジェット風船を飛ばしている。また、楽天が勝利した際は白い風船を飛ばしている（「白星」の意味）。
- ホームゲームでの勝利時、監督・コーチ・選手一同がグラウンドに整列し挨拶を行っているが、その挨拶終了後、引き続き選手数名が外野スタンド前に走り、スタンドのファンと一緒に「万歳三唱」を行っている（どの選手が参加するかは日によって異なる）。また、万歳三唱の直後にバックスクリーン後方から花火を打ち上げる。

## スポンサー
- ヘルメット
  - 楽天証券（2005年始め - 同年途中）
  - 国内信販・楽天KC（2005年途中 - 2010年）
  - フクダ電子（2011年 - ）
- キャップ
  - ®POINT（2016年 - 2018年途中）
  - 楽天ペイメント（2018年途中 - ）
- 左袖
  - 楽天カード（2006年）
  - トランスコスモス（2007年）
  - アイリスオーヤマ（2008年）
  - やまや（2023年 - ）
  - 2005年の初年度の袖の部分は右に楽天市場、左に楽天トラベルのロゴを挿入したが、野球協約違反（ユニフォームに複数企業のロゴを入れてはいけない）の可能性があるため、楽天ICHIBAのロゴの「ICHIBA」の部分を抜く形で両者を並存させた。ただし、現在は野球協約が改正されたため、ユニフォームに企業のロゴを2箇所まで入れることが可能になっている。
- パンツ
  - MJQウェディング（2006 - 2007年）
  - エイブル（2008 - 2009年）
  - 楽天Edy（旧：ビットワレット）（表記：Edy〈2010 - 2011年〉→楽天Edy〈2012年〉）
  - 楽天Kobo（2013年 - 2014年）
  - 楽天生命保険（表記：楽天生命〈2015年〉→®LIFE〈2016年〉→®Rakuten 楽天生命〈2017年〉→®楽天生命〈2018年〉→Rakuten 楽天生命〈2019年 - 2020年〉）
  - フジ・コーポレーション（2021年 - ）
- 左胸
  - アイリスオーヤマ[注釈 22]（2009年 - ）
- ベンチシート、応援用ビッグユニフォームなど
  - 北電子（2007 - 2008年）
- オフィシャルトップスポンサー
  - アイリスオーヤマ
  - アサヒビール仙台支店
  - セブン-イレブンジャパン
  - フクダ電子
  - フジ・コーポレーション
  - ヨドバシカメラマルチメディア仙台
  - 楽天グループ
- オフィシャルプラチナスポンサー
  - 日本郵政グループ
  - 日本たばこ産業
- その他は オフィシャルスポンサー を参照
- その他
  - 宮城球場におけるイーグルス主管試合（一部を除く）において、スポンサー協賛デー の試合を設けている。球団のオフィシャルスポンサー・サプライヤーとなっている企業・団体が特設ブースを設けるほか、観戦者に対して協賛企業・団体のグッズプレゼントが行われる。また試合によってはトークショーなどもある。

## 試合中継放送
楽天では初代球団オーナー・三木谷の方針により収益を安定させるため、基本的に中継映像の制作部分までに関する権利を球団側で留保していた。2008年からは制作著作の権利までを球団側が所持。
従来型の放送局での中継には一定の制約がある。この手法は、北海道に移転した日本ハムの例に倣ったものとされる。

### インターネットテレビ

#### 利用可能なサービス（2024年現在）
- パ・リーグTV（前身となるヤフー動画への導入は2007年から）
- Rakuten TV（旧楽天SHOWTIME・2014年から）
  - マルチデバイス対応の動画配信サービス。公式戦ホームゲーム全試合中継。かつては楽天会員でなくても無料視聴可能だった。現在は「Rakuten パ・リーグSpecial」として有料配信している。
- DAZN
- ベースボールLIVE
  - ソフトバンクが提供するサービス。
- At Eagles
  - AndroidとiOSスマートフォンアプリ。ホームゲームのライブ中継（現在はファーム戦のみ）、コミュニティFM局「Rakuten.FM TOHOKU」のネット配信、球団の最新情報等のコンテンツを配信。

#### 過去のサービス
- 楽天イーグルスTV（2006 - 2007年）
  - 宮城球場で行われるホームゲーム全69試合を動画生中継した。2005年は人数限定の有料放送。
- ニコニコ動画（2009 - 2017年）
  - 2009年8月11日に「楽天イーグルスチャンネル」を開設。プロ野球シーズン中は主催試合のハイライト・試合後の監督の会見・勝利試合のヒーローインタビュー、オフシーズンには新入団選手の会見・キャンプのハイライトなどの動画を無料で随時公開している。
  - プロ野球シーズン中には、上記の動画の公開に加えて、ニコニコ生放送内の特設ページで主催試合の放送権を有するCS放送局制作の公式戦中継映像・実況のインターネット向け同時配信を実施（日本国内限定・クライマックスシリーズへ進出した場合には宮城球場での開催試合も対象に追加）。2009年には、クライマックスシリーズを含めたホーム・ビジター18試合で、sky・A sports+制作の中継を同時に配信した。CSにおける主催試合の放送権がJ SPORTS（2012年・2015年 - ）→　日テレプラス（2013年-2014年）へ移行しても同時配信を継続。2013年には、（クリネックススタジアム宮城以外の開催分を含む）主催公式戦全72試合に加えて、クライマックスシリーズ・ファイナルステージ全試合の中継も配信した。
  - ニコニコ生放送では月額制の「プレミアム会員」を優先する視聴基準を設けているため、無料の「一般会員」として前述の中継を視聴する場合には、配信中でも視聴ユーザーの総数が収容人数を超えた時点で自動的に視聴できなくなる（いわゆる「生放送からの追い出し」）。さらに、「入場」（配信用ページへのアクセス開始）時間の早い順に会員の視聴権を割り当てているため、入場時間や当該ページへのアクセス状況によっては中継を視聴できないこともある。
- スポナビライブ
  - ソフトバンクとヤフーが運営していたインターネット配信のスポーツ中継見放題サービス。2018年5月をもってサービス終了。

### インターネットラジオ
- 楽天イーグルスラジオ「EAGLESTATION」
  - 2013年9月13日のオリックス戦以降の主催試合（宮城球場開催分）では、Jストリームのライブ配信インフラを活用しながら、「楽天イーグルス実況中継」（球団の自主制作による同球場での主催試合実況中継）をTuneIn Radioで試験的に実施。10月2日にTuneIn Radio内へ「EAGLESTATION」を開設したことを機に、日本で初めて、プロスポーツ球団の自主制作による公式戦の実況中継を本格的に開始した[204]。
  - 中継音源の聴取は無料で、スポンサーを付けていないため、イニングの間にはCMを挿入しない。ただし、配信時間は試合開始の直前から終了（楽天が勝利した場合にはヒーローインタビュー）直後までに限定。それ以外の時間帯には「SIGN OFF」扱いで配信を完全に休止するため、ダイジェストを含めて、過去の中継音源をオンデマンド形式で聴取することも不可能である。
  - 2013年の中継では、解説者を配置せず、球団のイベント関係者（中継上の名義は「しゃべれる裏方“いしち”」）が実況と進行を兼務。「EAGLESTATION」の運用開始後は、10月3日のロッテ戦を皮切りに、主催公式戦6試合とクライマックスシリーズ・ファイナルステージの全試合（いずれも同球場開催分）を中継した。公式戦期間中は宮城球場の内野スタンド上段に実況ブースを設けていたが、クライマックスシリーズではグラウンド付近の一塁側内野席へ中継機材を移動。中継日によっては、球団関係者やゴールデンエンジェルスのメンバー（当日の総合MC担当）などをゲストに招くこともあった。
  - 2014年には、公式戦初の主催試合（4月1日のオリックス戦）を皮切りに、コボスタ宮城で主催する公式戦全67試合を中継。前年から続く日本語版に「英語チャンネル（English Channel）」を加えたうえで、日英2か国語による同時配信を実施した。また、日本語版の中継では、実況と進行を兼務するMCが日替わりで出演。前年担当の「いしち」に加えて、平方恭子（スカイ・Aでの東北楽天主催試合中継初代リポーター）、地元・仙台を拠点に活動するお笑い集団ティーライズのメンバーなどがMCを務めた[205]。また、ビジターゲームの一部試合の中継を開始。
  - 2015年には、インターネットラジオ配信プラットフォーム「Rakuten.FM」でも配信を開始。
  - 2015年8月8日をもって、「EAGLESTATION」としては終了。日本語版は翌日より、コミュニティFM局「Rakuten.FM TOHOKU」のサイマル放送のネットラジオとしてリニューアルし、試合中継は「EAGLE BASEBALL GAME SHOW」として一番組扱いで継続している。英語チャンネルは、「Rakuten.FM TOHOKU（English）」に改称し引き続き試合中継のみのネットラジオ単独放送として継続。

### 従来型放送
地上波テレビ：NHK・在仙民放各局がホームゲームを放送。
- 『NHKプロ野球』：NHK仙台放送局
  - 地上波デジタル放送に関しては、サブチャンネルにて試合終了まで放送。宮城県内または東北地方全域で放送。ただし、楽天球団制作映像優先の方針により、自局での映像制作には一定の制限があり、中継権を持たない試合の資料映像については、原則として楽天野球団制作からの配信を受ける。楽天Koboスタジアム宮城の左翼場外で「スマイルグリコパーク」（試合を観戦できる観覧車などを設置した遊園地）の営業を開始した2016年以降の全国向け中継（主に日曜日のデーゲーム中継）では、観覧車のゴンドラの窓からホーム方向を写した映像の生中継や、スタンドリポート専任のアナウンサーによるパーク・スタンド内からのリポートを随時挿入している。
  - 2009年のクライマックスシリーズ第1ステージ第1戦を放送（BS1でも放送されたが、実況・解説者は異なる）。番組編成は以下の通り

18:00 - 東北地方のデジタル総合2で放送（試合終了まで放送）
18:05 - BS1が飛び乗り（同上）
18:10 - NHK仙台放送局が飛び乗り（ - 18:30で一旦飛び降り〈『てれまさむね』・『NHKニュース7』放送のため 19:30に飛び乗り〉）
19:30 - 仙台局以外の東北地方のNHKが飛び乗り（ - 20:55で飛び降り〈ローカルニュース・『ニュースウオッチ9』放送のため〉）
- 『直球勝負!イーグルスLIVE』 ：tbcテレビ（東北放送）
  - 在仙のなかでは一番放送の数が多く創設当初は日曜のデーゲーム、現在は水曜のナイトゲームが中心。毎年1試合以上は巨人戦を差し替えて放送している、解説は2005年が対戦相手地域やJNN所属の相手OB解説者が、2006年は衣笠祥雄・川口和久・盛田幸妃・仙台出身の佐々木主浩が担当。2007年はラジオ解説が主の佐々木信行・秦真司が行い、2008年は駒田徳広・松本匡史も加わり2009年からは高橋雅裕が2010年は杉山賢人が新加入（衣笠、川口、盛田、佐々木（主）、駒田、秦は現在TBCで担当していない）。アナウンサー陣は佐藤修（2011年度よりスポーツ部所属）・松尾武・守屋周・飯野雅人。2010年からは木曜日にローカル枠が出現したおかげでゴールデンタイムの中継が増え過去最多の11試合を中継。過去には実況で三橋泰介（フリー）・大井健郎（現・報道記者）、リポーターで猪井操子（フリー）・根本宣彦・山本義幸も担当した。

全国ネット並びにポストシーズン製作実績
- 2005年5月の交流試合・巨人戦2試合（TBS製作、TBCアナウンサーは楽天ベンチリポーターのみ）
- 2009年のクライマックスパ第1ステージ第2戦（自社製作、RKBにもネットされた）
- 2011年4月のKスタ開幕・オリックス戦（TBCは宮城ローカル、全国中継は横浜×巨人との二元中継でTBSのスタッフで放送された）

TBC製作分…解説：杉山賢人 実況：松尾武 ベンチリポーター：飯野雅人 スタンドリポーター：高以亜希子
TBS製作分…解説：佐々木主浩 ゲスト：松山英樹 実況：林正浩 ベンチリポーター：伊藤隆佑
- 『BASEBALL LIVE!（西暦）』 ： 仙台放送
  - 土曜デーゲームが多いが2005年・2006年・2009年は巨人戦を差し替えていた。解説は斉藤明雄・高木豊・達川光男・田尾安志・江本孟紀のフジテレビ系列解説者が担当。2010年のオリックス戦では2009年まで楽天打撃コーチを担当した池山隆寛がベンチサイド解説を務めた。実況アナの変貌が目まぐるしく2005年は下田恒幸（現フリー）が3試合、佐藤拓雄が1試合実況を務め、2006年は浅見博幸が2試合を実況。金澤聡がリポーターを務めた後2007年から実況、板垣龍佑（現テレビ東京）がリポーターを務めた後2009年からは広瀬修一が担当。2006年の実況を務めた浅見がインタビュアーとして同局中継3年ぶりの登場を果たした（中継終了後にインタビューが行われた）。在仙局の中では中継が一番少ないが、ビジターゲームを中心に中継。アナウンサー（主に金澤）をベンチリポーターとして派遣している。2007年からは毎年1試合のみの中継となっていたが2011年は4月と5月さらには7月に1試合ずつ中継された。

ポストシーズンの放送実績
- 2009年のクライマックスパ第2ステージ、VS北海道日本ハムファイターズ・第3戦（北海道文化放送製作）

- 『DRAMATIC BASEBALL』：ミヤギテレビ
  - レギュラーシーズンは週末デーゲームのみ未だに差し替え中継の実施はない。解説者は2005年が日本テレビの中畑清・水野雄仁が担当、2006年から2008年までは楽天OB初のミヤギテレビ専属解説者となった川尻哲郎と日本テレビの池谷公二郎。2009年4月の西武戦と9月の日本ハム戦を阿波野秀幸が務め10月のクライマックスシリーズを若菜嘉晴が務めた2010年は初代打撃コーチの駒田徳広と笘篠賢治（苫篠は引き続き現在まで解説継続中）、2011年は佐野慈紀・西崎幸広が担当。実況は伊藤拓とリポーターを担当している外賀幸一が2009年7月のオリックス戦を実況する予定（解説は前述の若菜）だったが試合開始直前に中止となり幻となったが2010年7月の日本ハム戦で野球実況デビューを果たした。さらには2010年4月の中継では加藤智也がリポーターを担当。伊藤・外賀・加藤の先輩・上司にあたる三雲茂晴も裏方（制作）として中継に参加している。2009年4月3日に札幌ドームで行われた日本ハム戦の中継を系列のSTVが行ったものの同局は巨人戦を優先し、4年間続いていた開幕中継をストップさせた。

ポストシーズンでの放送実績
- 2009年のクライマックスパ第2ステージ・第1戦、第2戦（札幌テレビ製作の映像＋仙台のスタジオで伊藤が実況）

音声差し替え中継
- 2008年3月のソフトバンク戦（福岡放送及び福岡ソフトバンクホークス製作映像&仙台のスタジオ 解説：川尻哲郎、実況：伊藤拓）
- 2018年6月10日の対広島戦（広島テレビ制作）では広島テレビがアルパークの冠スポンサー番組だったこともあり、現地乗り込みによる独自実況を実施（広島テレビ・J SPORTS＝解説：池谷公二郎、野村謙二郎、実況：森拓磨、リポート：宮脇靖知。ミヤギテレビ＝解説：笘篠賢治、実況：外賀幸一）。

その他
- 2005年5月の阪神戦（ホーム開催であったが系列の読売テレビ主導で製作、MMTは制作協力団体として伊藤を「派遣」する形で中継を行った）
  - 解説：川藤幸三、実況：小澤昭博、リポーター：伊藤拓・尾山憲一、他球場情報：山本純也
  - ※2011年以降もも阪神戦を中継することがあるが、MMTと読売テレビは別スタッフで中継している。特に読売テレビは中継車を派遣して映像も別製作することがある。
  - 楽天主催の対広島戦では、ミヤギテレビでの放送時は広島テレビとの相互ネットでの放送だが（2022年は広島テレビでは編成・制作上の都合で放送を見送り）、宮城県側が東北放送やNHK総合テレビでの放送時にも、ミヤギテレビの制作協力（クレジット表記あり）と球団制作映像の利用で独自の実況による放送をすることがある。
- 『KHB SUPER BASEBALL』 ： 東日本放送
  - 夏の高校野球県大会中継をしていることもあり実況アナは豊富で、一時期は中継数も仙台放送やミヤギテレビよりも多かった、土曜デーゲーム中心だが2005年・2006年・2010年は巨人戦を、2011年はゴールデンタイムの編成を差し替えた。ホームでの巨人戦中継では2008年（詳細後述）を除きテレビ朝日製作のため協力（2011年現在も続いている）にまわり同局のアナウンサーは楽天リポーターとして登場する（2009年まで）。解説はほとんどの試合、東北福祉大OBの大塚光二が務めている（巨人戦の場合はグランド解説にまわる）が2008年は元ABCプロ野球解説者の村上隆行が、2010年からはデニー友利が新加入した。2008年まではファン代表としてローカルタレントの本間秋彦がゲスト出演。（本間が諸事情で来られない場合もゲストを配し、野崎靖博や戸叶尚も中継に加わったこともある）。実況は熊谷博之・岩崎心平・松本龍が担当。Jリーグ・ベガルタ戦中継がメインの加川潤も2005年1試合を担当した。リポーターは各実況アナに加え2007年のみ吉岡伸悟も担当、2008年までは相手チームにもリポーターを配し系列局のアナウンサーが担当していた。2007年はCS放送sky・A sports+中継の実況も担当。2008年は6月の交流試合・巨人戦を自社製作で行う予定だったが当日、朝に起きた岩手・宮城内陸地震の影響で中止。中継を行った4試合全てが4時間超になり終了まで中継ができない現象が続いた、2011年は在仙局では史上初となるKスタ以外でのホームゲーム中継を甲子園で実施、系列ABCの協力を全面に受け阪神戦同様の放送ブースで中継を行った。2006年から3年続けて開幕戦のネット受けを行いすべての試合で熊谷がベンチリポーターで派遣されている。

全国ネット並びにポストシーズン製作実績
- 2005年と2006年5月の交流試合・巨人戦1試合ずつ（テレビ朝日製作、熊谷が楽天リポーターで出演）
- 2009年のクライマックスパ第2ステージ第4戦（現地乗り込み、北海道テレビ製作の映像＋熊谷の楽天応援実況）
- 2011年のオールスターゲーム第3戦（KHBアナウンサーの出演はなし）

音声差し替え中継
- 2010年6月の阪神戦（ABC製作映像+仙台のスタジオ 解説：大塚光二 実況：岩崎心平 リポート：松本龍）
- 2011年6月の阪神戦（2010年同様の対応 解説：大塚光二 実況：松本龍）

宮城県以外（東北や他チーム本拠地等）へのネット
宮城県以外の東北5県の民放では、在仙局制作の中継番組が年に数回ネットされる程度であり、とくに青森・秋田両県は少ない。
2005年シーズンのデーゲーム中継は隣県（特に2軍本拠の山形県や福島県、岩手県）、ソフトバンク戦においてはTBC製作をRKBで仙台放送製作をテレビ西日本で日本ハム戦においてはミヤギテレビ製作がSTVで放送されたこともある。
2010年以降のTBC木曜ナイターは全試合ではないものの青森、秋田を除く3県にもネットされた試合がある。
- 在仙局以外では、東京地区のTOKYO MXが2011年に「「がんばろう東北」東北楽天ゴールデンイーグルス野球中継」のタイトルで、4月30日と5月1日の対オリックス戦、および5月7日の対西武戦を中継（映像は球団制作のものを使用）。2013年10月21日のクライマックスファイナルシリーズ第4戦をテレビ東京（TXN）系列6局（テレビ東京植草朋樹アナウンサーが出張実況。野村克也、緒方耕一らが解説）[206] が中継。

BS
- 2008年6月、交流戦2試合をBS朝日で放送。（当初は1日の広島戦を球団製作=スカイ・エーと同時、14日の巨人戦は東日本放送制作で宮城県向けローカル中継との同時放送を予定していたが、巨人戦中継予定当日が岩手・宮城内陸地震のため開催中止となり、予備日の16日の試合はKHBの放送枠の都合が付かなかったためこの試合も球団製作のものに変更された）
- 同8月から日本BS放送（BS11）にて「BS11プロ野球・全国生中継」として中継に本格参入。同年度は終盤10試合を放送した。sky・A sports+と同様の球団制作中継。2009年からはタイトルを「プロ野球まるごと中継 熱闘!BS11ナイター」として20試合程度を放送した。
- 2010年はタイトルを「熱闘!! 楽天戦 フル中継」と改題、中継数も30試合に増加。Kスタ宮城以外にも東京ドーム、岩手県営野球場、秋田こまちスタジアム、開成山野球場で行われる試合も放送されるようになった。2011年よりタイトルを「断然 パ・リーグ主義!!」と改題（QVCマリンフィールドのロッテ戦も中継されるため）。2012年は放送なし。
- 2011年からはBS11に加え、TwellVでも「TwellV プロ野球中継」で放送（BS11は2011年度をもって終了）。2011年度は楽天主催試合を4試合中継。2012年度は楽天主催試合15試合を中継された。

CS、ケーブルテレビ
2008年度からは球団側が制作著作の権利を持ちマルチに映像制作している。
- 日テレプラス（「日テレプラス プロ野球中継 楽天イーグルス HEAT! LIVE」 2013年 - 2014年）[207]
- J SPORTS（「J SPORTS STADIUM・野球好き」2012年、2015年 - ）[注釈 23][208]
- sky・A sports+（『スカイ・Aスタジアム LIVE RAKUTENわしづかみ』 2011年まで）
- GAORA（アクティブ!ベースボール）

AMラジオ
- 東北放送（県域放送）：「TBCパワフルベースボール」[注釈 24]
※「プロ野球三都物語」は開幕前に1年に1度放送。
- 『NHKプロ野球』 ： NHK仙台放送局（東北地域向け）：『NHKプロ野球』の枠での放送と、「先読み!夕方ニュース」など通常の番組を休止しての放送がある（7時のニュースは放送される）。

コミュニティFM
- Rakuten.FM TOHOKU（宮城野区）：「EAGLES BASEBALL GAME SHOW」（2015年8月より） 日本で初めて、プロスポーツ球団の自主運営によるコミュニティFM局として開局[209] し、楽天全試合の中継を実施。解説者は楽天ベースボールスクールのジュニアコーチが日替わりで担当。ビジターゲームや地方開催のホームゲームの中継はオフチューブ形式で行われる[注釈 25]。
※2006年まではFMじょんぱ（宮城野区、廃局）が「スタジアムFM」を展開していた。2007年からの一時期はFMいずみ（泉区）が「イーグルスライブラジオ」を展開していた。
2022年は6月21日の秋田県・22日の岩手県開催分を、JFN系列局のエフエム秋田・エフエム岩手にネットする措置が取られた。

FM放送
- NHK仙台放送局（東北地方全域） : 開幕戦のみ放送。NHKラジオ第1放送が高校野球優先のうえ、実施期間のために放送ができず、FM放送を行っている。2005年 - 2007年の3年間はいずれも東北ブロックでの放送。2006年は対戦カードが日本ハムだったため、北海道でも放送された。

#### 備考
- 2013年11月24日に仙台市内で実施された優勝パレード（参照）では、上記の地元地上波民放4局とNHK仙台放送局が、以下の分担によって共同で生中継を実施した[210]。
  - 東日本放送：スタート地点周辺の撮影・取材（キー局・テレビ朝日制作の全国ネット番組『報道ステーション SUNDAY』内での全国向け生中継に協力）
  - ミヤギテレビ：隊列の中の撮影（宮城ローカルで自社制作の特別番組を放送）
  - 東北放送：選手や関係者が乗り込んだバスへの同行撮影・取材（宮城ローカルで自社制作の特別番組を放送）
  - NHK仙台放送局：ヘリコプターによるパレードの空撮
  - 仙台放送：上記の各局が撮影した映像の編集・管理（宮城ローカルで自社制作の特別番組を放送）

### 応援番組
- CHALLENGE 燃えよ!EAGLES → 燃えよ!EAGLES（東日本放送制作、秋田朝日放送でも同時ネット、2005年3月 - ）
- NEXT!犬鷲魂 ～We Love 楽天イーグルス～（J:COMチャンネル仙台）

## らくてんみやぎのエフエム
2015年8月9日に開局したコミュニティFM放送局。愛称は「Rakuten.FM TOHOKU」（ラクテンドットエフエムトウホク）。
プロスポーツチームが直営する日本初のコミュニティ放送局となる。放送区域は宮城野区の西部、楽天モバイルパーク宮城を中心とした区域で、区内のカバー世帯数は30.06%である。
宮城野区には1999年から2007年まで、仙台市民放送（FMじょんぱ）がコミュニティFM放送を行っており、同一区内の局としては8年ぶりの復活という形となる。また同一市区内でコミュニティFM廃局後、新たに開局があったケースは、これまで廃局の周波数が割り当てられていたが、Rakuten.FM TOHOKUはFMじょんぱ（78.8 MHz）から周波数が変更されており 全国初のケースとなっている。

### 放送内容
番組は毎日午前1:00を基点とした1日24時間放送。イーグルスのプロ野球中継やチーム情報をはじめ、宮城野区の地域情報、観光番組、音楽番組で構成する。ほとんどの番組が自社制作であるが、fmいずみ（せんだい泉FM）制作の『せんだいラジオ通信』（仙台市広報番組）と『サンドウィッチマンのラジオやらせろ!』はネット受けしている。
インターネット放送はRakuten.FM TOHOKU公式サイト、スマートフォンアプリ「At Eagles」、TuneIn Radioにて配信されている。（かつては、楽天が運営するインターネットラジオプラットフォーム「Rakuten.FM（楽天エフエム）」ても配信していた。）

## わしほーだい
Rakuten.FMで放送される楽天主管試合中継の音源や、二軍関連の動画などのデジタルコンテンツをサブスクリプション方式で配信しているサービスで、2021年3月1日から運用を開始。サービス名の「わしほーだい」には（チームのマスコットキャラクターのモチーフである）「鷲」と（サブスクリプションサービスの特徴である）「定額で見放題」を重ねていて、マルチアングル動画の配信サービスや、球団関係者の独占取材による所属選手へのインタビュー記事・動画など、独自のコンテンツも盛り込まれている。2023年1月31日をもってサービスを終了。

## 東北地方における野球の普及・促進活動

### 楽天イーグルスアカデミー
小・中学生向けの「ベースボールスクール」と、幼児から社会人までが対象の「チアダンススクール」を、球団本拠地の仙台市を中心に東北地方の主要都市で運営。「ベースボールスクール」では元・プロ野球選手（主にゴールデンイーグルスの選手・コーチ経験者や東北地方の出身者）、「チアダンススクール」では「東北ゴールデンエンジェルス」からトップチームの現役メンバーやOGの一部が指導に当たっている。
「ベースボールスクール」では楽天生命パーク宮城の室内練習場と仙台市立宮城野中学校、「チアダンススクール」ではNAViS仙台ビル（仙台市宮城野区）の1階を「仙台本校」として使用。両スクールとも、仙台市内の他のエリアや、宮城県以外の東北地方（「ベースボールスクール」は全5県・「チアダンススクール」は青森を除く4県）に（提携施設を含む）「サテライト校」を設けている。
「ベースボールスクール」の専属コーチは楽天野球団の職員（2022年の時点ではマーケティング本部内の野球振興部員）で、球団（Rakuten.FMなど）や在仙民放局が制作する主管試合中継での解説者を兼務することが多い。「ベースボールスクール」とトップチーム（ゴールデンイーグルスやモンキーズ）の人材交流も盛んで、ゴールデンイーグルスOBの専属コーチがトップチームの指導者として「現場」に復帰する事例や、トップチームのコーチがチーム体制の一新などを機に「ベースボールスクール」での指導に専念する事例も相次いでいる。
モーニング娘。第10期メンバーの石田亜佑美（仙台市出身）は小学3年時から3年間、乃木坂46第3期生の久保史緒里（宮城県出身）は小学3年時から6年間にわたって「チアダンススクール」に在籍。在籍中に「東北ゴールデンエンジェルスJr.チアリーダーズ」の一員として活動していたほか、上記グループでの芸能界デビュー後も、球団主催のイベント（主管試合ので始球式など）や応援企画へ随時参加している（当該項で詳述）。

#### 「東北楽天リトルシニア」と「楽天ジュニア」
楽天野球団の下部組織として「ベースボールスクール」内に設けられている「東北楽天リトルシニア」（一般財団法人日本リトルシニア中学硬式野球協会に加盟する中学年代のチーム）と「東北楽天ゴールデンイーグルスジュニア」（NPB12球団ジュニアトーナメントへの参加を目的に結成された小学5・6年生の選抜チームで通称は「楽天ジュニア」）は、東北地方における中学・高校野球のレベルアップに大きく寄与している。
楽天野球団に下部組織が設けられたきっかけは、水戸ホーリーホック（Jリーグに加盟するサッカークラブ）のスタッフを経て2007年から球団の営業部門に勤務していた相田健太郎（山形県出身）が、2013年に「スクール部」（前述したスクールを運営する部署）の部長へ異動したことにある。相田は山形県で出生した後に、実父の仕事の関係で、幼少期（4 - 9歳および中学生時代）にサッカーの盛んなアルゼンチンで家族と共に生活していた。このようなアルゼンチンやホーリーホックでの経験から、「（トップチームがプロリーグに参加している）サッカークラブのような下部組織が、プロ野球のチーム（NPBの球団）に存在しないのはなぜか」というかねてからの疑問が高じて、楽天野球団への入団以来在籍していた営業部門からスクール部への異動を志願。その一方で、異動が実現した当初は、小学生向けのチームを「下部組織」として創設することを構想していた。相田によれば、「プロ野球の球団にクラブチームのような下部組織が新たにできれば、（トップチームで）引退した選手のセカンドキャリアの場が増える。そのような元・選手にクラブチームの指導を任せれば、スクールでは難しいこと（勝負・選手の起用・チーム運営など）を経験できるはずなので、やがては球団の財産になるだろう」との私見に沿った構想で、「関係者の善意で成り立つ一方で、前時代的な指導体制が残っている小中学校世代の野球チーム（の体質）を変えたい」との想いもあったという。もっとも実際には、小学生向けチームの創設でさまざまな障壁に直面したため、中学生向けの硬式野球チームとして「東北楽天リトルシニア」を創設する方針への変更を余儀なくされた。
「東北楽天リトルシニア」は、2014年12月の設立を経て、2015年度から活動を本格化。NPBの球団が初めて下部組織として設立したチームで、ゴールデンイーグルス黎明期のコーチだった広橋公寿（当時のエースだった岩隈の義父）を初代の総監督、仙台育英高校硬式野球部OB（2005年まで外野手として大阪近鉄→巨人に在籍していた元プロ野球選手）の中濱裕之を初代の監督に据えていた。このような事情から、「選手の一極集中を防ぐ」というリトルシニア中学硬式野球協会からの要請で、1学年当たりの所属選手総数に上限（2014年度のみ20名→2015年度以降は10名）を設けている。それでも少年野球からレベルの高い選手が集まったため、東北地方から協会に加盟する他のチームが「東北楽天シニアを倒す」という新たな目標の下で切磋琢磨を重ねるうちに、東北全域における中学野球の底上げにつながったという。
「東北楽天リトルシニア」には、教員免許を保有する古川翔輝（群馬ダイヤモンドペガサスの元・捕手）が、NPB球団でのプレーや指導の経験がないにもかかわらず創設の当初から在籍している。古川は体育の教員を志しながら群馬大学の準硬式野球部で活動していたが、同期生の神田直輝が巨人への入団テストを経て育成選手として契約したことがきっかけで、神田に続くべく卒業後に群馬へ入団。入団2年目にボールが目に当たった影響で現役生活を断念してからも、球団主催のセレモニーを取り仕切っていた。相田は、あるセレモニーに緊張しながら参加していた幼稚園児に対する古川の接し方に感銘を受けたあげく、古川を「放課後クラブ」（前述したスクールに当時設けられていた小学校低学年向けのスポーツクラス）のコーチに登用。相田の勧めで「ベースボールスクール」と「東北楽天リトルシニア」のコーチを兼ねるようになってからも、選手に対する指導への評判は高く、2021年からは「東北楽天リトルシニア」の監督を任されている。その一方で、初代監督の中濱は、退任後の2021年に仙台市内で「ドリームベースボール」（個別指導型の野球スクール）を独自に立ち上げた。
もっとも、「楽天ジュニア」の出身者が「東北楽天シニア」にも所属するとは限らず、出身者の一部は中学校への進学を機に（ボーイズリーグなどを含む）「東北楽天シニア」以外のチームでプレー。その一つである「青森山田シニア」（青森山田中学校の硬式野球チーム）は、リトルシニア日本選手権の全国大会で、2021年の初優勝から2連覇を果たしている。
北地方で「男子硬式野球界の強豪」とされている私立高校（楽天生命パーク宮城に近い仙台育英学園高等学校や福島県の聖光学院高等学校など）の野球部には、2010年代の後半から「東北楽天リトルシニア」や「楽天ジュニア」の出身者が続々と在籍。仙台育英高校が2022年の第104回全国高等学校野球選手権大会（第104回選手権本大会）で東北地方の高校としては初めて（春の選抜高等学校野球大会を含めて）甲子園大会での優勝を須江航監督の下で成し遂げた際には、「ベースボールスクール」「東北楽天シニア」「楽天ジュニア」のいずれかに所属した経験を持つ部員から6名が本大会のベンチ入りメンバーに入っていて、全員が下関国際高等学校（山口代表）との決勝（8月22日）に出場。そのうち5名（3年生3名・2年生2名）がスタメンに名を連ねたほか、残りの1名（2年生投手）が試合を締めくくっていた。須江も、この試合でチームの初優勝が決まった直後に受けた取材で、楽天野球団に向けて感謝の意を表明。ゴールデンイーグルスが2013年に日本シリーズを制覇したことについては「スポーツの醍醐味を感じさせる優勝で、（東北で）喜んでいない人はいなかった」、楽天野球団が「ベースボールスクール」や野球教室を開講していることについては「（野球界の）裾野を広げてくれたばかりか、子供たちの夢や希望にもなっている」と語っている。さらに、第104回選手権の本大会には、「東北楽天リトルシニア」出身の山浅龍之介捕手も聖光学院高校から出場。山浅は、大会後のNPBドラフト会議4巡目での指名を経て中日へ入団したことによって、「東北楽天リトルシニア」の出身者としては初めてのプロ野球選手になった。
仙台育英高校による第104回選手権本大会の優勝から1年後（2023年8月）には、『104度目の正直　甲子園優勝旗はいかにして白河の関を越えたか』というスポーツ・ノンフィクション（ISBN 978-4-04-113376-7）が角川書店から刊行された。著者の田澤健一郎（高校野球の経験者で山形県出身のフリーライター）は、相田を初めとする当事者・関係者への取材を基に、楽天野球団の下部組織が東北地方の学童・学生野球界にもたらした影響とその背景を第五章（「楽天イーグルスの誕生」）で詳しく紹介している。ただし、相田は2017年に楽天野球団からヴィッセル神戸へ出向したことを機に、Jリーグクラブの運営へ再び従事。ヴィッセルで強化部長などを務めた後に、モンテディオ山形の代表取締役社長に就いている。

### クラーク記念国際高校女子硬式野球部の運営に関する業務提携
クラーク記念国際高等学校と楽天野球団は、同校の仙台キャンパス（スポーツコース）に女子硬式野球部を設立することに関して、2017年6月29日付で業務提携を締結。東北地方の高校では初めての設立 で、全国大会で優勝することを目標に、2018年4月から活動を本格的に始めている。
実際には、「ベースボールスクール」での指導経験を持つゴールデンイーグルスの元・選手（山崎隆広や森山周）が、女子硬式野球部の監督を代々務めている。球団からはトップクラスの指導者も同部に派遣しているほか、「高校生に対するキャリア教育」の一環で、球団スタッフが仙台キャンパスでの授業にも参画。さらに、上記の提携に沿って、球団の施設（楽天生命パーク宮城内の戦略室など）を硬式野球の指導に活用できるようになっている。
日本国内の高校がNPB球団との提携によって女子の硬式野球部を設立した事例は、2017年のクラーク記念国際高校が初めて。（NPBを含む）男子プロ野球球団の関係者（選手経験者）が女子高生に対して硬式野球を直々に指導しているチームも、2021年度の時点では同校の仙台キャンパスだけで、この時点（設立4年目）までに全国大会で2度にわたって準優勝を経験している。
さらに、東北地方では他の私立高校（男子の硬式野球部が「強豪」や「古豪」として知られる岩手県の花巻東高等学校や福島県の学法石川高等学校など）でも女子硬式野球部の設立が相次いでいて、2022年4月にはクラーク記念国際高校を含む7つの高校が「東北女子硬式野球連盟」を発足。社会人や中学生のクラブチームの加盟も視野に入れながらの発足で、クラーク記念国際高校女子硬式野球部長の渡辺崇が初代の連盟会長と事務局長を兼務している。

### 地方球場の命名権取得
2007年9月からは、「フィールドサポートプログラム」という制度を通じて、東北地方で「野球競技を実施できる野球場」の命名権を徐々に取得。命名権を取得した球場には、球場を保有する地方自治体などと協議したうえで「楽天イーグルス○○球場」「イーグルス○○球場」という名称を使用している。二軍の本拠地である利府町中央公園野球場を例に取れば、本拠地を山形県野球場と併用していた2009年から「楽天イーグルス利府球場」という愛称が付けられている。ただし、「地域と球団間における野球普及・促進に向けた協力活動の一環」 と位置付けているため、チームの名称やロゴの使用に伴うロイヤリティーは発生しない。
命名権を取得した球場では、「イーグルス野球塾」｛「ベースボールスクール」から派遣されたコーチが指導する少年少女向けの野球教室）を、1年に少なくとも1回開催。硬式球を使用できる球場では、二軍（イースタン・リーグ）の公式戦を定期的に開催している。

### 「がんばろう東北」
地震による甚大な被害を受けた東北地方の人々を励ますべく、1995年の阪神・淡路大震災時のオリックス・ブルーウェーブが用いた「がんばろうKOBE」にあやかって作られた言葉。2008年の岩手・宮城内陸地震と2011年の東北地方太平洋沖地震（東日本大震災）において使用され、ユニホームの袖部分にもこのフレーズが描かれたワッペンが貼り付けられた。

### 二軍主催試合の命名権を個人向けに販売
2014年には、個人を対象に、「FAN'Sデー」期間中（4月18日 - 20日）に楽天イーグルス利府球場で主催するイースタン・リーグ公式戦3試合の命名権を1試合3万円で販売。3試合とも完売したため、当該カードの試合前には、命名の対象者による始球式などのセレモニーを実施した。個人に対する球団主催公式戦の命名権販売は、NPBの球団では初めての試みである。

## その他のトピックス

### 主催試合の入場券にフレックス・プライス制度を導入
2009年よりKスタ宮城で行われる楽天の主催試合において、対戦相手や曜日などに応じてチケットの価格を変える「フレックス・プライス」が導入されている。「フレックス・プライス」のようなチケットの価格変動制は、メジャーリーグでは複数の球団が採用しており、日本では東京ヤクルトスワローズが神宮球場での読売ジャイアンツ戦、阪神タイガース戦に限り一部席種を割高にしている例があるが、本格的な導入は楽天が初めてになる。
チケットの価格は5段階で設定されており、高い順から「プラチナ」、「クリムゾン」、「ゴールド」、「シルバー」、「バリュー」となっている。
席によっては、プラチナの価格がバリューの2倍以上になることもある。

### 平日デーゲーム開催
2007年4月3日（火） - 5日（木）、フルキャストスタジアム宮城で日本ハムとの3連戦をいずれもデーゲームで開催した。前年3月末のホーム開幕3連戦（28日からの対オリックス3連戦）をナイターで開催した際、冷え込みが激しく降雪も記録する事態があり、球団側は選手や観客の身の安全を考慮。比較的気温が高く温暖で、また春休みとあって学生ファンが多く詰め掛けられると見越し、本拠地開催では極めて異例の平日デーゲームを敢行することになった。3試合とも13時開始。テレビでもスカイ・Aスポーツプラスと東北放送（宮城ローカル）で生中継された。3試合とも1万人超えの盛況となった。特に、3戦目においては期待の高卒新人投手・田中の本拠地初登板もあって、約1万8千人ものファンが球場に詰め掛けた。翌2008年も前年同様の事情で、4月1日（火） - 3日（木）の対ロッテ3連戦をデーゲームで開催。ここでも3試合全て観衆1万人を超えた。
2009年 から2011年は平日デーゲームは行われず。2009年はWBCのため開幕が遅く4月7日（火）がホーム開幕戦。2010年はホーム開幕戦が土曜日に設定されたため（他球場では前日の金曜にホーム開幕戦となるナイターが行われている）。2011年は当初3月29日（火） - 3月31日（木）の対ソフトバンク3連戦をデーゲームで開催する予定になっていたが、東日本大震災の影響による開幕日延期のため取り止めとなった。
2012年からは平日デーゲームが再開され、2013年以降も毎年4月初旬に平日デーゲームが2試合程度組まれるようになっている。2017年は宮城での開催に加え、郡山・ヨーク開成山スタジアムでも平日の薄暮デーゲーム開催が予定されていたが、雨天中止となっている他、夏季開催（7月27日・ソフトバンク戦）でも平日のデーゲーム開催を行った。

また、パ・リーグでは他にロッテ、日本ハム、西武も平日デーゲームを組むようになった。
この理由について、日刊スポーツによると、2017年以後（新型コロナウィルスのため2020年除く）球団主催で行われている小中学生を対象とした校外（課外）学習プログラム「弟子入り体験（小学生向け）/職場体験（中学生向け）」や社会見学の名目によるものとされており、参加者は球場内の運営ボランティア（スタンドの消毒作業やチケット半券のもぎり、客席誘導など）の体験活動を行っている
本拠地での平日デーゲームはプロ野球初期の1930年代 - 1950年代（ほとんどの球場にナイター照明がなかった）は頻繁に行われたほか、1990年代までは消化試合やプレーオフ（パ・リーグ）、日本シリーズでも行われていた。
イーグルス花火大会の開催に伴う薄暮デーゲーム開催
これとは別に、2015年5月21日（木）の日本ハム戦は「第1回楽天イーグルス花火大会」を試合終了後に行う予定であるため、通常より2時間早い16時からの薄暮デーゲーム開催とした。
これは、近接の仙台市陸上競技場のトラックから約2000発を打ち上げる花火大会そのもののほか、イーグルスが翌22日からの西武戦の会場・西武プリンスドームへの試合終了後の直接移動が可能であるという点も含めた総合的な判断で薄暮デーゲーム開催とした。長時間の試合であっても、若干の規模縮小などが生じるものの花火大会を開催できるように配慮した時間設定をしたものだったが、試合が延長戦にもつれ、試合開始から5時間が経過した21時を過ぎても試合が続いた。延長12回・5時間37分の大乱戦となり試合終了が21時40分を過ぎた。周辺の騒音や選手の翌日の試合会場への移動（特に楽天の選手はこの試合終了後に予定していた西武プリンスドームへの直接移動ができなくなった）などを考慮して、この日の花火大会とそれに付随したAUN J CLASSIC ORCHESTRAによる音楽ライブの開催を断念せざるを得なくなった。
花火大会の代替日程は5月21日時点では未定であったが、あるファンから「花火を見たかった」という声をかけられた球団職員は「代替開催ができるように検討していく」としている他、立花も「残念すぎる。今日（21日）のお客様方に何らかの形で対応できるように考えたい」と延期開催の可能性を示唆するコメントを残している。
この後、5月29日に、この第1回花火大会の「リベンジ」延期開催を、7月11日にデーゲーム（14時）開催で行う予定としているオリックス戦で改めて行うことを発表した。この日は3000発の花火を打ち上げる予定にしているが、今回は長時間開催や荒天時の対応もはっきりと明示しており、
1. 試合中止、また試合終了時に強風や豪雨などにより開催できない場合、試合終了が20時を超えた場合は中止
2. 11日の試合、ないしはイベント中止時は12日に延期することにするが、12日も開催中止であればイベント自体延期せず中止する
3. 試合終了後から19時30分までイベントの開催を予定している（ただし、5月21日のゲストであるAUN J CLASSIC ORCHESTRAの出場については明示されていない）

と記載されている。7月11日のデーゲーム終了後、無事に花火大会は開催され、試合を観戦した人など市民約15000人が集まった。
開幕戦薄暮デーゲーム
2016年の開幕戦・ソフトバンク戦は、開幕戦のデーゲームとしては48年ぶりとなる薄暮デーゲーム として16時から行われる。これとは別に4月1日の西武戦も13時から実施され、またアウェーに出ての3月29・30日のロッテ戦（QVCマリン）も13時開始と、ナイター設備が整った近代において開幕当初の8試合がデーゲームという異例な日程となった（このほか4月12日の千葉ロッテ戦もデーゲームであったが、この時は残り2連戦はナイターだった）。

## 主なキャンプ地
- 久米島野球場（沖縄県島尻郡久米島町） - 二軍第1次春季キャンプ
- 金武町ベースボールスタジアム（沖縄県国頭郡金武町） - 一軍春季キャンプ
- うるま市具志川野球場（沖縄県うるま市） - 二軍春季キャンプ（2021年～2022年）
- 日向市お倉ヶ浜総合公園野球場（宮崎県日向市）- 二軍第2次春季キャンプ
- マスカットスタジアム（岡山県倉敷市） - 秋季キャンプ

## ショップ
オフィシャルショップは「楽天イーグルスグッズショップ 」。店舗は以下の通り。
スタジアム店 チームショップ
宮城県仙台市宮城野区宮城野2-11-6（楽天モバイルパーク宮城 イーグルスプラザ内）
仙台駅東口店
宮城県仙台市宮城野区榴岡4-1-8
エスパル仙台店
宮城県仙台市青葉区中央1丁目1-1　エスパル仙台 東館1階
上記とは別に「藤崎青葉通り店」、「仙台駅店」、「盛岡店」も設けられていたが、閉店。

### 球団直営のスポーツラウンジ「T.R.G.E.」
2014年の公式戦開幕日（3月28日）から2017年2月22日 までは、「T.R.G.E.（TOHOKU RAKUTEN GOLDEN EAGLES OFFICIAL SPORTS LOUNGE）」という球団直営のスポーツラウンジ（スポーツバー）を、仙台市の繁華街・国分町2丁目のエーラクフレンディアビルの1階に開設。東北楽天戦をはじめ、テレビのスポーツ中継を店内のモニターで視聴できたほか、アルコール飲料を有料で提供していた。

## 関連書籍
- 朝日新聞スポーツ部『スト決行 プロ野球が消えた2日間』朝日新聞社、2004年。ISBN 4022579781。
- 『楽天主義。東北楽天ゴールデンイーグルス応援BOOK』ベースボール・マガジン社〈週刊ベースボール別冊〉、2005年。

## その他
- 運営母体である楽天グループの社内同好会として「東京楽天ゴールデンイーグルス（品川楽天）」があり、支部として同じく関西圏の社員で構成される「関西楽天ゴールデンイーグルス（関西楽天）」と、主に社員OBがメンバーの「東京ロケットピストンズ（楽ﾞ天）」が存在している[243]。
- 1937年から1943年まで後楽園球場を本拠地とした活動した大和軍は一時期「イーグルス」の名称で活動していた。